# بورسعيد
بورسعيد هي مدينة مصرية ساحلية تلقب باسم المدينة الباسلة، وتمثل العاصمة الإدارية لمحافظة بورسعيد التي تضم أيضًا مدينة بورفؤاد. تقع شمال شرق مصر في موقع متميز على رأس المدخل الشمالي لقناة السويس. تتميّز بورسعيد بكونها نقطة التقاء بين القارة الآسيوية والأفريقية، إذ تمثل مدينة بورسعيد أقصى نقطة في شمال شرق أفريقيا، حيث يحدها شمالًا البحر المتوسط، وشرقًا مدينة بورفؤاد الواقعة في شبه جزيرة سيناء، وجنوبًا محافظة الإسماعيلية، وغربًا ثلاث محافظات هي (محافظة دمياط من الشمال الغربي، محافظة الدقهلية من الغرب، محافظة الشرقية من الجنوب الغربي).:17 تبلغ مساحتها 845.445 كم² تقريباً، ويبلغ تعداد سكانها بحسب تعداد عام 2010 ما يقارب 524433 نسمة، وذلك بعد تحويل حي بورفؤاد إداريًا إلى مدينة في عام 2010. تنقسم المدينة إلى سبعة أحياء إدارية هي حي الجنوب، حي الزهور، حي غرب، حي الضواحي، حي المناخ، حي العرب، حي الشرق.:7
تضم بورسعيد العديد من المعالم المميزة، أهمها ميناء بورسعيد الذي يعد من أهم موانئ مصر، ومبنى هيئة قناة السويس وهو أحد أهم آثار المدينة، وفنار بورسعيد القديم. بالإضافة إلى العديد من المتاحف مثل متحف بورسعيد الحربي الذي يوثق لحقبة العدوان الثلاثي على المدينة، ومتحف بورسعيد القومي الذي يعرض آثاراً من مختلف الحقب التاريخية المصرية فضلاً عن تاريخ بورسعيد منذ إنشائها سنة 1859 وحتى العصر الحديث، ومتحف النصر للفن الحديث الذي يضم 75 عملاً فنياً لكبار فناني مصر في مختلف أفرع الفن التشكيلي. بدأ العمل على إنشاء المدينة في عهد والي مصر الخديوي سعيد وذلك في 25 أبريل 1859 عندما بدأ فرديناند دي لسبس مشروع حفر قناة السويس.:21:30
نالت بورسعيد مكانة وشهرة عالمية خلال الفترة منذ نهاية القرن التاسع عشر وبداية القرن العشرين كميناء بحري متميز، فقال عنها الأديب الإنجليزي روديارد كبلينغ: «إذا أردتم ملاقاة شخص ما عرفتموه، وهو دائم السفر، فهناك مكانان على الكرة الأرضية يتيحان لكم ذلك، حيث عليكم الجلوس وانتظار وصوله إن عاجلاً أو آجلا، ً وهما: لندن وبورسعيد».

## التسمية
اسم بورسعيد هو اسم مركب من كلمة PORT أو «بورت» ومعناها ميناء، وكلمة «سعيد» نسبة إلى محمد سعيد باشا والي مصر. ويرجع أصل التسمية إلى اللجنة الدولية التي تكونت من إنجلترا وفرنسا وروسيا والنمسا وإسبانيا وبيد مونت حيث قررت هذه اللجنة في الاجتماع الذي عقد في عام 1855 اختيار اسم بورسعيد.:19:14

## التاريخ

### العصور القديمة
كان الموقع الحالي للمدينة قديماً عبارة عن قرية للصيادين، وعلى بعد 28 كم وجدت مدينة ساحلية اندثرت معالمها أطلق عليها اسم «برامون» أي مدينة الإله آمون، ثم أقام اليونانيون ضاحية للمدينة أسموها «بيلوز»، وانسحب الاسم على المدينة كلها فسميت منطقة «بيلوز» (تقع بين الفرما وتنيس) ومعناها الطينة كثرة الأوحال. وكانت مواجهة لمدينة برمون أو برما ومنها أسماها العرب الفرماء.:17

### العصور الوسطى
بعد الفتح الإسلامي لمصر أطلق العرب على المدينة اسم الفرماء أو الفرما وكانت تطل على ساحل البحر المتوسط، وموقعها الطرف الشرقي لبحيرة المنزلة بين البحيرة والكثبان، وتقع على بعد 28 كم من المدينة الحالية. وظلت المدينة تمثل ثغراً وحصناً وميناءً نشطاً حتى هدمت في عام 1118 على يد الملك بالدوين الأول ملك بيت المقدس أثناء الغزوات الصليبية. وما زالت آثار المدينة موجودة حتى الآن بمنطقة تعرف بتل الفرما. ووجدت أيضاً مدينة تنيس التي كانت ثغراً بحرياً مهماً ومقراً للأسطول وبها دار صناعة السفن، واشتهر أهلها بالغنى والثروة وازدهرت بها التجارة وصناعة الملابس والمفروشات، وفيها كانت تصنع كسوة الكعبة المشرفة قروناً طويلة، لمهارة أهلها في حرفة النسيج والحياكة. كما امتهن أهلها صيد الأسماك والطيور، ولكونها هدفاً لغارات البيزنطيين ومن بعدهم الصليبيين، أمر الملك الكامل محمد بن العادل الأيوبي بتحطيم أسوارها وقلاعها في أوائل القرن السابع الهجري فهجرها أهلها وتهدمت دورها ومصانعها ودور طرازها وأصبحت تلالاً وأطلالاً.:17:18:14:15

### العصر الحديث

#### نشأة المدينة

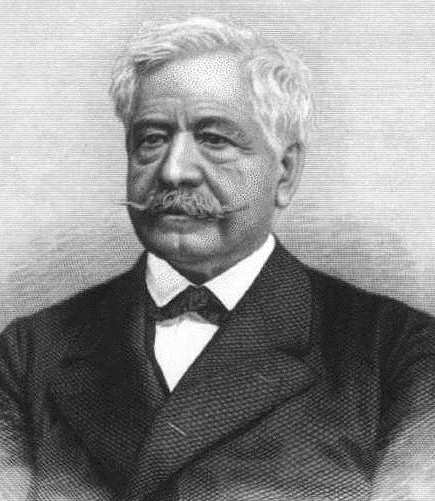
دي لسبس

في 25 أبريل 1859 دشن دي لسبس العمل في حفر قناة السويس في عهد الخديوي سعيد، وفي نفس الوقت بدأ العمل في إنشاء مدينة بورسعيد الحديثة التي كانت في ذلك الوقت عبارة عن قرية الجميل التي تبعد 9 كم عن موقع بورسعيد الحالي، لكي تشرف على المدخل الشمالي للقناة، وكان من أوائل المنشآت التي أقيمت بالمدينة فنار مؤقت من الخشب، ولما كان ساحل بورسعيد الواقع بين البحر المتوسط وبحيرة المنزلة ليس مرتفعاً عن سطح البحر، فقد تطلب تذليل تلك العقبة القيام بأعمال ردم لكي تنشأ المدينة على ارتفاع مناسب عن سطح البحر، فأزاحت الكراكات التي كانت تعمل لجعل ساحل المدينة صالحاً للرسو وإنشاء حوضاً للميناء كميات ضخمة من أعماق المياه وأضافتها إلى أراضي بورسعيد، فيما تم ردم مستنقعات بحيرة المنزلة بناتج الحفر من الرمال لكي يتم عليها بناء المساكن والمخازن والورش الحرفية ومصنع الطوب لخدمة المشروع، وحفرت قناة صغيرة لتصل منشآت بورسعيد ببحيرة المنزلة لتسهيل نقل المؤن ومياه الشرب بواسطة القوارب كما تم تشييد مسجداً للعمال بقرية العرب. ولحماية الميناء من العوامل الطبيعية أقيم حاجزين للأمواج غربي وشرقي واستخدمت الحجارة في إقامة رصيف الميناء والحواجز، وتبع ذلك إنشاء فنار جديد من الخرسانة ليضيء لمسافة 20 ميلاً.:21:30

#### حفل افتتاح القناة

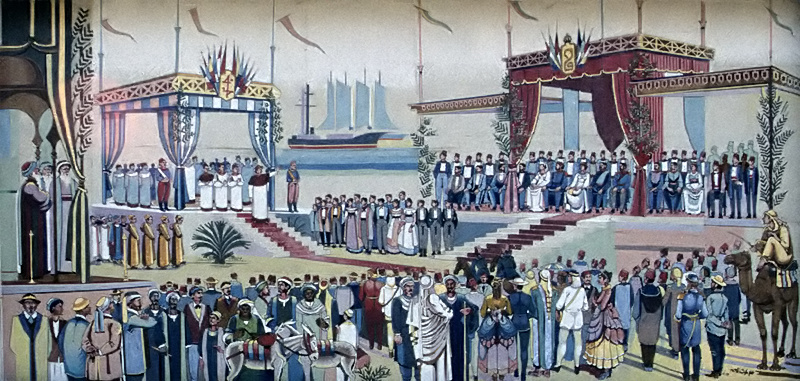
رسم افتتاح القناة بالإسماعيلية

شهدت بورسعيد الاستعدادات الضخمة لحفل افتتاح قناة السويس، فرُوعيت النظافة بالأماكن التي سيزورها الضيوف واهتمّ بأزياء العساكر المستقبلين للمدعوين، وأخليت الشوارع العمومية وزينت وأضيئت بالفوانيس وارتفعت بها الأعلام، فيما كلف الخديوي إسماعيل دي لسبس بالاستعداد لاستقبال 6 آلاف مدعو، واستقدم خمسمائة طباخ وألف خادم، وأوعز إلى مديري الأقاليم بإرسال عدد من الأهالي بأزيائهم التقليدية فانتشروا على طول القناة من فلاحين وصعايدة وعربان وسودانيين وغيرهم.
واصطف الأسطول المصري في ميناء بورسعيد لحفظ النظام وزيادة البهجة، وأقيمت ثلاث منصات مكسوة بالحرير والديباج خصصت الكبرى للملوك والأمراء وكبار المدعوين والثانية إلى اليمين لرجال الدين الإسلامي والثالثة إلى اليسار لرجال الدين المسيحي.:44:47

#### الحرب العالمية الأولى
خاضت تركيا الحرب إلى جانب دول المركز ضد إنجلترا إلى جانب قوات الحلفاء، فعملت إنجلترا على تقوية موقفها في الشرق الأوسط عن طريق فرض الحماية على مصر في 18 ديسمبر 1914 لينتهي بذلك الوضع الذي حددته معاهدة لندن التي اعتبرت مصر خاضعة للسيادة العثمانية. وكانت منطقة القناة هدفاً لدول المركز لضرب قواعد إنجلترا في مصر وبذلك قاست مدينة بورسعيد وباقي مدن القناة من هذا العدوان.:28:29

#### الحرب العالمية الثانية
في 26 أغسطس 1936 وقعت مصر وبريطانيا معاهدة 1936 في لندن لينتهي الاحتلال البريطاني لمصر مع بقاء القوات العسكرية البريطانية في منطقة القناة بحجة معاونة القوات المصرية في الدفاع عن قناة السويس، فكانت بذلك منطقة القناة عرضة لضربات دول المحور للإضرار بمصالح إنجلترا وفرنسا في القناة، وقصفت مدينة بورسعيد بالقنابل الثقيلة وأصيبت عدة مواقع بالطوربيدات.:29:30

#### العدوان الثلاثي

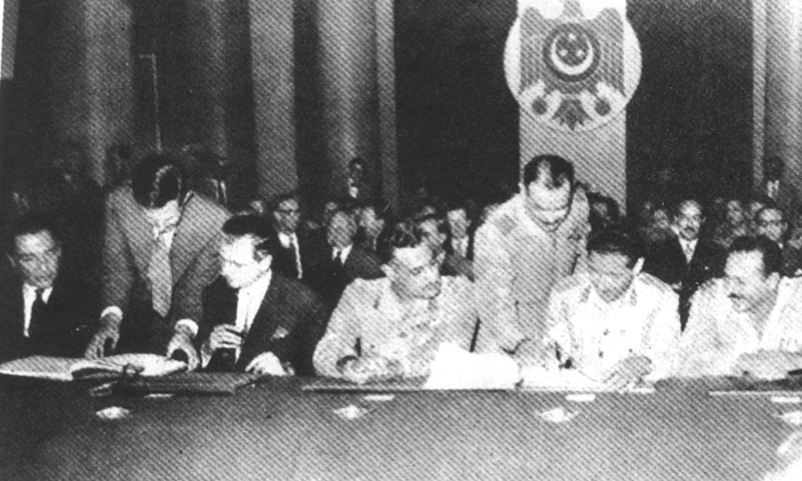
جمال عبد الناصر يوقع اتفاقية الجلاء

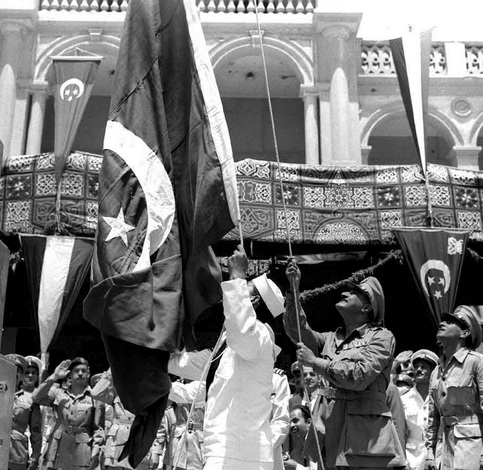
جمال عبد الناصر يرفع علم مصر في بورسعيد بعد جلاء آخر جندي بريطاني عن مصر

في 19 أكتوبر 1954 وقع الرئيس جمال عبد الناصر اتفاقية الجلاء مع بريطانيا من أجل جلاء القوات البريطانية المرابطة في منطقة القناة، وفي 18 يونيو 1956 أجلي آخر جندي بريطاني عن الأراضي المصرية، وفي ديسمبر 1955 قبلت مصر عرضاً من أمريكا وانجلترا والبنك الدولي للحصول على قرض لتنفيذ مشروع السد العالي، تلاها طلب مصر شراء صفقة أسلحة إلا أن هذا الطلب قوبل بالرفض فاتجهت مصر إلى الاتحاد السوفيتي لشراء ما تحتاج من أسلحة. رأت أمريكا وانجلترا في الخطوة المصرية مظهراً من مظاهر التحدي فتراجعا عن تمويل السد العالي وعللا ذلك بعدم قدرة مصر على سداد القرض لضعف قدرتها المالية، وعلى إثر ذلك أعلن جمال عبد الناصر في 26 يوليو 1956 من ميدان المنشية بالإسكندرية قرار تأميم شركة قناة السويس رداً على سحب عرض تمويل السد العالي بطريقة مهينة لمصر.:30:32
رداً على تأميم القناة قامت بريطانيا من جانبها بتجميد الحسابات والأرصدة المصرية لديها وفرضت حظراً على تصدير السلاح إلى مصر وعقدت النية على تدبير رد عسكري، وانتهزت فرنسا الفرصة وقررت ضرب مصر رداً على مساعدة عبد الناصر لثورة الجزائر، وشاركت إسرائيل رداً على منع مرور سفنها بقناة السويس، فكانت بذلك خطة ثلاثية للاعتداء على مصر حيكت خيوطها في ضاحية سيفرز بباريس. على إثرها بدأ هجوم إسرائيلي مفاجئ يوم 29 أكتوبر 1956، تلاه في يوم 30 أكتوبر تقديم كل من بريطانيا وفرنسا إنذار لمصر يطالب بوقف القتال بين الطرفين، ويطلب من مصر وإسرائيل الانسحاب عشر كيلو متر عن قناة السويس وقبول احتلال بورسعيد والإسماعيلية والسويس، من أجل حماية الملاحة في القناة، وهو ما أعلنت مصر رفضه فوراً، وفي 31 أكتوبر، هاجمت الدولتان مصر وبدأت غاراتهما الجوية على القاهرة والقناة والإسكندرية. وأصبحت مصر تحارب في جبهتي سيناء والقناة، فأصدر جمال عبد الناصر الأوامر بسحب جميع القوات المصرية من صحراء سيناء إلى غرب قناة السويس. وفي 5 نوفمبر بدأت عملية غزو مصر من جانب القوات البريطانية والفرنسية من بورسعيد، التي تم ضربها بالطائرات والقوات البحرية تمهيداً لعمليات الإنزال الجوي بالمظلات.:33:39
قاومت بورسعيد الاحتلال بضراوة وكفاح واستبسال هز ضمير العالم وحركه ضد القوات البريطانية والفرنسية. ودارت معارك عنيفة بين قوات الاحتلال وقوات المقاومة الشعبية ظهرت خلالها أمثلة مشرفة للعديد من أبطال المقاومة مثل السيد عسران ومحمد مهران. وساندت الدول العربية مصر أمام العدوان وقامت بنسف أنابيب البترول، ومنعوا وصوله إلى بريطانيا وفرنسا، وفي 2 نوفمبر اتخذت الجمعية العامة للأمم المتحدة قراراً بإيقاف القتال، وفي اليوم التالي وجه الاتحاد السوفيتي إنذاراً إلى بريطانيا وفرنسا، وأعلن عن تصميمه لمحو العدوان بالقوة، إذا لم تتراجع الدولتان عن موقفهما، كما استهجن رد الفعل الأمريكي العدوان على مصر، فأدى هذا الضغط الدولي مجتمعاً إلى وقف التغلغل الإنجليزي الفرنسي، وقبولهما وقف إطلاق النار ابتداء من 7 نوفمبر، وخضعت الدولتان للأمر الواقع، وفي 19 ديسمبر أنزل العلم البريطاني من فوق مبنى هيئة قناة السويس ببورسعيد، تلا ذلك انسحاب القوات الفرنسية والإنجليزية من بورسعيد في 22 ديسمبر، وفي 23 ديسمبر تسلمت السلطات المصرية مدينة بورسعيد واستردت قناة السويس.:39:51 وهو التاريخ الذي اتخذته المدينة عيداً قومياً لها أو "عيداً للنصر".

#### حرب 1967
في 5 يونيو 1967 وصلت قوات الاحتلال الإسرائيلية إلى الضفة الشرقية للقناة وساحل البحر الأحمر وحتى جنوب بورفؤاد الذي كان يمثل أحد أحياء بورسعيد وقتها. في صباح 1 يوليو 1967 تقدمت قوات إسرائيلية على امتداد الضفة الشرقية للقناة بغرض الوصول إلى حي بورفؤاد المواجه لمدينة بورسعيد على الجانب الآخر للقناة واحتلاله، وتهديد بورسعيد ووضعها تحت رحمة الاحتلال الإسرائيلي، وكانت بورفؤاد هي المنطقة الوحيدة في سيناء التي لم تحتلها إسرائيل أثناء حرب 1967، وعندما وصلت القوات الإسرائيلية إلى منطقة رأس العش جنوب بورفؤاد وجدت قوة مصرية محدودة من قوات الصاعقة عددها ثلاثون مقاتلاً مزودين بالأسلحة الخفيفة، في حين كانت القوات الإسرائيلية تتكون من عشر دبابات مدعمة بقوة مشاة ميكانيكية في عربات نصف مجنزرة، وحين هاجمت قوات الاحتلال قوات الصاعقة المصرية تصدت لها الأخيرة وأنزلت بها خسائر كبيرة في المعدات والأفراد أجبرتها على التراجع جنوباً. وعندما حاول جيش الاحتلال الهجوم مرة أخرى، فشل في اقتحام الموقع بالمواجهة أو الالتفاف من الجنب، وكانت النتيجة تدمير بعض العربات نصف المجنزرة وزيادة خسائر الأفراد، فاضطرت قواته للانسحاب ولم تحاول إسرائيل احتلال بورفؤاد مرة أخرى وظلت في أيدي القوات المصرية حتى قيام حرب أكتوبر 1973، وظلت مدينة بورسعيد وميناؤها بعيدين عن التهديد المباشر لإسرائيل، ولتكون معركة رأس العش هي البداية لحرب الاستنزاف.

#### حرب الاستنزاف
شاركت قاعدة بورسعيد البحرية في حرب الاستنزاف بأنشطة قتالية ضارية فشاركت الفرقاطة بورسعيد والمدمرة السويس في الدفاع عن قاعدة بورسعيد البحرية في الفترة من 2 يوليو 1967 إلى 19 أكتوبر 1967، والاشتراك في صد الهجوم على رأس العش بواسطة الفرقاطة بورسعيد بمساندة المدفعية الساحلية يومي 1 يوليو 1967 و8 يوليو 1967، وإغراق المدمرة إيلات باستخدام زورقين صواريخ يوم 21 أكتوبر 1967 الذي اختير عيداً للبحرية المصرية.

#### حرب أكتوبر
خلال حرب أكتوبر ساعد أبناء المدينة إخوانهم من جنود القوات المسلحة.:52 وتولت قاعدة بورسعيد البحرية حماية الساحل الشمالي لبورسعيد وحتى دمياط بالكامل، في حين قامت لنشات الصواريخ بالخروج على مسافة قريبة من الشاطئ وضرب المواقع الإسرائيلية.
في يوم 8 أكتوبر 1973 شهدت بورسعيد أشد المعارك بين القوات الجوية الإسرائيلية وقوات الدفاع الجوي المصرية، حيث بلغ عدد الطائرات الإسرائيلية المهاجمة لبورسعيد أكثر من 50 طائرة، ونجحت قوات الدفاع الجوي المصرية في إيقاع الكثير من الخسائر بتلك الطائرات وتشتيت الهجمة الجوية الإسرائيلية على بورسعيد.:361:362

#### الانفتاح
تحولت بورسعيد اعتباراً من يناير 1976 إلى مدينة حرة لتدخل عصر الانفتاح كنوع من التعويض للمدينة عن سنوات الحرب، وهي السياسة التي تبناها الرئيس محمد أنور السادات بعد حرب أكتوبر، بهدف تغيير التوجه المالي للدولة من الاشتراكية إلى الرأسمالية والاقتصاد الحر. وتحولت بورسعيد طبقاً لهذا القرار إلى مجتمع تجاري يعتمد بشكل عام على الاستيراد، وظل هذا الوضع قائماً حتى عام 2002 حين صدر القانون رقم 5 الذي ألغى وضع المدينة الحرة ببورسعيد.:54:60

#### الفترة المعاصرة

صورة لستاد بورسعيد بعد الحادث

شهدت شوارع وميادين بورسعيد الاحتجاجات والمظاهرات التي عمت مصر خلال ثورة 25 يناير وكانت أشهر التجمعات في ميدان المسلة الذي كان موقعاً لأكبر تجمع للمتظاهرين في جمعة الغضب يوم 28 يناير 2011، والذين حرصوا على السلمية ورفض دعوات العنف، إلا أن الأحداث تطورت بعد ذلك لتشهد المدينة أحداث عنف وتعدي على المنشآت الشرطية. وفي 1 فبراير 2012 وقعت داخل ستاد بورسعيد أحداث مؤسفة عقب مباراة كرة قدم بين ناديي المصري والأهلي، راح ضحيتها 72 قتيلاً و254 مصاباً، لتعد أكبر كارثة في تاريخ الرياضة المصرية. وعقب صدور أحكام قضائية بالإعدام على 21 متهماً من المتهمين في قضية ستاد بورسعيد في يناير 2013، اندلعت أحداث عنف في أنحاء المدينة وشهد محيط سجن بورسعيد مواجهات دموية مع قوات الأمن خلال محاولة بعض الأهالي اقتحام السجن وتهريب المدانين. أسفرت الأحداث عن 42 قتيل وإصابة ما يزيد عن 70. وكان ميدان المسلة أو الشهداء محلاً لمظاهرات 30 يونيو التي شهدت تجمعات لأهل بورسعيد المنددين بحكم الإخوان.

## الجغرافيا والسكان

### الموقع
تقع بورسعيد في شمال شرق مصر، وفيها نقطة التقاء البحر الأبيض المتوسط بقناة السويس. يحدها شمالاً البحر المتوسط، وشرقاً مدينة بورفؤاد الواقعة في شبه جزيرة سيناء وجنوباً محافظة الإسماعيلية وغرباً ثلاث محافظات هي محافظة دمياط (من الشمال الغربي)، محافظة الدقهلية (من الغرب)، محافظة الشرقية (من الجنوب الغربي).:17 كانت بورسعيد محافظة ومدينة في نفس الوقت تبلغ مساحتها 1351.14 كم² وذلك حتى تحويل حي بورفؤاد الذي تبلغ مساحته 505.695 كم² إلى مدينة في عام 2010، فأصبحت محافظة بورسعيد التي تمتد بين قارتي أفريقيا وآسيا يتبعها مدينتين هما (بورسعيد، وبورفؤاد) وأصبحت مساحة مدينة بورسعيد 845.445 كم² تقريبًا.

### التقسيم الإداري
تنقسم مدينة بورسعيد إلى سبعة أحياء هي:
- حي الشرق: هو من أقدم أحياء المدينة ويعود تاريخ تأسيسه إلى عام 1880، حيث كان يسكنه مهندسو شركة القناة الأجانب، لذا عرف بالحي الأوروبي أو الحي الإفرنجي. يحده شمالاً البحر المتوسط، وجنوباً قناة الاتصال الواصلة بين قناة السويس وبحيرة المنزلة، وشرقاً الميناء التجاري وقناة السويس، وغرباً حي العرب.[37][38]:63
- حي العرب: هو ثاني أقدم أحياء المدينة ويعود تاريخ تأسيسه إلى عام 1890، حيث كان يسكنه العمال المصريون القائمون على أعمال حفر القناة. يحده شمالاً البحر المتوسط، وجنوباً حي الجنوب، وشرقاً حي الشرق، وغرباً حي المناخ.[38]:64[39]
- حي المناخ: هو من أحياء المدينة الحديثة، حيث يعود تاريخ تأسيسه إلى عام 1952. ويجمع بين المناطق القديمة ومناطق الامتداد العمراني الحديث بالإضافة إلى الامتداد العشوائي. يحده شمالاً البحر المتوسط، وجنوباً حي الضواحي، وشرقاً حي العرب، وغرباً حي الزهور.[38]:66[40]
- حي الضواحي: هو من أحياء المدينة الحديثة، حيث دعت الضرورة إلى تأسيسه لخلق مجال للتوسعات العمرانية الجديدة. يحده شمالاً حي العرب وحي المناخ، وجنوباً قناة الاتصال، وشرقاً حي الشرق، وغرباً حي الزهور.[38]:67[41]
- حي الجنوب: هو من أحياء المدينة الحديثة، حيث يعود تاريخ تأسيسه إلى عام 2002. يحده شمالاً قناة الاتصال، وجنوباً محافظة الإسماعيلية وبحيرة المنزلة، وشرقاً قناة السويس، وغرباً بحيرة المنزلة.[38]:67[42]
- حي الزهور: هو من أحياء المدينة الحديثة، حيث يعود تاريخ تأسيسه إلى عام 2000. يحده شمالاً البحر المتوسط، وجنوباً بحيرة المنزلة، وشرقاً حي المناخ وحي الضواحي، وغرباً حي غرب وبحيرة المنزلة.[38]:68[43]
- حي غرب: هو أحدث أحياء المدينة نشأة، حيث تم فصله عن حي الزهور في عام 2015.[44]

### المناخ
تتميز بورسعيد بمناخ معتدل طوال العام، إذ يسود بها مناخ البحر المتوسط، والذي يتميز بصيفه الحار والجاف وشتائه الرطب والمعتدل والممطر. ويبلغ متوسط الحرارة السنوي 20.7 درجة مئوية، وصيفاً 27 درجة مئوية، وشتاءً 11.5 درجة مئوية. ويعد شهر يناير أبرد شهور السنة بمتوسط 17.6 درجة مئوية، وأغسطس أشدها حرارة بمتوسط 29.7 درجة مئوية. أما الرطوبة فهي مرتفعة بشكل عام بسبب إحاطة الماء بالمدينة، وتبلغ ذروتها في شهر ديسمبر بنسبة 72%، وأقلها في شهر أبريل بنسبة 65%. فيما يصل متوسط الضغط الجوي إلى 18.4 درجة مئوية. أما الرياح والأمطار فالرياح الغربية أو الشمالية الغربية المحملة بالأمطار هي السائدة شتاءً، والرياح الشمالية أو الشمالية الشرقية هي السائدة صيفاً. ويبلغ عدد الأيام الممطرة في الشتاء متوسط 47 يوم، وأقصى كمية للأمطار تبلغ 53.7 مليمتر.:25
| البيانات المناخية لـبورسعيد        | البيانات المناخية لـبورسعيد | البيانات المناخية لـبورسعيد | البيانات المناخية لـبورسعيد | البيانات المناخية لـبورسعيد | البيانات المناخية لـبورسعيد | البيانات المناخية لـبورسعيد | البيانات المناخية لـبورسعيد | البيانات المناخية لـبورسعيد | البيانات المناخية لـبورسعيد | البيانات المناخية لـبورسعيد | البيانات المناخية لـبورسعيد | البيانات المناخية لـبورسعيد | البيانات المناخية لـبورسعيد |
| الشهر                              | يناير                       | فبراير                      | مارس                        | أبريل                       | مايو                        | يونيو                       | يوليو                       | أغسطس                       | سبتمبر                      | أكتوبر                      | نوفمبر                      | ديسمبر                      | المعدل السنوي               |
| ---------------------------------- | --------------------------- | --------------------------- | --------------------------- | --------------------------- | --------------------------- | --------------------------- | --------------------------- | --------------------------- | --------------------------- | --------------------------- | --------------------------- | --------------------------- | --------------------------- |
| الدرجة القصوى °م (°ف)              | 29.7 (85.5)                 | 31.9 (89.4)                 | 34.6 (94.3)                 | 41.8 (107.2)                | 45.0 (113.0)                | 39.8 (103.6)                | 36.4 (97.5)                 | 35.1 (95.2)                 | 35.6 (96.1)                 | 34.8 (94.6)                 | 33.9 (93.0)                 | 25.9 (78.6)                 | 45.0 (113.0)                |
| متوسط درجة الحرارة الكبرى °م (°ف)  | 17.4 (63.3)                 | 17.9 (64.2)                 | 19.4 (66.9)                 | 22.5 (72.5)                 | 25.1 (77.2)                 | 28.2 (82.8)                 | 30.0 (86.0)                 | 30.3 (86.5)                 | 28.8 (83.8)                 | 26.7 (80.1)                 | 23.0 (73.4)                 | 19.4 (66.9)                 | 24.1 (75.4)                 |
| المتوسط اليومي °م (°ف)             | 14.4 (57.9)                 | 15.1 (59.2)                 | 16.7 (62.1)                 | 19.6 (67.3)                 | 22.4 (72.3)                 | 25.3 (77.5)                 | 27.2 (81.0)                 | 27.3 (81.1)                 | 26.3 (79.3)                 | 24.1 (75.4)                 | 20.4 (68.7)                 | 16.5 (61.7)                 | 21.3 (70.3)                 |
| متوسط درجة الحرارة الصغرى °م (°ف)  | 11.1 (52.0)                 | 11.7 (53.1)                 | 13.4 (56.1)                 | 16.3 (61.3)                 | 18.8 (65.8)                 | 22.1 (71.8)                 | 23.7 (74.7)                 | 24.2 (75.6)                 | 23.3 (73.9)                 | 21.3 (70.3)                 | 17.5 (63.5)                 | 12.8 (55.0)                 | 18.0 (64.4)                 |
| أدنى درجة حرارة °م (°ف)            | 4.2 (39.6)                  | 6.2 (43.2)                  | 5.0 (41.0)                  | 9.1 (48.4)                  | 12.0 (53.6)                 | 17.7 (63.9)                 | 20.2 (68.4)                 | 20.2 (68.4)                 | 19.5 (67.1)                 | 14.4 (57.9)                 | 2.2 (36.0)                  | 6.6 (43.9)                  | 2.2 (36.0)                  |
| الهطول مم (إنش)                    | 18 (0.7)                    | 12 (0.5)                    | 10 (0.4)                    | 5 (0.2)                     | 4 (0.2)                     | 0 (0)                       | 0 (0)                       | 0 (0)                       | 3 (0.1)                     | 8 (0.3)                     | 7 (0.3)                     | 16 (0.6)                    | 83 (3.3)                    |
| متوسط أيام هطول الأمطار (≥ 1.0 mm) | 2.3                         | 1.6                         | 1.3                         | 0.5                         | 0.1                         | 0.0                         | 0.0                         | 0.0                         | 0.0                         | 0.9                         | 1.2                         | 2.0                         | 9.9                         |
| متوسط الرطوبة النسبية (%)          | 68                          | 66                          | 65                          | 64                          | 66                          | 67                          | 68                          | 68                          | 68                          | 65                          | 67                          | 69                          | 67                          |
| ساعات سطوع الشمس الشهرية           | 213.9                       | 206.2                       | 266.6                       | 294.0                       | 337.9                       | 360.0                       | 378.2                       | 365.8                       | 330.0                       | 310.0                       | 261.0                       | 204.6                       | 3٬528٫2                     |
| ساعات سطوع الشمس اليومية           | 6.9                         | 7.3                         | 8.6                         | 9.8                         | 10.9                        | 12.0                        | 12.2                        | 11.8                        | 11.0                        | 10.0                        | 8.7                         | 6.6                         | 9.6                         |
| المصدر #1:                         |                             |                             |                             |                             |                             |                             |                             |                             |                             |                             |                             |                             |                             |
| المصدر #2:                         |                             |                             |                             |                             |                             |                             |                             |                             |                             |                             |                             |                             |                             |

### السكان
مع إنشاء مدينة بورسعيد ووصول المياه العذبة إليها وتحسن ظروفها المعيشية صارت من المدن الجاذبة للسكان للعمل بها سواء بمشروع القناة أو العمل في الميناء وخدمة السفن من أعمال شحن وتفريغ ونشاط الصيد، فهاجر إليها غالبية السكان من دمياط التي تعد أقرب المدن لبورسعيد في ذلك الوقت حيث يفصلهما مسافة 60 كم فقط، كما هاجر إليها أقليات من أهل الدلتا من الدقهلية والشرقية والغربية والقليوبية، ومن أهل الوجه القبلي من جرجا وأسيوط وسوهاج وقنا وأسوان.:57:59 كان تعداد سكان بورسعيد حتى عام 2010 حينما كانت مدينة ومحافظة 603787 نسمة، وبعد انفصال حي بورفؤاد كمدينة بعدد سكانه الذي يبلغ 79354 نسمة، أصبح عدد سكان مدينة بورسعيد 524433 نسمة.

#### اللغة
يتحدث سكان بورسعيد اللغة العربية شأنهم شأن جميع المصريين، إلا أن اللهجة البورسعيدية تختلف عن اللهجة القاهرية المعتادة للمصريين، حيث كونت لها خصوصية من بعض الكلمات التي تميزها وتعبر عن المجتمع البورسعيدي.

## المعالم الطبيعية والسياحية

### مقابر الكومنولث
هي واحدة من 16 مقبرة منتشرة بمحافظات مصر وموزعة ما بين القاهرة والإسكندرية والعلمين وبورسعيد وفايد والسويس وأسوان وتشرف عليها هيئة الكومنولث، وتحظى باهتمام الآلاف من أحفاد ضحايا الحربين العالمية الأولى والثانية بالعالم تخليدًا لذكرى أجدادهم. تقع المقبرة بحي الزهور بالناحية الشرقية لمدافن المسلمين والمسيحين القديمة وتضم 1094 قبراً، منها 983 قبراً من الحرب العالمية الأولى و111 قبراً من الحرب العالمية الثانية تحوي رفات جنود ومدنيين ممن سكنوا بورسعيد أوائل القرن العشرين، ويبلغ عدد الجنود الإنجليز 983 من ضحايا الحرب العالمية الأولى و11 من الحرب العالمية الثانية وهم الأغلبية بين المقبورين يليهم الفرنسيين علاوة على جنود آخرين يمثلون دول كندا وأستراليا ونيوزيلندا وجنوب أفريقيا والهند وشرق وغرب إفريقيا وصربيا وأمريكا، كما أن هناك شاهدا لجندي مسلم مكتوب عليه «هو الغفور وإنا لله وإنا إليه راجعون» ومرفوع عليه التاج البريطاني.

### فنار بورسعيد القديم

متحف بورسعيد الحربي

يعود تاريخ إنشاء فنار بورسعيد إلى عام 1859 حيث صنع وقتها مؤقتاً من الخشب وكان يضئ لمسافة 10 أميال وذلك لهداية السفن المارة بقناة السويس، إلا أنه بعد بناء الرصيف الخاص بتمثال دى لسبس الشهير تم بناء الفنار مرة أخرى بموقعه الحالي في عام 1869 في عهد الخديوي إسماعيل، واستخدم في بناؤه الخرسانة ويعتبر أول بناء يُشيد بالخرسانة في مصر والشرق الأوسط.
صمم الفنار على شكل مثمن ذا لون رمادي، يبلغ ارتفاعه 56م، وكان يتميز بوجود كرة أعلى برج الفنار كانت تستعمل لتعيين الوقت، واستخدم للإضاءة مصباح يعمل بغاز الاستصباح يضئ لمسافة 20 ميل. يُعتبر الفنار من أبرز معالم بورسعيد الأثرية والتاريخية. وحالياً تم بناء فنار جديد بعد أن حاصرت الكتل الخرسانية والأبراج السكنية الفنار الأثري من ثلاث جهات.:18

### مبنى هيئة قناة السويس
مبني الهيئة أو النافيه هاوس أو بيت الأسطول أو بيت البحرية أو القاعدة البحرية البريطانية، هو عبارة عن قصر كان أول بناء يشيده الخديوي إسماعيل على شاطئ القناة ببورسعيد لاستقبال ضيوفه من ملوك ورؤساء دول العالم الذين قدموا لزيارة مصر في عهده.
اشترت بريطانيا المبنى خلال الحرب العالمية الأولى ليكون مقراً لقيادة الجيش البريطاني في منطقة الشرق الأوسط وبعد جلاء الإنجليز عن مصر في 18 يونيو 1956 وعن المبنى كآخر قاعدة لهم في منطقة القناة ومصر، رفع الرئيس جمال عبد الناصر علم مصر عليه معلناً استقلال مصر وسيادتها.
يتميز المبنى بطرازه المعماري الفريد وهو مسجل كأحد الآثار المصرية في المدينة، ويستخدم حالياً كمقر محلي لهيئة قناة السويس ولمتابعة حركة السفن المارة بالقناة.

### قاعدة تمثال دي لسبس
بنى تمثال دي لسبس مع افتتاح القناة لخدمة الملاحة الدولية وقد تم الاحتفال بإزاحة الستار عن التمثال في 17 نوفمبر 1899 والذي يوافق العيد رقم ثلاثين لافتتاح قناة السويس للملاحة الدولية. يقع التمثال عند الحاجز الغربي لمدخل قناة السويس في شارع فلسطين في نهاية ممشى دي لسبس الشهير بالمدينة.
المبنى هو أحد الآثار المسجلة في بورسعيد، وقد أزال أبطال المقاومة الشعبية في بورسعيد تمثال دي لسبس عن القاعدة بعد أثناء العدوان الثلاثي على مصر عام 1956، ولا زال التمثال يقبع في مخازن هيئة قناة السويس إلى اليوم وسط جدل متكرر بشأن عودته إلى قاعدته مجدداً ما بين رافض ومؤيد للفكرة.

### مسلة الشهداء
هو نصب تذكاري في شكل مسلة فرعونية مكسوة بالجرانيت الرمادي، أنشئ تخليدًا لذكرى شهداء بورسعيد في معاركها، نصبت المسلة على قاعدة فوقها شعلة وأسفلها متحف النصر للفنون الحديثة.
في 23 ديسمبر 1958 افتتح الرئيس جمال عبد الناصر المسلة التي يوقد بها شعلة النصر احتفالاً بعيد النصر والذكرى الثانية لانسحاب المعتدين عن بورسعيد، وافتتح أيضاً ميدان الشهداء الذي تتوسطه المسلة.

### متحف النصر للفن الحديث
متحف النصر للفن الحديث أو متحف المسلة أنشئ في 25 ديسمبر 1995 تخليداً لكفاح وصمود بورسعيد وأبنائها وسعياً نحو توثيق بطولاتهم. يضم المتحف 75 عملاً فنياً لكبار فناني مصر في مختلف أفرع الفن التشكيلي من نحت وتصوير ورسم وجرافيك وخزف، عن عدة موضوعات قومية وعن الحرب والسلام. يسهم المتحف في الحياة الثقافية ببورسعيد من خلال إقامة الندوات الفنية والأدبية والمعارض والأمسيات الموسيقية، كما يتبنى توصيل رسالة الفن والإبداع الراقي ورعاية الموهوبين من أطفال بورسعيد من خلال الورش الفنية التي يقيمها. أغلق المتحف لمدة أربع سنوات، وتم إعادة افتتاحه مرة أخرى بعد تطويره في 13 أبريل 2013، واشتملت أعمال التطوير على تطوير الأنظمة الأمنية وشبكة المراقبة الداخلية والبوابات الإلكترونية، وتأمين النوافذ والأبواب، وزيادة عدد المقتنيات إلى 150 عمل فني، بالإضافة إلى ترميم الحوائط والأرضيات وأعمال الدهانات والكهرباء، كما تم إضافة مخزن واستكمال السور المحيط بالمتحف، وصيانة شبكات التكيف والتهوية، وتركيب منظومة تكبير الصوت.

### متحف بورسعيد الحربي
متحف بورسعيد الحربي هو أحد المتاحف التابعة للقوات المسلحة المصرية ويخضع لإشراف إدارة المتاحف العسكرية. بدأت فكرة إنشاء المتحف في عام 1963 بهدف جمع مخلفات حرب 1956 التي تروي أحداث كفاح شعب بورسعيد، واختيرت حديقة بنت النيل كمكان لإقامة المتحف الذي افتتح في 24 ديسمبر 1964.:96
ويضم المتحف قاعة خاصة بقناة السويس تحتوي أعمال فنية عن قصة قناة السويس ووثائق تخص المشروع ومراحل تنفيذه وحتى افتتاحه وتوثيق لدور القناة في تاريخ مصر السياسي والعسكري والاقتصادي. وعقب حرب أكتوبر جمعت بعض مخلفات الحرب لعرضها بالمتحف الذي تم افتتاحه للمرة الثانية في 23 ديسمبر 1976.:96

### متحف بورسعيد القومي
أنشئ المتحف عام 1963 على مساحة 13000 متر، ولم يستمر العمل داخل المتحف طويلاً حيث توقف لمدة 13 عاما منذ 1967 حتى 1980 بعد تعرضه لصاروخين خلال حرب 1967، ثم تمت إعادة بناء المتحف وافتتاحه في ديسمبر 1986. وفي عام 2009 خصصت وزارة الثقافة مبلغ 75 مليون جنيه لتطوير المتحف وتحويله إلى مزار سياحي لموقعه المتميز عند المدخل الشمالي لقناة السويس بجوار مرسى سفن الركاب، وبعد الانتهاء من إعداد مشروع الترميم وإعادة التطوير ادعت الشركة المنفذة عدم جدوى الترميم فكان القرار بإزالة المتحف نهائياً وإعادة بناءه من جديد، وبالفعل تمت الإزالة ولكن لم يتم البناء ليتوقف المشروع مرة أخرى دون أسباب معروفة.

### متحف هيئة قناة السويس
في 6 أغسطس 2015 افتتح متحف هيئة قناة السويس ببورسعيد بمناسبة الاحتفال بتدشين قناة السويس الجديدة. يقع المتحف في تقاطع شارعي البازار وصفية زغلول وهو مبنى أثري كان يستخدم في السابق كمقر للقنصلية الفرنسية، كما استراحت به الإمبراطورة أوجيني لبعض الوقت أثناء مراسم افتتاح قناة السويس عام 1869. يضم المتحف عدداً من المقتنيات الأثرية واللوحات الخاصة بقناة السويس والخرائط الخاصة بالمشروع، فضلاً عن تمثال لدي لسبس من المرمر.

### المعالم الإسلامية

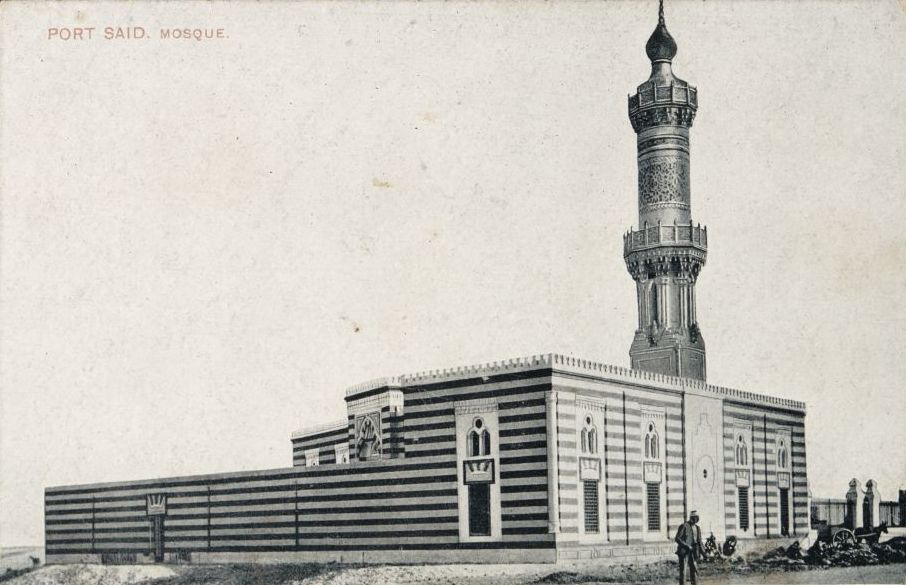
المسجد العباسي

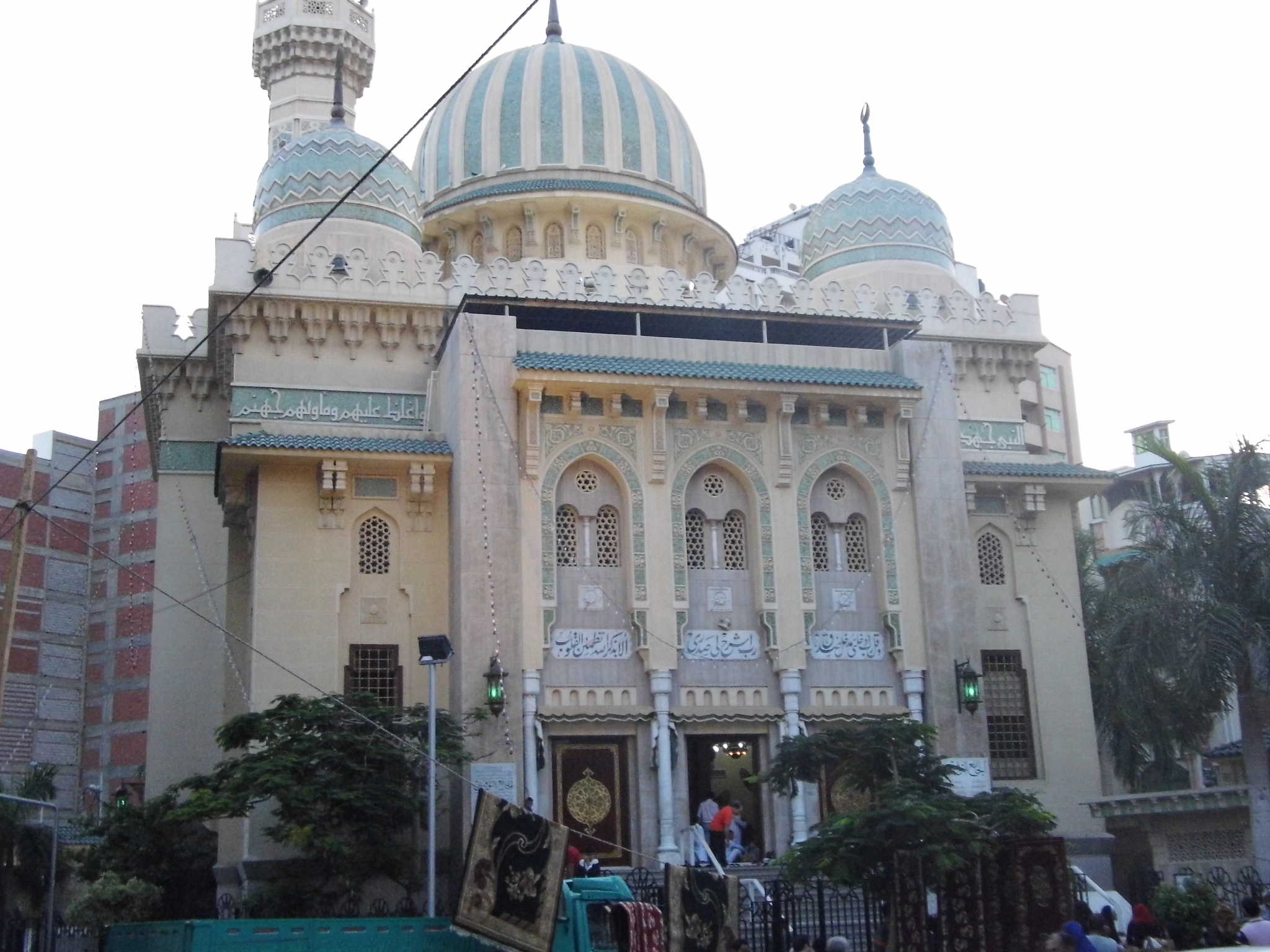
المسجد التوفيقي

تضم بورسعيد العديد من المساجد التي تتميز بجمال المعمار والتي من أشهرها المسجد التوفيقي وهو أول مساجد المدينة الحديثة ويعود تاريخ إنشائه إلى عام 1860 حيث قامت شركة قناة السويس ببناء مسجد للعمال المصريين وكان وقتها عبارة عن شونة للأغلال عليها مئذنة. واستجابة لمطالب الأهالي صدرت التعليمات في يونيو 1869 بإعادة إنشاء المسجد من الخشب والذي لم يصمد طويلاً بسبب مياه الصرف. ومع اتساع المدينة وزيادة سكانها وأثناء زيارة الخديوي توفيق للمدينة في عام 1881 ورؤيته لمسجد القرية أصدر أمراً إلى ديوان الأوقاف بإعادة إنشاء المسجد في موقعه الحالي، وإنشاء مدرسة ملحقة به لتربية الأطفال. واحتفل بافتتاح المسجد في 7 ديسمبر 1882. وفي عهد الخديوي عباس حلمي الثاني تزايدت أعداد السكان، فتم إنشاء مسجد آخر وهو المسجد العباسي عام 1904 ليكون ثاني مساجد المدينة، وخضع المسجد لعدة عمليات ترميم وتجديد منذ إنشائه عن طريق وزارة الأوقاف، وكان آخرها عام 2000، وقد تم تسجيل المسجد كأثر بعد مرور مئة عام على إنشائه، وساهم هذا المسجد في عمليات المقاومة الشعبية، حيث شهد اجتماعات ولقاءات قيادات وأعضاء المقاومة الشعبية. وبمرور السنوات وتزايد السكان قام أثرياء المدينة بإنشاء عدد من المساجد تحمل أسمائهم مثل مسجد (عبد الرحمن لطفي «لطفي شبارة»، صالح سليم، صبح، علوان، لهيطة)، هذا بالإضافة إلى المساجد الحديثة نسبياً مثل مسجد السلام ومسجد الشاطئ.

### المعالم القبطية
تتميز بورسعيد بوجود عدد من الكنائس ذات المستوى المعماري الرائع من أشهرها كنيسة القديسة سانت أوجيني التي يعود تاريخ إنشائها إلى 27 مارس 1867 حين تنازلت إدارة شركة قناة السويس للآباء الفرنسيسكان عن قطعة أرض لبناء كنيسة للكاثوليك ببورسعيد وأتم بنائها من الخشب في عام 1875، وفي 19 مارس 1890 أعيد بناء الكنيسة من الحجر، وقام بوضع التصميمات والإشراف على التنفيذ المهندس الإيطالي إدوار سيبيك. ويوجد بالمدينة أيضاً الكاتدرائية الرومانية (اللاتينية) التي تتميز بوجود جزء من صليب يسوع بداخلها بحسب التقاليد المحلية، بالإضافة إلى كنيسة السيدة العذراء مريم، كنيسة مارمينا، كنيسة الأنبا بيشوي، كنيسة مارمرقس.

### الممشى السياحي
يمتد الممشى السياحي بمحاذاة ساحل قناة السويس، ويبدأ من مبنى هيئة قناة السويس وحتى بداية ممشى تمثال دي لسبس، ويمكن من خلاله مشاهدة المجرى الملاحي للقناة والسفن الموجودة به ومشاهدة مدينة بورفؤاد، وتقع تحته عدة محلات تجارية تعمل بمختلف الأنشطة التجارية والترفيهية.

### بحيرة المنزلة
يطل على بحيرة المنزلة أربع محافظات هي (الدقهلية، بورسعيد، دمياط، الشرقية)، ويتميز الجزء الموجود داخل حدود مدينة بورسعيد بانتشار مجموعة من الجزر أهمها جزيرة ابن سلام التي يفد إليها الزائرين لزيارة ضريح ابن سلام، كما تتميز البحيرة بغناها بالثروة السمكية والطيور المهاجرة إليها من مختلف الأنواع.

### محمية أشتوم الجميل
أعلنت المحمية بقرار رئيس مجلس الوزراء رقم 459 لسنة 1988 وبمساحة 40 كم²، وعدلت مساحتها بالقرار رقم 2780 لسنة 1998 لتصبح مساحتها 180 كم². وتبعد حوالي 13 كم غرب مدينة بورسعيد. تضم المحمية بوغازي الجميل وأشتوم الجميل اللذان يربطان بحيرة المنزلة بالبحر المتوسط ويوجد بها جزيرة تنيس الأثرية التي يعود تاريخها إلى العصر الأيوبي، وتتميز بالتنوع البيولوجية حيث تعتبر مكان التكاثر لعدة أنواع من الطيور المقيمة والمهاجرة وتكثر بها النباتات البرية بالإضافة إلى غناها بالثروة السمكية.

## الثقافة

### العمارة
تتعدد الأنماط والسمات العمرانية لمباني المدينة مع تعدد الأحياء وطبقاً لتاريخ نشأتها، فيتميز حي الشرق بطابعين معماريين مختلفين، الطابع الأول يخص المباني التي استخدمت الأخشاب في إنشاء الشرفات وبعض الهياكل الإنشائية كالبلاطات الأفقية وبعض الأعمدة الحاملة للشرفات الخارجية مع استخدام الطوب والحجارة كأساس للإنشاء. أما الطابع الثاني فيخص المباني التي تحاكي الطرازات المعمارية الغربية الكلاسيكية، وتميزت باستخدام الحجارة والخرسانة المسلحة وارتفاع الأدوار، وتوجد تلك المباني في الشوارع الرئيسية للمدينة كشارع الثلاثيني والجمهورية وأوجيني. وفي حي العرب ينحصر قلب المدينة التجاري من محلات ملابس وبضائع، وتتميز مباني الحي بالاقتصاد في استخدام الفراعات التصميمية ومساحاتها، واستخدام الأخشاب في مواد الإنشاء والتكسيات. وفي أحياء الزهور والمناخ تتجمع مناطق الإسكان الحكومي التي يغلب عليها الطابع الاقتصادي من حيث ضيق المساحات وتكرار الوحدات بصورة نمطية. في حين تتميز القرى السياحية المتاخمة للساحل الشمالي للمدينة بسمات تشكيلية وتصميمية خاصة من خلال تعدد عناصر التشكيل المستخدمة وتنوع الأفكار التصميمية مما ميز كل قرية بطابع معماري مختلف.:71:82

### الفنون

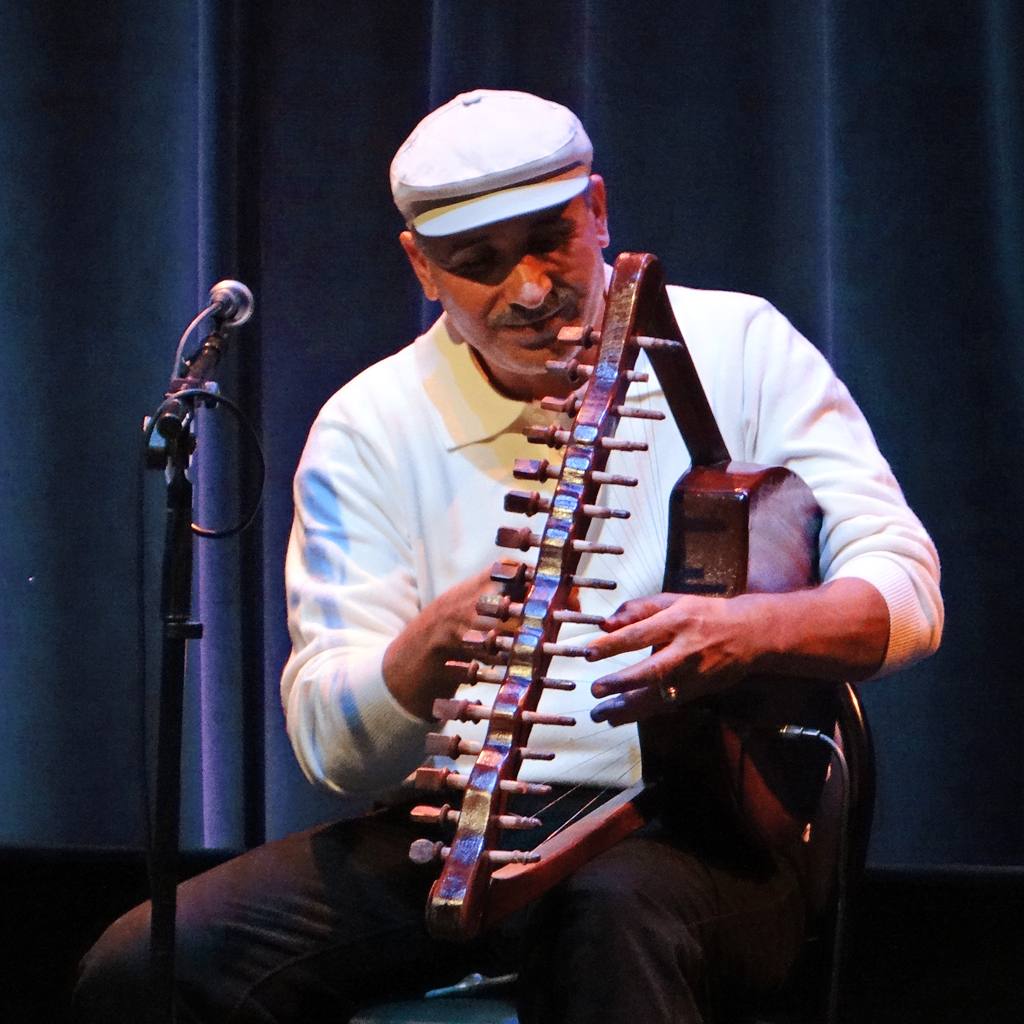
عازف سمسمية بورسعيدي خلال حفل بمعهد العالم العربي في باريس

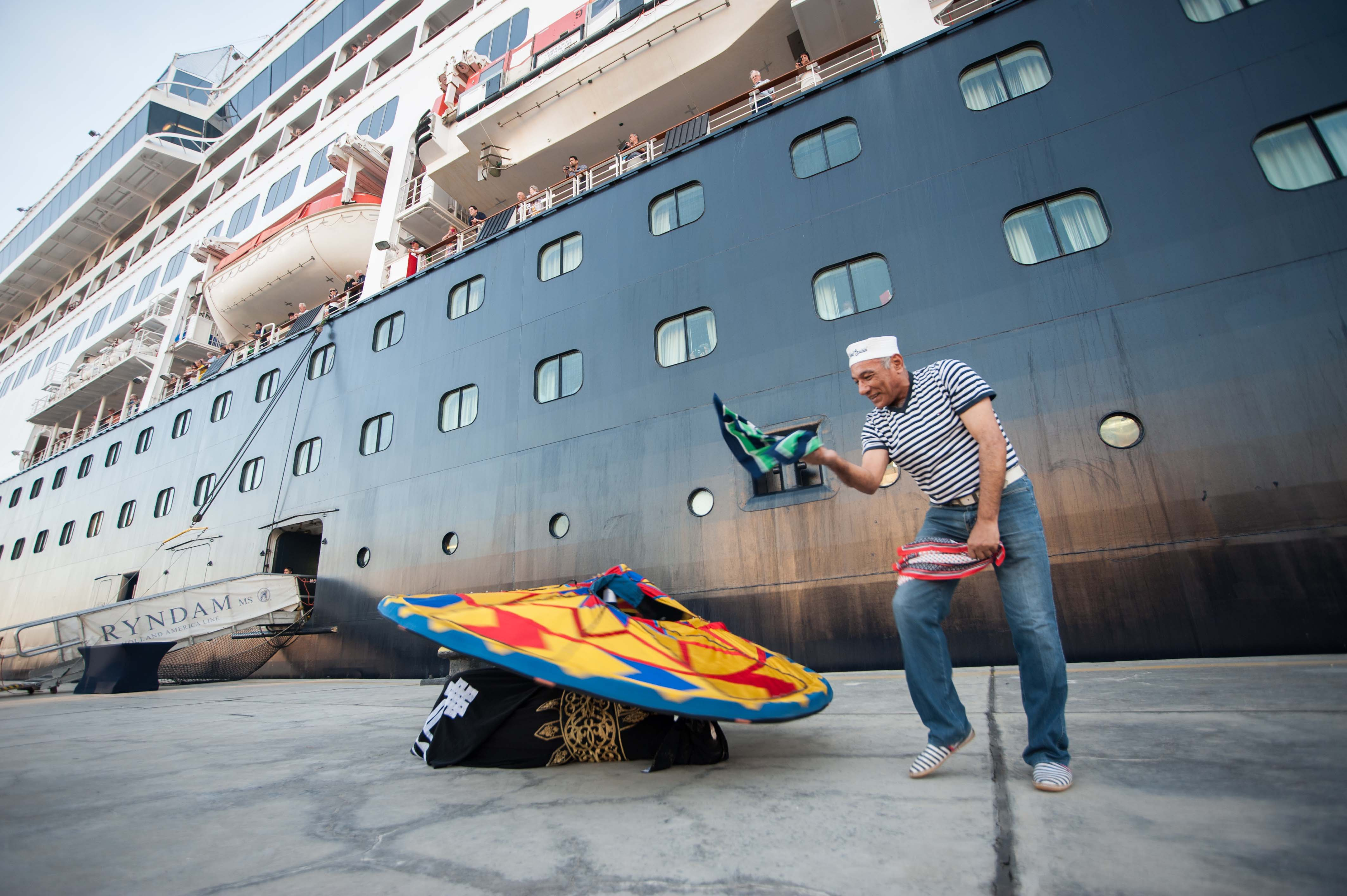
رقصة البمبوطية الشعبية

يعتبر فن السمسمية هو مكنون التراث الشعبي البورسعيدي. واختلفت الأقاويل حول نشأته فذهب البعض إلى أنه ظهر أثناء حفر قناة السويس، حيث كان العمال يعزفونه في المساء للتسلية والسمر، وقيل أنه ذو أصول فرعونية ووصل إلى القناة مع النوبيين الذين كانوا يجيدون العزف على الطنبورة واستقدموا لحفر القناة. إلا أن المؤكد أن السمسمية هي آلة موسيقية ذات أصول مصرية قديمة، كما هو مسجل على جدران المعابد. تبلور هذا الفن ليصل إلى أسلوبه الحالي على يد أبناء مدن القناة الثلاث (السويس، بورسعيد، الإسماعيلية)، حيث كان المستراح والمسري لآلامهم سواء خلال أيام حفر القناة، أو خلال أيام الاحتلال البريطاني، أو فترة العدوان الثلاثي، أو حرب أكتوبر.
تُنظم المدينة عددًا من المهرجانات الفنية مثل مهرجان بورسعيد للفيلم العربي، مهرجان بورسعيد السينمائي للأفلام التسجيلية والروائية القصيرة وأفلام التحريك، مهرجان بورسعيد للمونودراما، مهرجان أيام التراث، مهرجان بورسعيد للسمسمية. كما يوجد بالمدينة عدد من المراكز والقصور الثقافية ومراكز الإبداع والمكتبات، أبرزها قصر ثقافة بورسعيد، مكتبة مصر العامة.
تتميز بورسعيد كذلك باحتفالاتها المميزة والفريدة بعيد شم النسيم، إذ يخرج الأهالي للاستمتاع بالكرنفال الفني الكبير الذي تشهده المدينة في هذا اليوم، والذي يتضمن عروضاً فنية في الشوارع لفرق السمسمية والطنبورة ومعارض التراث البورسعيدي، فضلاً عن الطقس المتمثل في عادة حرق «الألمبي»، وهو طقس قديم في بورسعيد يتمثل في قيام أهالي المدينة بإعداد دُمى تشبه رموز الفساد أو الظلم المرفوضة شعبياً يتم عرضها على منصات في الشوارع قبل أن يتم إحراقها في نهاية اليوم، وتسمى هذه الدمى «الألمبي» وهو تحريف لاسم اللورد اللنبي الذي كان يشغل منصب المندوب السامي البريطاني إبان الاحتلال البريطاني لها، وكان مشهوراً بقسوته وطغيانه فأراد أهل بورسعيد أن ينتقموا من الاحتلال على طريقتهم فصنعوا دمية على شكل ضابط إنجليزي له ملامح اللنبي وعلقوها على صاري طويل وطافوا بها شوارع المدينة ثم أحرقوها لتبدأ من وقتها تلك العادة السنوية.

### الإعلام
تناولت مدينة بورسعيد العديد من الأعمال الفنية السينمائية بأنواعها الدرامية والرومانسية والكوميدية والتاريخية ومنها: حب ودموع، بورسعيد الباسلة، إشاعة حب، شاطئ الأسرار، ليلة القبض على فاطمة، المشبوه، حسن اللول، السيد أبو العربي وصل. بالإضافة إلى فيلم طرح البحر التسجيلي.

### دور السينما والمسرح
تضم بورسعيد عدد من دور السينما مثل سينما الكراوان، سينما مصر، سينما ريو، سينما النورس، سينما النورس الصيفي، سينما فندق بورسعيد.
ويقع بها أيضاً المركز الثقافي أو «دار الأوبرا» وهو مبنى مجهز للأحداث الثقافية، يضم قاعات سينمائية ومركزاً للمؤتمرات يتسع لـ 1350 مقعداً ومزود بغرف للترجمة، بالإضافة إلى قاعة للموسيقى ومكتبة وقاعة للندوات تضم 450 مقعداً. وأعلن عن إعداده لكي يكون داراً للأوبرا بالمدينة. واستضاف المركز فعاليات مهرجان بورسعيد للفيلم العربي الذي استمرت أحداثه خلال الفترة من 7 أكتوبر 2016 وحتى 13 من نفس الشهر.

#### الجمعية المصرية لتنمية الثقافة الفرنسية

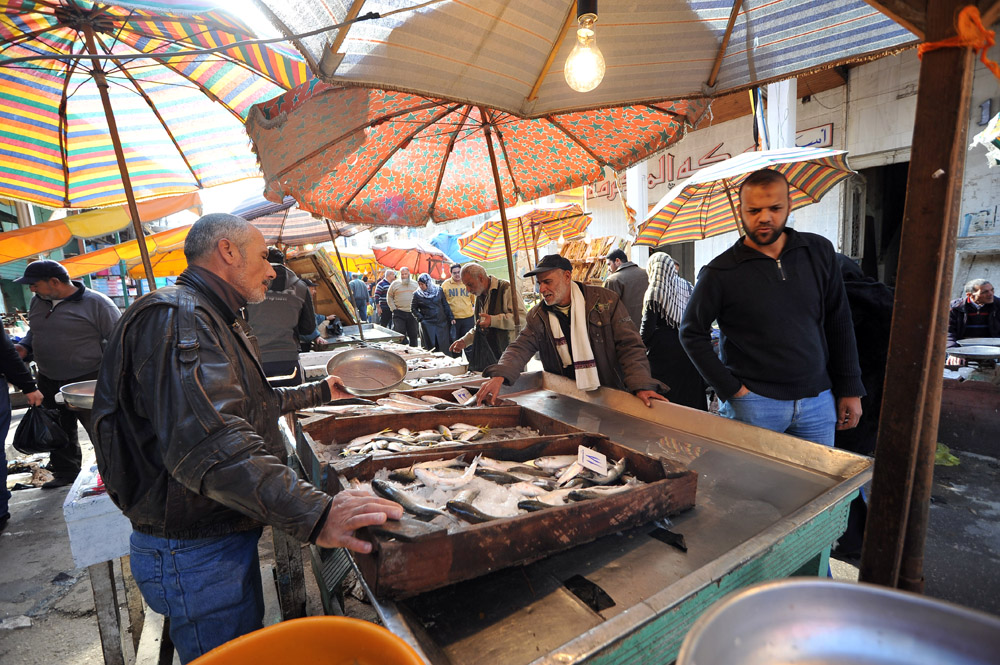
سوق السمك، مصدر الأكلات البحرية بالمدينة

افتتحت الجمعية المصرية لتنمية الثقافة الفرنسية أو الاليانس فرانسيز ببورسعيد في 1989، وهي واحدة من الجمعيات الفرنسية التي تشكل شبكة نشطة تتواجد على مستوي 136 دولة في العالم. وتضطلع الجمعية بثلاث مهام رئيسية هي تعليم اللغة الفرنسية التعريف بالثقافة الفرنسية والثقافة الفرانكفونية تعزيز وترسيخ التنوع والمبادلات الثقافية مع إبراز قيمة الصداقة المصرية الفرنسية.

### المطبخ
تعد الأكلات البحرية هي أساس المطبخ البورسعيدي نظراً لطبيعة المدينة الساحلية، ومن أكلات المدينة المميزة السمك الصيادية، السمك السنجاري، كفتة الجمبري، الملوخية بالجمبري، شوربة البطارخ، حواوشي بالعيش، المحوجة البورسعيدي، البط البورسعيدي، بطاطس بالسلق، فطائر المنجأونه.

## الاقتصاد

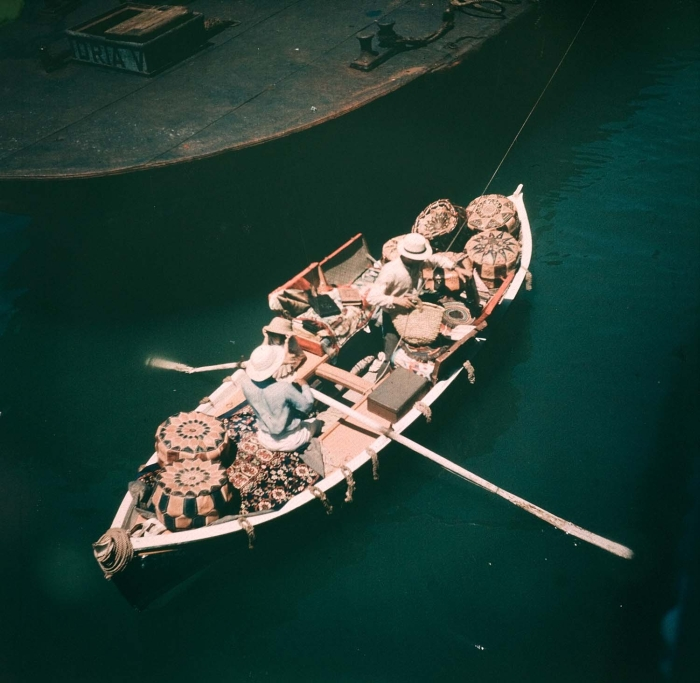
البمبوطية

### التجارة
استخدم مصطلح «المنطقة الحرة» ليطلق على الجزء من أراضي الدولة الذي صدر بخصوصه قانون يمنحه ميزات تجارية محددة، منها التحرر من القيود الجمركية والضريبية والاستيرادية التي تسري على باقي أنحاء الدولة، وذلك بهدف تشجيع حركة التصنيع وتجارة الترانزيت. وأعلنت بورسعيد مدينة حرة اعتباراُ من يناير 1976.:54:60 وظل هذا الوضع قائماً حتى عام 2002 حين صدر القانون رقم 5 الذي ألغى وضع المدينة الحرة ببورسعيد. وتشتهر المدينة أيضاً بتجارة البمبوطية، وهي عبارة عن تجار يصعدون فوق السفن المارة بقناة السويس والمترددة على موانئ المدينة بموجب تصاريح رسمية من السلطات المصرية لبيع المنتجات التراثية المصرية.

### تداول الحاويات وتموين السفن
نظراً لموقع المدينة المتميز بالمدخل الشمالي لقناة السويس التي يمر عبرها مختلف أنواع السفن، فقد استغلت المدينة تلك الميزة بالاهتمام بنشاط تداول الحاويات عن طريق عمليات شحن وتفريغ السفن ووسائل النقل المختلفة وكذلك النقل إلى الساحات والملاحق والمستودعات والمخازن. والاهتمام أيضاً بنشاط تموين السفن بالوقود والمياه والمواد الغذائية سواء داخل ميناء بورسعيد أو بمناطق الانتظار.

### الغاز الطبيعي
في عام 2015 تحقق كشف هام للغاز الطبيعي في ساحل مدينة بورسعيد، أطلق عليه «حقل ظهر» ويعتبر هو الأكبر على الإطلاق في البحر المتوسط، وقد يصبح من أكبر اكتشافات الغاز في العالم، حيث يغطى الاكتشاف مساحة 100 كيلو متر مربع على عمق 4757 قدماً (1450 متراً) ويصل عمقه الأقصى لحوالي 13553 قدماً (4131 متراً).

### الصناعة
تنشط الصناعة في بورسعيد في عدة مناطق خصصتها الدولة لهذا النشاط وتختلف أنظمة الاستثمار في تلك المناطق ما بين مناطق صناعية تتمتع بقوانين المناطق الحرة والتي تشمل (المنطقة الحرة العامة، منطقة الحوض الجاف بالمنطقة الصناعية)، مناطق صناعية تتمتع بقوانين ضمانات وحوافز الاستثمار وتوجد بالمنطقة الصناعية جنوب بورسعيد وتشمل (منطقة الحوض السمكي، منطقة بحري الحوض السمكي، منطقة قبلي سي7-سي8-سي9-سي9 قبلي)، مناطق صناعية تتمتع بقوانين الإدارات المحلية (منطقة شمال وغرب بروتكس، منطقة سي6-سي1، المنطقة الصناعية السكنية الحرفية سي11)، مناطق صناعية تتمتع بقوانين المناطق الحرة الخاصة فيما بينها والتي تشمل (بعض المشروعات الصناعية غرب بورسعيد، بعض المشروعات الصناعية الكبرى بالمنطقة الصناعية جنوب بورسعيد).

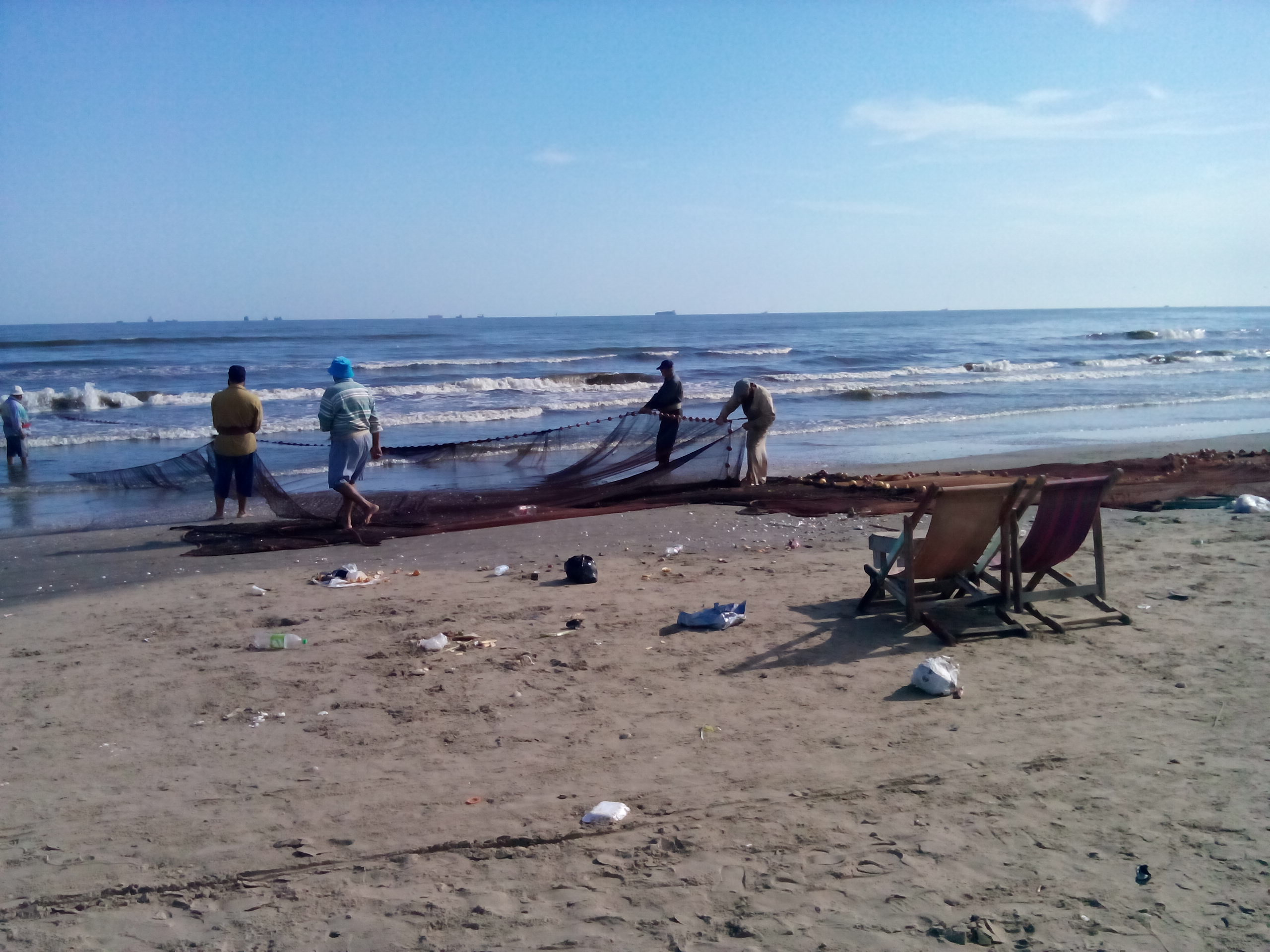
صيادي السمك في بورسعيد

وتضم تلك المناطق العديد من المصانع التي تعمل في أنشطة مختلفة مثل (تصنيع الملابس الجاهزة، الصناعات الغذائية، الصناعات الكيماوية، الصناعات الهندسية، الصناعات الخشبية، صناعة مواد بناء). كما يتم العمل حالياً في مشروع إنشاء المنطقة الصناعية شرق بورسعيد بهدف تشجيع حركة التصنيع بالمدينة.

### الصيد
تحتل مهنة الصيد مرتبة متقدمة بين أبناء بورسعيد، ويمثل الصيادين في بورسعيد جمعيتان لرعاية أنشطتهم التي تتركز في مياه البحر المتوسط أو المزارع السمكية ببحيرة المنزلة. وتقوم الهيئة العامة لتنمية الثروة السمكية عن طريق المنطقة الشرقية للثروة السمكية على رعاية هذا النشاط وإصدار تراخيصه وخدمة كل ما يخص الثروة السمكية والصيد.

## البنية التحتية

### التعليم

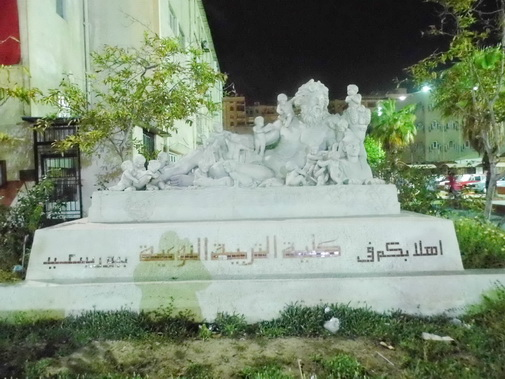
كلية التربية النوعية، جامعة بورسعيد

تمتلك المدينة قاعدة تعليمية عريضة في جميع مراحل التعليم سواء الابتدائي أو الإعدادي أو الثانوي أو الجامعي. وتتنوع المنشآت الخاصة بالتعليم ما قبل الجامعي ما بين حكومية (عامة عربي/رسمية للغات/رسمية متميزة للغات)، قومية «خاصة» (عربي/لغات)، مجتمعية (للأطفال الذين لم يلتحقوا بالتعليم الأساسي أو الذين تسربوا منه)، مدارس التربية الفكرية (للأطفال ذوي الإعاقات العقلية)، مدارس التربية الخاصة (للأطفال الذين يعانون من حالات صحية خاصة سمعية أو بصرية أو شلل أطفال). أما التعليم الفني والمهني فتتوزع مدارسه ما بين نظامي (3 سنوات/5 سنوات). وبالنسبة للتعليم الجامعي فبالمدينة بعض الكليات التابعة لجامعة بورسعيد والتي يقع مقرها الرئيسي في مدينة بورفؤاد، بالإضافة إلى وجود فرع الأكاديمية العربية للعلوم والتكنولوجيا والنقل البحري، وفرع أكاديمية السادات للعلوم الإدارية. وذلك بجانب المعاهد العليا الحكومية والخاصة وهي (المعهد العالي للخدمة الاجتماعية، المعهد العالي للإدارة والحاسب الآلي)، والكليات التكنولوجية التي يمثلها (المعهد الفني الصناعي، المعهد الفني للمنشآت البحرية واقتصاديات النقل البحري).

### الصحة
تتنوع المستشفيات في بورسعيد بين العام والخاص ولعلاج مختلف الحالات الصحية والنفسية والتي من أشهرها مستشفى بورسعيد العام، مستشفى الزهور العام، مستشفى الحميات، مستشفى المبرة، مستشفى الأمراض المتوطنة، مستشفى نقابة المعلمين، مستشفى المصح البحري، مستشفى الأمراض النفسية وعلاج الإدمان، مستشفى الرمد، مستشفى الطوارئ. وذلك بالإضافة إلى المستشفى العسكري.

### الرياضة

شعار نادي المريخ

شعار نادي المصري

تضم بورسعيد عددًا من الأندية الرياضية التي لها فرق في مختلف الرياضات ومن أشهر تلك الأندية نادي المصري وهو النادي صاحب الشعبية الطاغية في المدينة باعتباره أول نادي ينشأ في بورسعيد للمصريين في مواجهة أندية الأجانب التي كانت تنتشر في المدينة، وينافس نادي المصري في الدوري المصري الممتاز لكرة القدم منذ انطلاقه عام 1948 ويلعب مبارياته على ستاد النادي المصري، وبجانب نادي المصري هناك نادي المريخ، ونادي بورفؤاد ونادي الرباط والأنوار، ونادي بورسعيد، ونادي الصيد المصري. كما يوجد بالمدينة أندية خاصة بالعسكريين وفئات عمالية مثل نادى قوات حرس الحدود، ونادى الشرطة، ونادى القضاة، ونادى النيابة الإدارية، ونادى مستشاري هيئة قضايا الدولة، ونادى البنوك، ونادي الجمارك، ونادى المعلمين، ونادى التجاريين، ونادي الغزل، ونادى التوكيلات الملاحية، ونادي هيئة قناه السويس، ونادى هيئة ميناء بورسعيد. وذلك بجانب المنشآت الرياضية العامة مثل المدينة الرياضية ببورسعيد. واستضافت بورسعيد بعض مباريات للبطولات التي نظمتها مصر مثل بطولة كأس العالم للناشئين لكرة القدم 1997، بطولة كأس العالم للشباب لكرة القدم 2009، بطولة كأس الأمم الأفريقية لكرة القدم 2006، بطولة كأس العالم لكرة اليد للرجال 1999، دورة الألعاب العربية الحادية عشرة 2007.

### المراكز التجارية والترفيهية

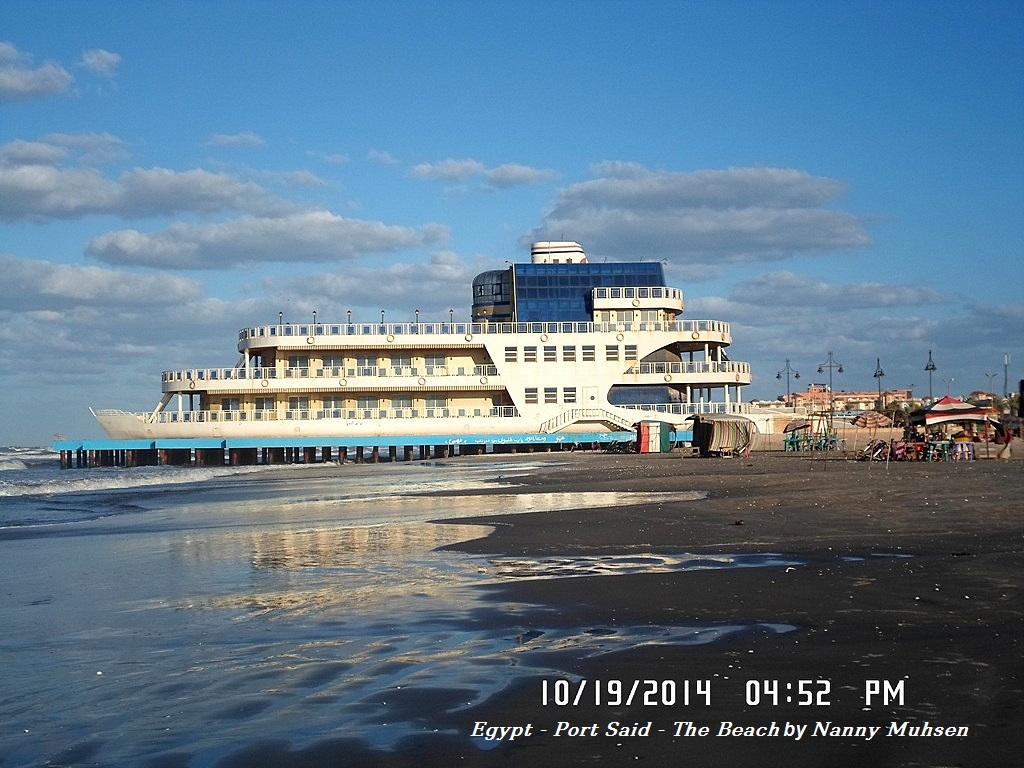
كازينو الجزيرة العائم

يوجد في بورسعيد عدة أسواق تجارية ومراكز ترفيهية وكازينوهات أشهرها صن مول، النورس جراند مول، المول التجاري بقرية مرحبا، المول التجاري بقرية النورس، مجمع البريد التجاري، كازينو الجزيرة العائم. وبعض الملاهي الترفيهية مثل ملاهي كوكي بارك.

### الشوارع والميادين
تعد بورسعيد من المدن المصرية التي أجيد تخطيط شوارعها الرئيسية والفرعية والتي سميت تيمناً بأسماء الزعماء والشهداء وتواريخ الأحداث الهامة ومن أشهرها فلسطين، 23 يوليو، شارع 23 ديسمبر، سعد زغلول، مصطفى كامل، محمد علي، صفية زغلول (أوجيني)، عاطف السادات، الثلاثيني، التجاري، طرح البحر، العبور. ومن أشهر ميادينها المنشية، الشهداء (المسلة)، المحافظة، السيد متولي (الاستاد سابقا)، بنزرت، الحرية، فولجوجراد، الساعة، الحمامة.

### الحدائق
تضم مدينة بورسعيد العديد من الحدائق العامة مثل الحديقة الدولية التي تقع على مساحة 8 أفدنة، حديقة الخزانات على مساحة 2000م²، حديقة الأسرة على مساحة 1427م²، حديقة الأمل على مساحة 2818.00م²، حديقة التحرير على مساحة 1195.4م²، حديقة الحرية على مساحة 3000م²، حديقة السلام على مساحة 10073م²، حديقة الشاطئ على مساحة 11550م²، حديقة الفرما على مساحة 12469.4م²، حديقة المسلة (الشهداء) على مساحة 34610م²، حديقة الياسمين على مساحة 1264م²، حديقة جمال عبد الناصر على مساحة 5000م²، حديقة سعد زغلول على مساحة 11800م²، حديقة عرابي على مساحة 1991.65م²، حديقة فريال على مساحة 21904م²، حديقة التاريخ على مساحة 9020.35م².

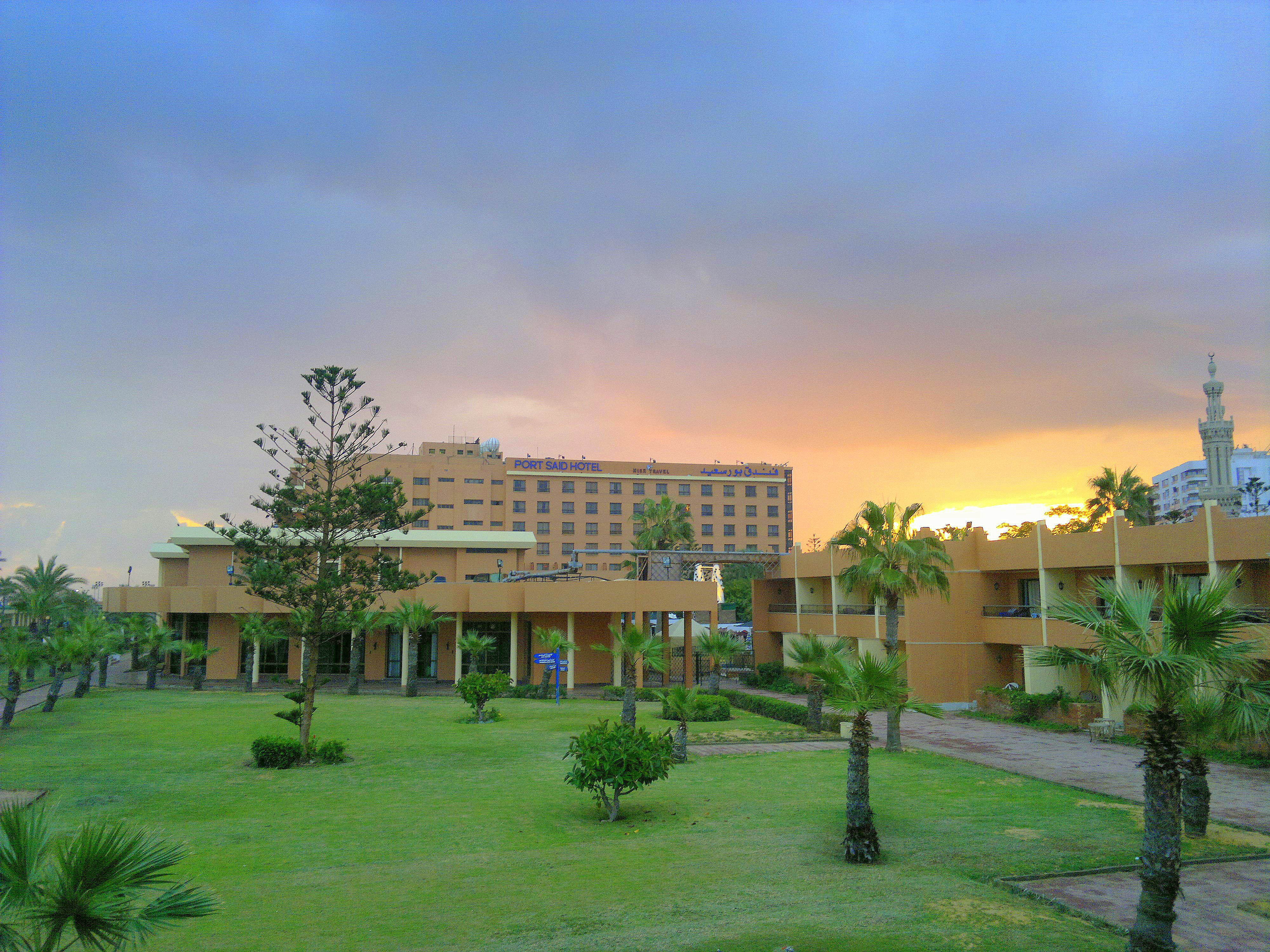
فندق بورسعيد

### الفنادق والقرى السياحية
نظراً لطبيعة المدينة السياحية فهي موقع لعدد كبير من القرى السياحية والفنادق بأنواعها سواء فنادق النجمة الواحدة والنجمتين والثلاث والأربع والخمس نجوم ومن أشهرها فندق بورسعيد مصر للسياحة (هلنان سابقًا)، فندق ريستا (سونستا سابقًا)، فندق جراند أوتيل، فندق سافوي، فندق أراكان (جراند الباتروس سابقًا)، فندق هوليداي، فندق نيوكونكورد، فندق بالاس، فندق نيوشبرد، منتجع بورتو سعيد، قرية مرحبا، قرية الكناري، قرية الكروان، قرية النورس، قرية جنة النورس، قرية الزمرد، قرية الفيروز، قرية الفردوس.

### النقل والمواصلات

#### مطار بورسعيد
مطار بورسعيد أو مطار الجميل هو مطار داخلي يقع على بعد 6 كم غرب مدينة بورسعيد، وينقل حركة الركاب إلى مطار القاهرة الدولي بمعدل رحلتين أسبوعياً، ومنه إلى باقي المطارات الدولية الخارجية، وتصل قدرته الاستيعابية إلى 500 راكب/ساعة. أنشأ المطار قوات الاحتلال البريطانية لاستخدامه في استقبال الطائرات التابعة لها، وتم تسليمه إلى سلطة الطيران المدني المصرية في عام 1945، والتي قامت بتطويره لاستقبال الطائرات الكبيرة ذات 4 محركات، إلا أنه توقف استخدامه عقب حرب 1967، وتم افتتاحه للحركة الجوية في عام 1977، حيث قامت بتطويره هيئة الطيران المدني المصرية، ليصل طور ممراته إلى 1500 متر لاستقبال الطائرات طراز فوكر.

#### ميناء غرب بورسعيد
ميناء غرب بورسعيد أو ميناء بورسعيد يقع على المدخل الشمالي لقناة السويس ويعتبر أحد أهم الموانئ المصرية نظراً لموقعة المتميز على مدخل أكبر ممر ملاحي في العالم. تبلغ مساحته الكلية 2.9 كم، المساحة المائية تبلغ 1.7 كم والمساحة الأرضية تبلغ 1.2 كم. يتميز الميناء بأن العمل فيه موزع على شكل محطات مستقلة فهناك محطة الصب الجاف (الغلال) ومحطة الحاويات. يبلغ عدد الأرصفة بالميناء 37 رصيف تنقسم إلى أرصفة للبضائع العامة ورصيف دحرجة ورصيف اليخوت ومحطة الركاب، وكل محطة عبارة عن مجموعة أرصفة مع منطقة العمل الخاصة بها بما في ذلك الساحات والمستودعات والمعدات ومراكز الصيانة.

#### ميناء الصيد البحري
هو ميناء تخصصي لنشاط صيد الأسماك يتبع الهيئة العامة لتنمية الثروة السمكية. تبلغ مساحته الكلية 94500 متر2، المساحة المائية تبلغ 68810 متر2، والمساحة الأرضية تبلغ 23000 متر2. يتكون الميناء من 4 أحواض، ويقع بالمنطقة السكنية على الضفة الغربية لقناة السويس بالقرب من المدخل الشمالي.

#### المعدية
تشتهر بورسعيد بالمعدية أو العبَارة التي تربط بين حي الشرق ببورسعيد وبورفؤاد، عن طريق عبور قناة السويس، وتتولى إدارتها وتسييرها هيئة قناة السويس. وتستخدم المعديات في نقل الأشخاص والمركبات، وتستغرق رحلة العبور حوالي عشر دقائق.

#### كوبري النصر العائم بالرسوة
هو عبارة عن كوبري عائم يربط بين مدينتي بورسعيد وبورفؤاد أشرفت على إنشاؤه هيئة قناة السويس وافتتح تجريبياً في 13 ديسمبر 2016 على أن يفتتح فعلياً في 23 ديسمبر 2016 خلال احتفالات العيد القومي لبورسعيد. يصل طول الكوبري إلى 420 متراً ويتكون من 6 أجزاء «بنتونات» يتم تثبيت كل جزأين منهما على إحدى ضفتي القناة، على أن يتحرك الأربعة أجزاء الأخرى المقسمين بين الضفتين لفتح ممر لعبور السفن من المنتصف من خلال مجرى القناة. صممت حارات الكوبري لتكون هناك حارة للسيارات في اتجاه التحرك من بورسعيد إلى بورفؤاد، وحارة أخرى للسيارات للتحرك من بورفؤاد إلى بورسعيد إلى جانب وجود مكان مخصص للمشاة.

#### السكك الحديدية
تربط بورسعيد شبكة سكك حديد مصر «محطة قطار بورسعيد»، التي تيسر الوصول إلى المدينة من سائر المدن المصرية، وتقوم على تشغيل المحطة الهيئة القومية لسكك حديد مصر، وقامت الشركة الوطنية للتشييد والبناء بتنفيذ مشروع تطوير المحطة بتكلفة تصل إلى 75 مليون جنيه، وتم الانتهاء منه في يناير 2017. وهو مشروع يستهدف دفع حركة نقل البضائع بالقطارات بالمدينة، عن طريق تغيير البنية التحتية للمحطة من أعمال كهرباء وصرف صحي ومنظومة الحريق، وتطوير المكاتب الإدارية والاستراحات، وهدم وإحلال رصيفي الوصول 4 و5، وإنشاء وإحلال خزان المياه بسعة 300 متر مكعب لاستخدامه في أعمال مجابهة الحرائق وتموين القطارات وأغراض الصيانة والنظافة العامة، وإنشاء مكان إعاشة خاص بجنود شرطة النقل والمواصلات القائمين على تأمين المحطة، وذلك مع الحفاظ على الطابع التاريخي للمحطة.

#### الأنفاق
يقام حالياً بالمدينة مشروع إنشاء نفقين للسيارات أسفل قناة السويس في الكيلو 19.5 جنوب بورسعيد في المسافة ما بين 14-24 ترقيم قناة السويس، بتكلفة إجمالية تصل إلى نحو 10 مليارات جنيه. يصل طول الأنفاق إلى 2850 متر، وقطر داخلي 11.5 متر، وقطر خارجي 12.5 متر، ويفصل بينهم حوالي 20 متر. يقوم على تنفيذ المشروع تحالف شركتي أوراسكوم والمقاولون العرب تحت إشراف الهيئة الهندسية للقوات المسلحة. يهدف المشروع إلى ربط الطريق الدول الساحلي شرق وغرب القناة، والربط مع طريق الإسماعيلية/بورسعيد ومحور 30 يونيو، وذلك لخدمة ميناء شرق بورسعيد والمنطقة الحرة للاستثمار شرق التفريعة، وتوفير فرص استثمارية جديدة لتنمية سيناء.

#### الطرق البرية
يربط بورسعيد بالعاصمة المصرية القاهرة طريق «بورسعيد/الإسماعيلية/القاهرة»، ويربطها مع المدن المطلة على الشريط الساحلي للبحر المتوسط الطريق الساحلي الدولي. ويجري العمل حالياً على مشروع إنشاء محور 30 يونيو وهو طريق دولي موازي لقناة السويس يبدأ من غرب بورسعيد ويمتد بطول 95 كم ليصل إلى طريق القاهرة/الإسماعيلية الصحراوي ماراً بتقاطعات نفق جنوب بورسعيد وطريق شادر عزام (ترعة السلام)، وطريق القنطرة/ الصالحية، وطريق الفردان/الصالحية، وطريق 36 الحربي، وطريق الإسماعيلية/الزقازيق الزراعي (سكة حديد الإسماعيلية/الزقازيق). يهدف الطريق إلى ربط موانئ البحر المتوسط في شمال مصر (ميناء الإسكندرية، ميناء دمياط، ميناء شرق بورسعيد) مع موانئ البحر الأحمر في السويس (ميناء السويس، ميناء الأدبية، ميناء السخنة) بالإضافة إلى تخفيف الضغط المروري عن الطريق الزراعي.

##### المسافة بين بورسعيد والمدن المجاورة
المسافة بالكيلو متر:
| المحافظات | القاهرة | الإسكندرية | الإسماعيلية | السويس | الأقصر | سوهاج | فاقوس | طنطا |
| بورسعيد   | 220-230 | 280 - 343  | 80          | 180    | 895    | 691   | 174   | 215  |

## أعلام المدينة
- فايزة أبو النجا، وزيرة التعاون الدولي السابقة.[130]
- عوض المر، رئيس المحكمة الدستورية العليا الأسبق.[130]
- سكينة فؤاد، كاتبة صحفية وروائية مصرية.[130]
- عبد الرحمن شكري، شاعر مصري.[130]
- إبراهيم سعده، رئيس تحرير جريدة أخبار اليوم الأسبق.[130]
- جلال عارف، نقيب الصحفيين الأسبق.[130]
- هالة سرحان، إعلامية ومقدمة برامج.[130]
- عمرو دياب، فنان ومطرب وممثل.[130]
- محمود ياسين، فنان وممثل.[130]
- سمير العصفوري، فنان ومخرج مسرحي.[130]
- هاني أبو ريدة، رئيس اتحاد كرة القدم المصري الحالي.[130]
- كامل أبو علي، رئيس نادي المصري.[130]
- السيد متولي، رئيس نادي المصري الأسبق.[130]
- محمد زيدان، رياضي ولاعب كرة قدم سابق.[130]
- محمد شوقي، رياضي ولاعب كرة قدم سابق.[130]
- محسن صالح، رياضي ولاعب ومدرب كرة قدم سابق.[130]
- السيد الضظوي، رياضي ولاعب كرة قدم سابق.[130]
- مسعد نور، رياضي ولاعب كرة قدم سابق.[130]
- إبراهيم المصري، رياضي ولاعب كرة قدم سابق.
- أحمد الشناوي، رياضي وحارس مرمى.

## اتفاقيات التوأمة
- فولغوغراد، روسيا. (اتفاقية توأمة) في 1962.[131]
- بنزرت، تونس. (اتفاقية توأمة) في 1977.

## معرض صور

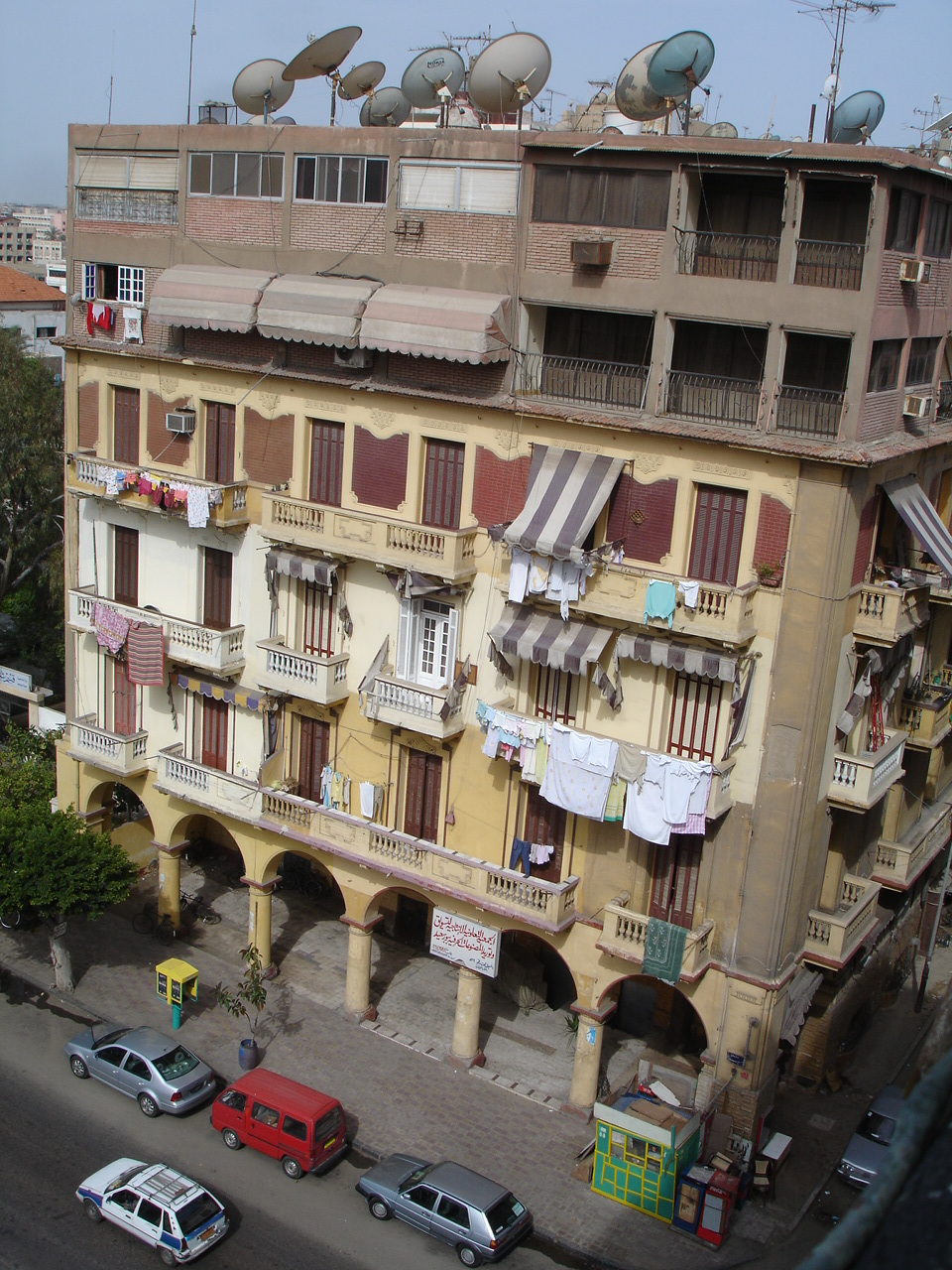
منازل بورسعيد
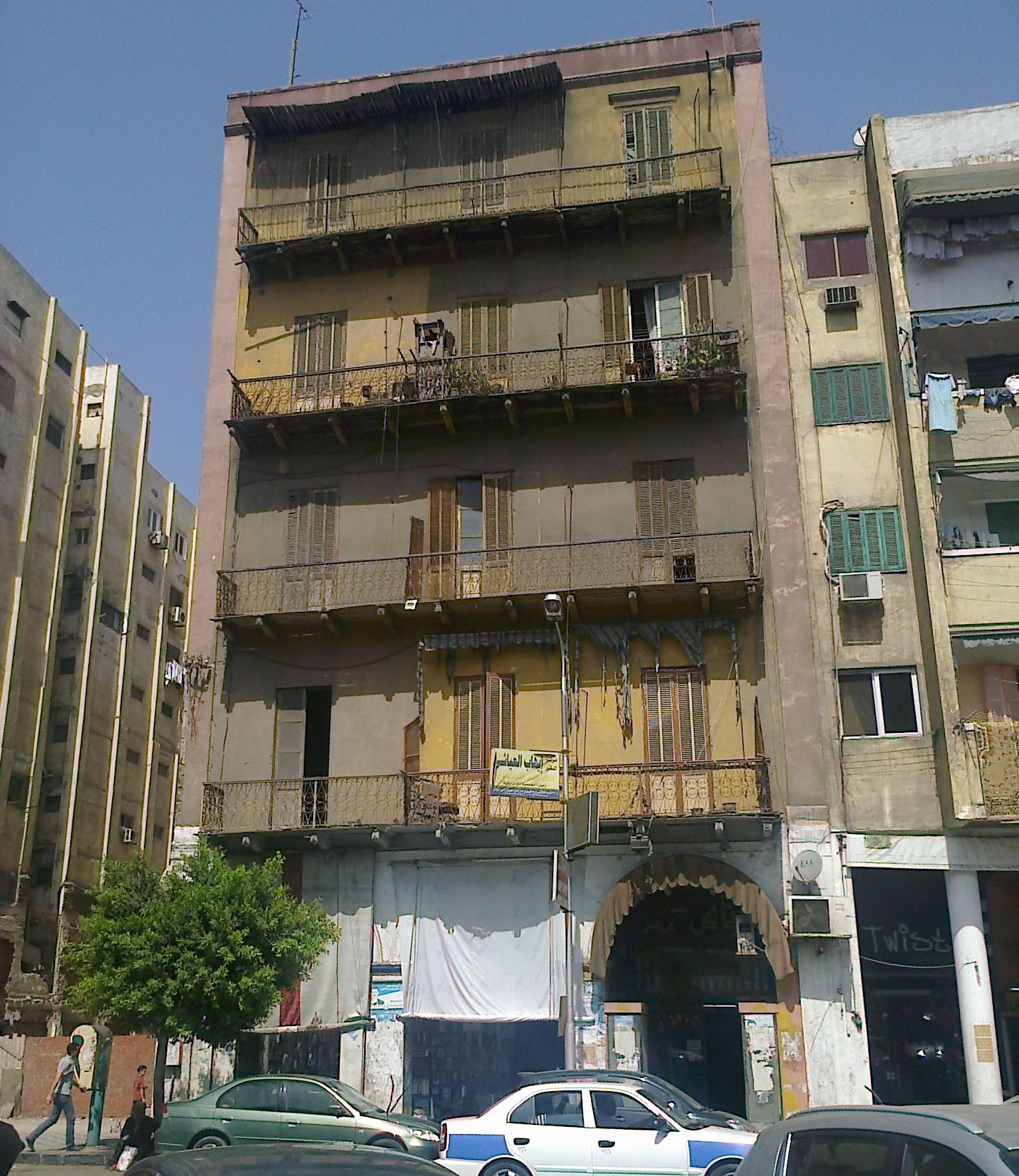
عمارات بورسعيد بشارع الثلاثيني
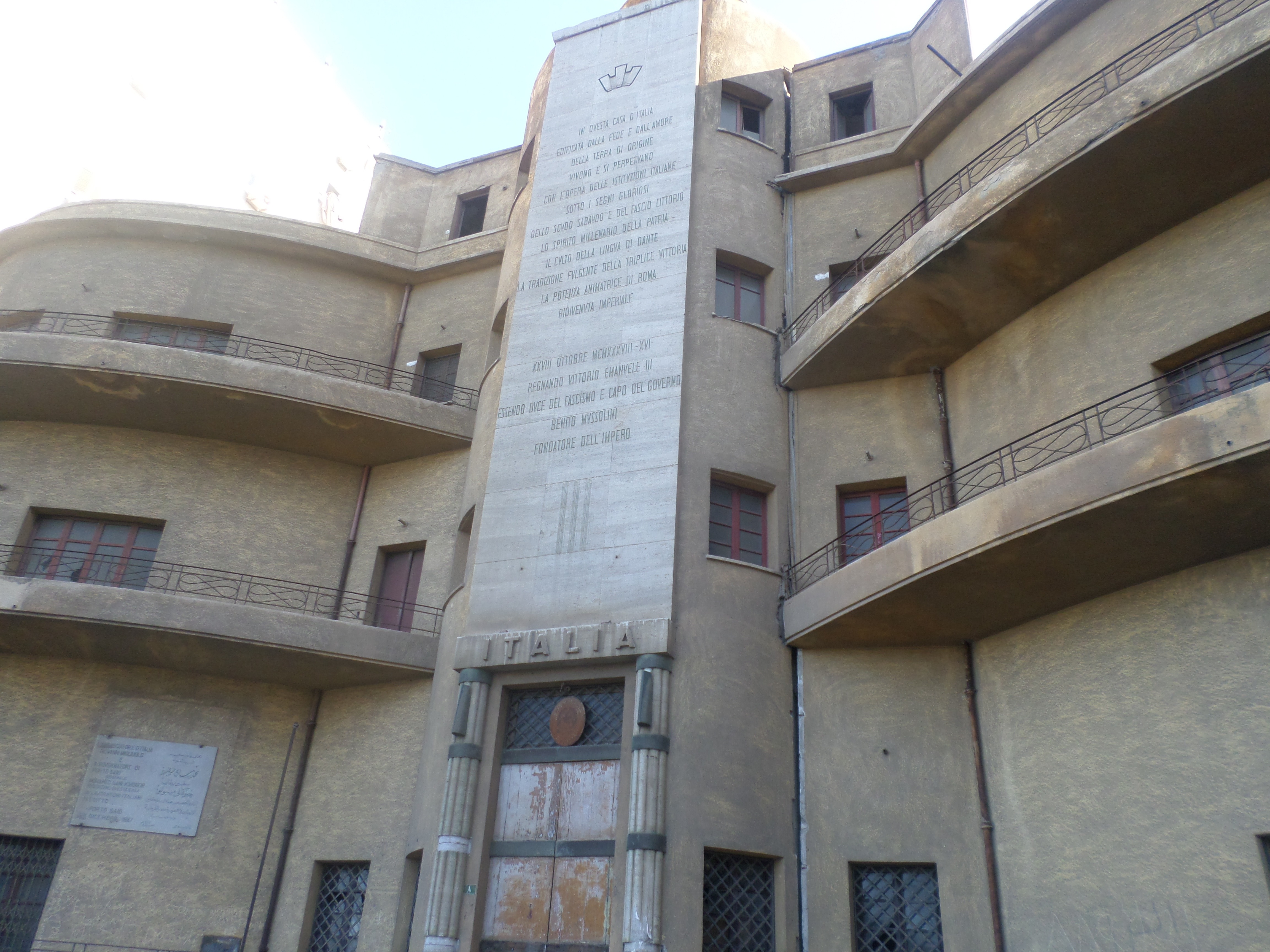
مبنى إيطالي ببورسعيد
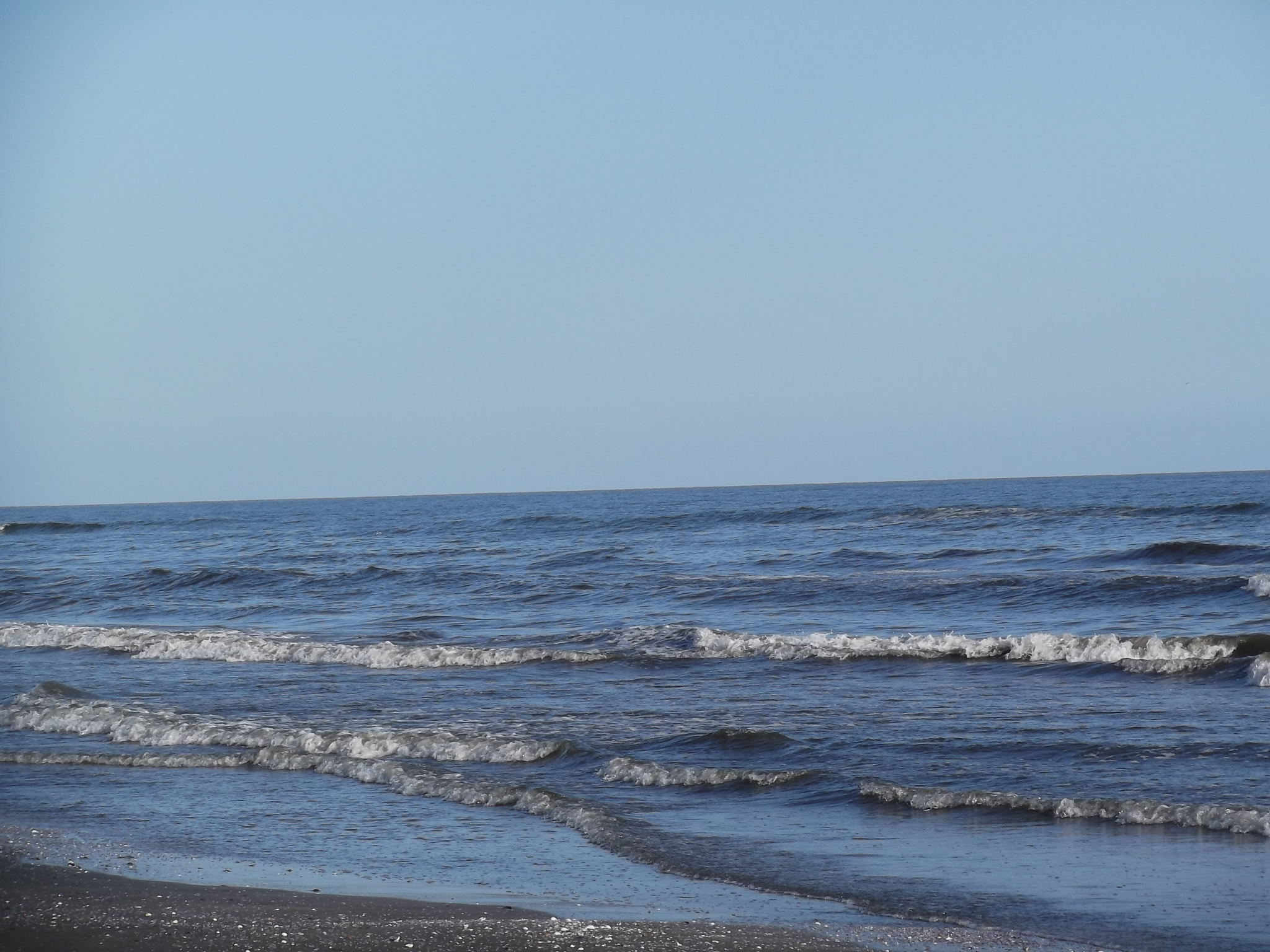
شاطئ بورسعيد
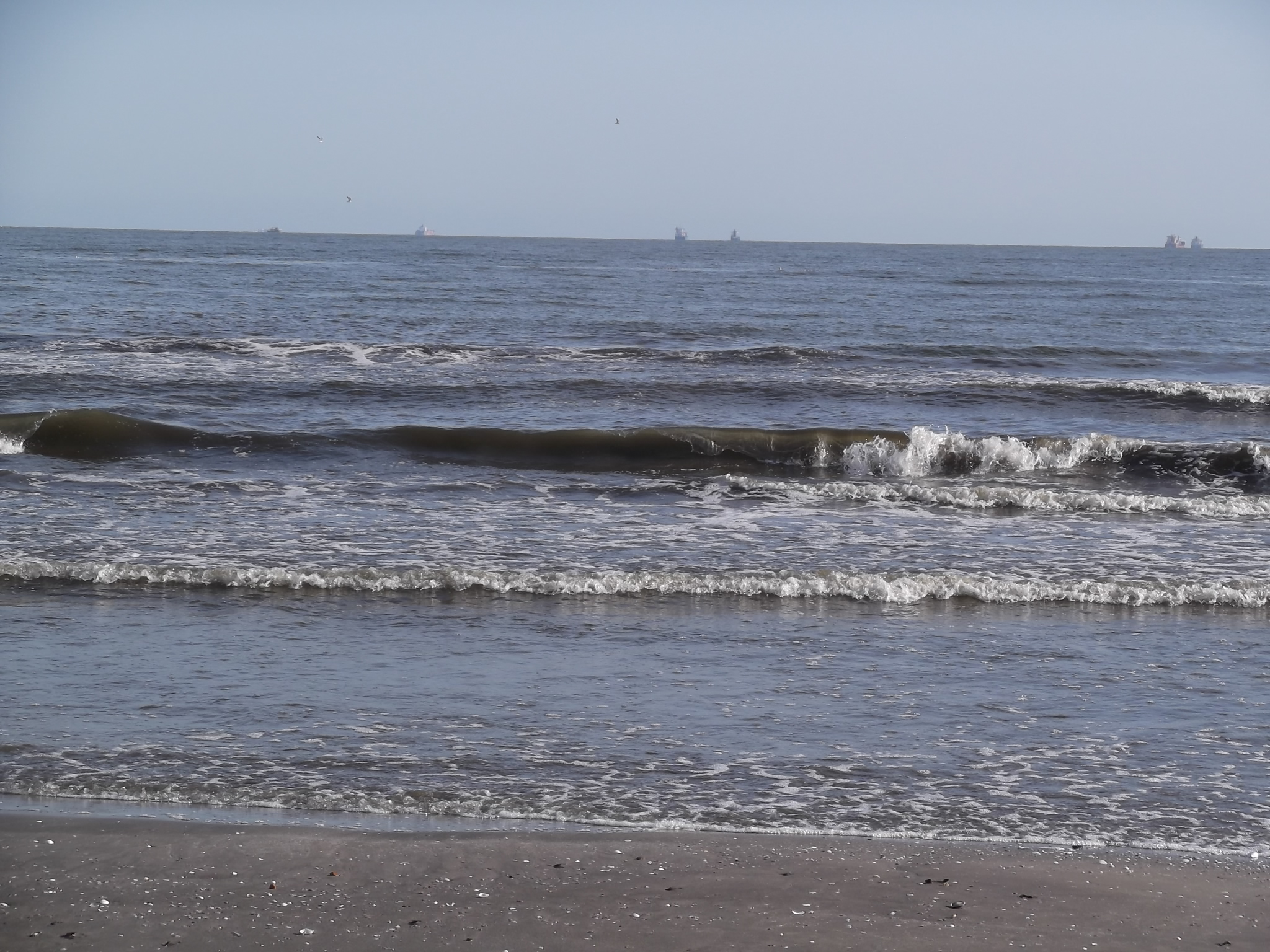
شاطئ بورسعيد
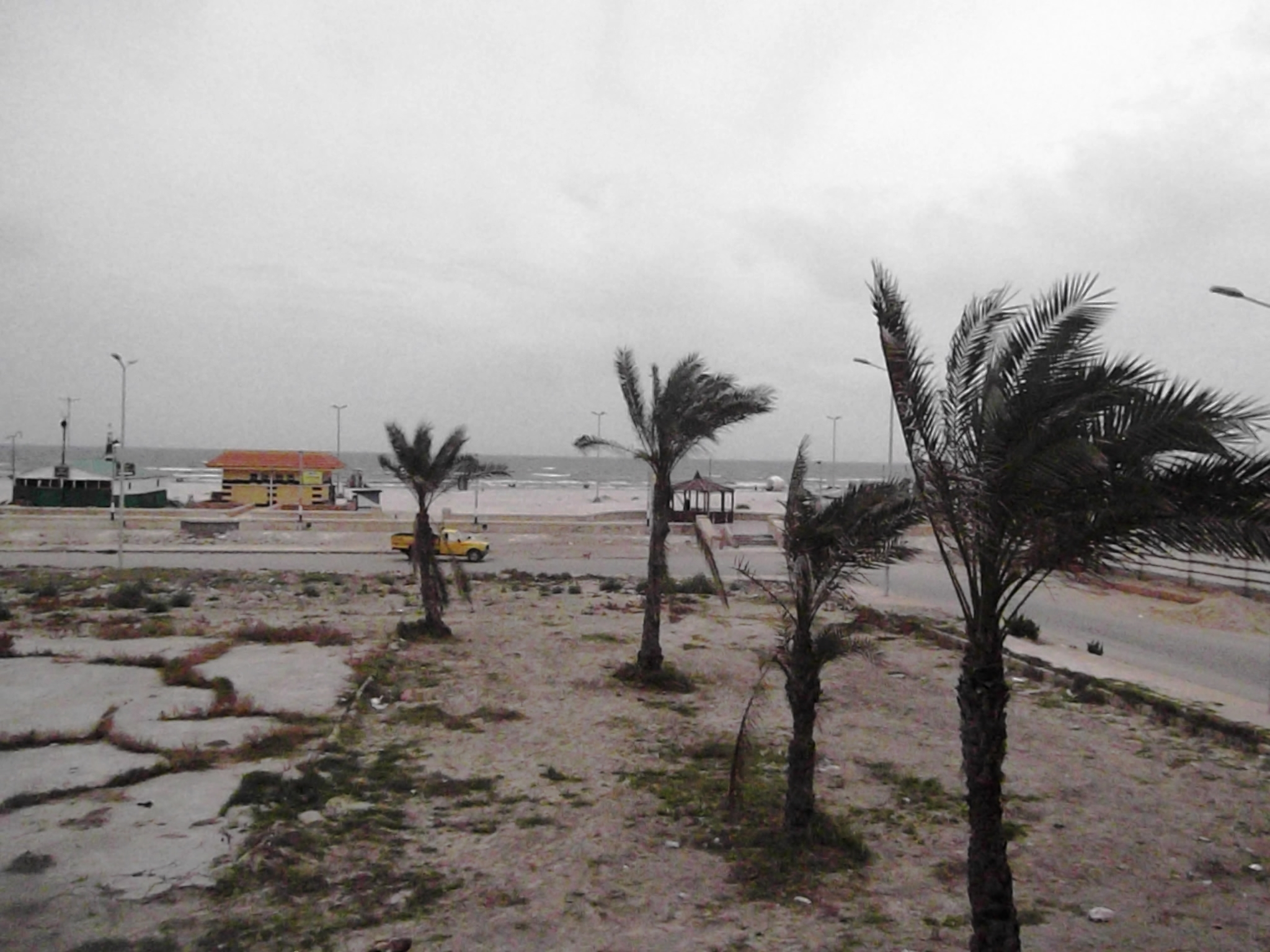
شاطئ بورسعيد
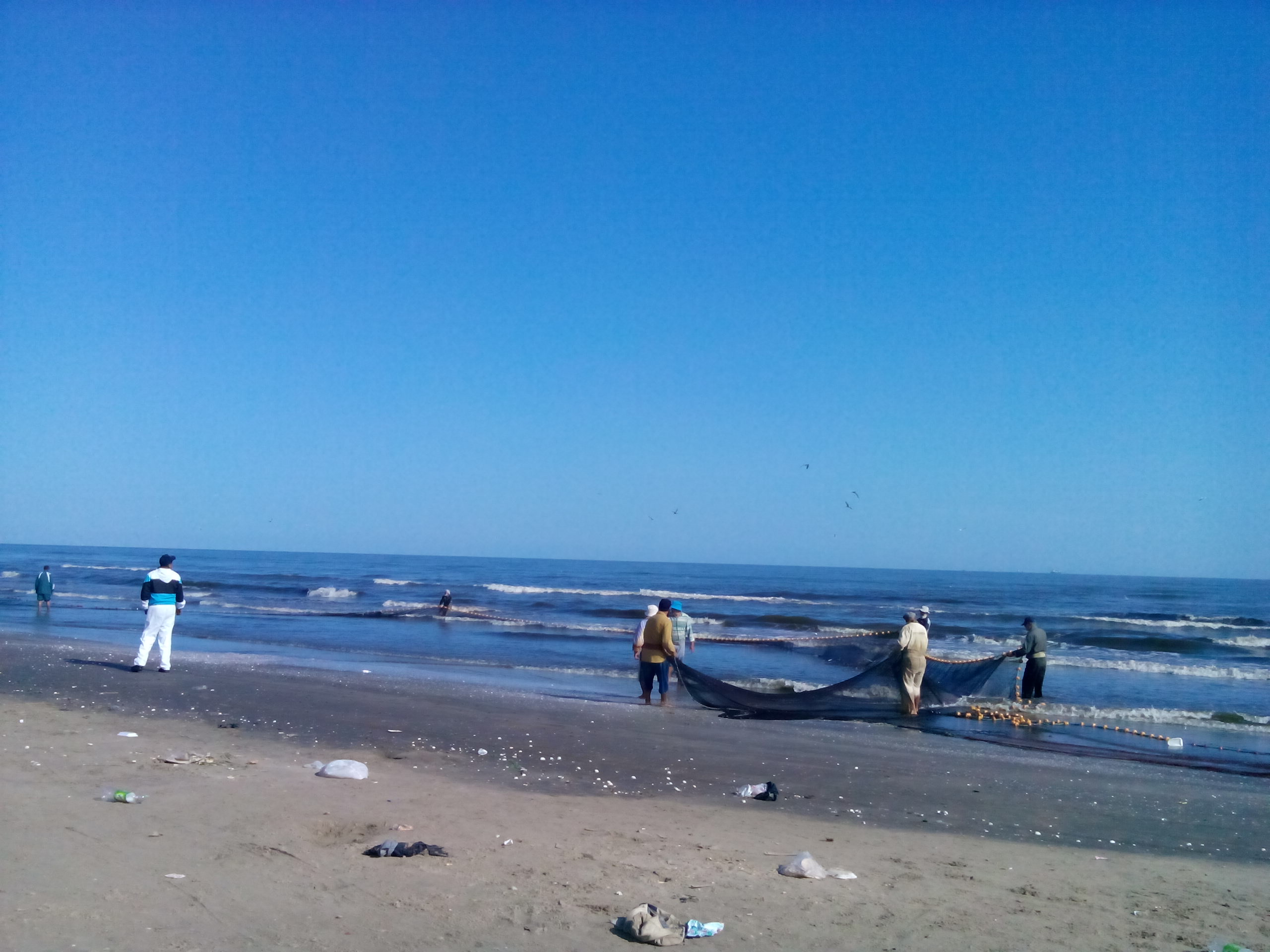
صيادي السمك في بورسعيد
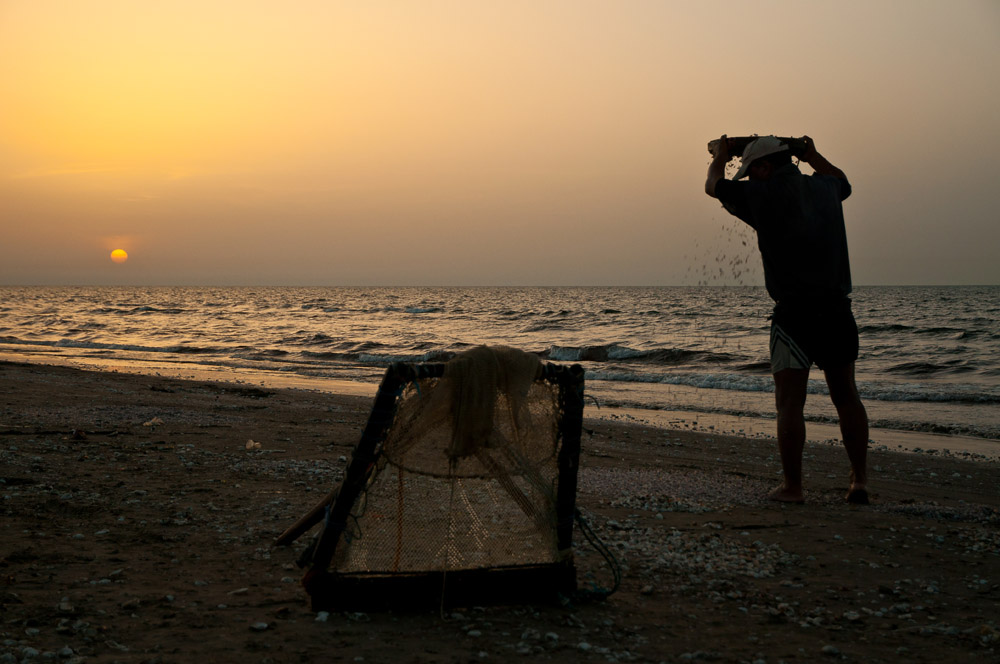
صيد المحار من أمام شواطئ بورسعيد
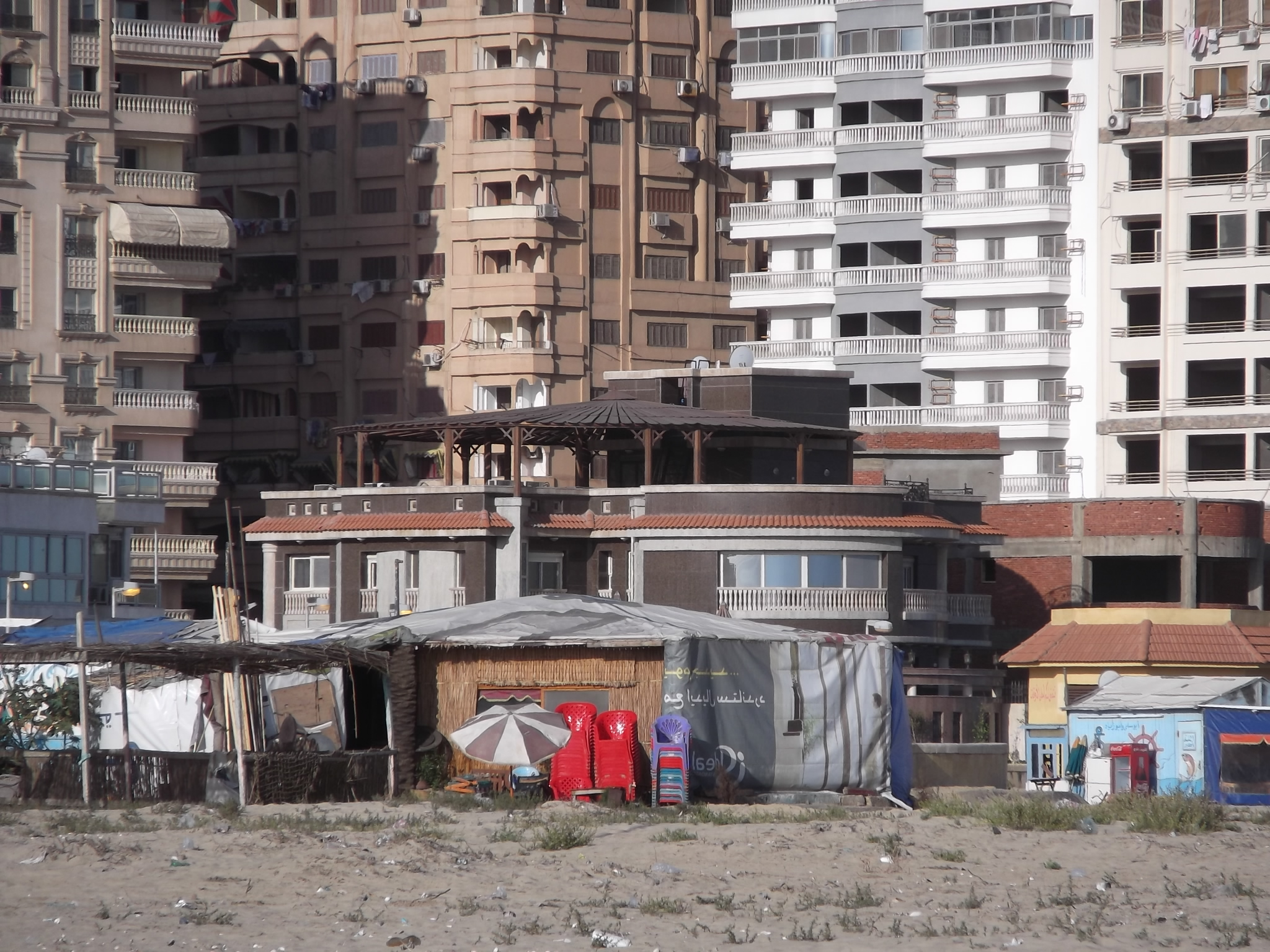
شاطئ بورسعيد
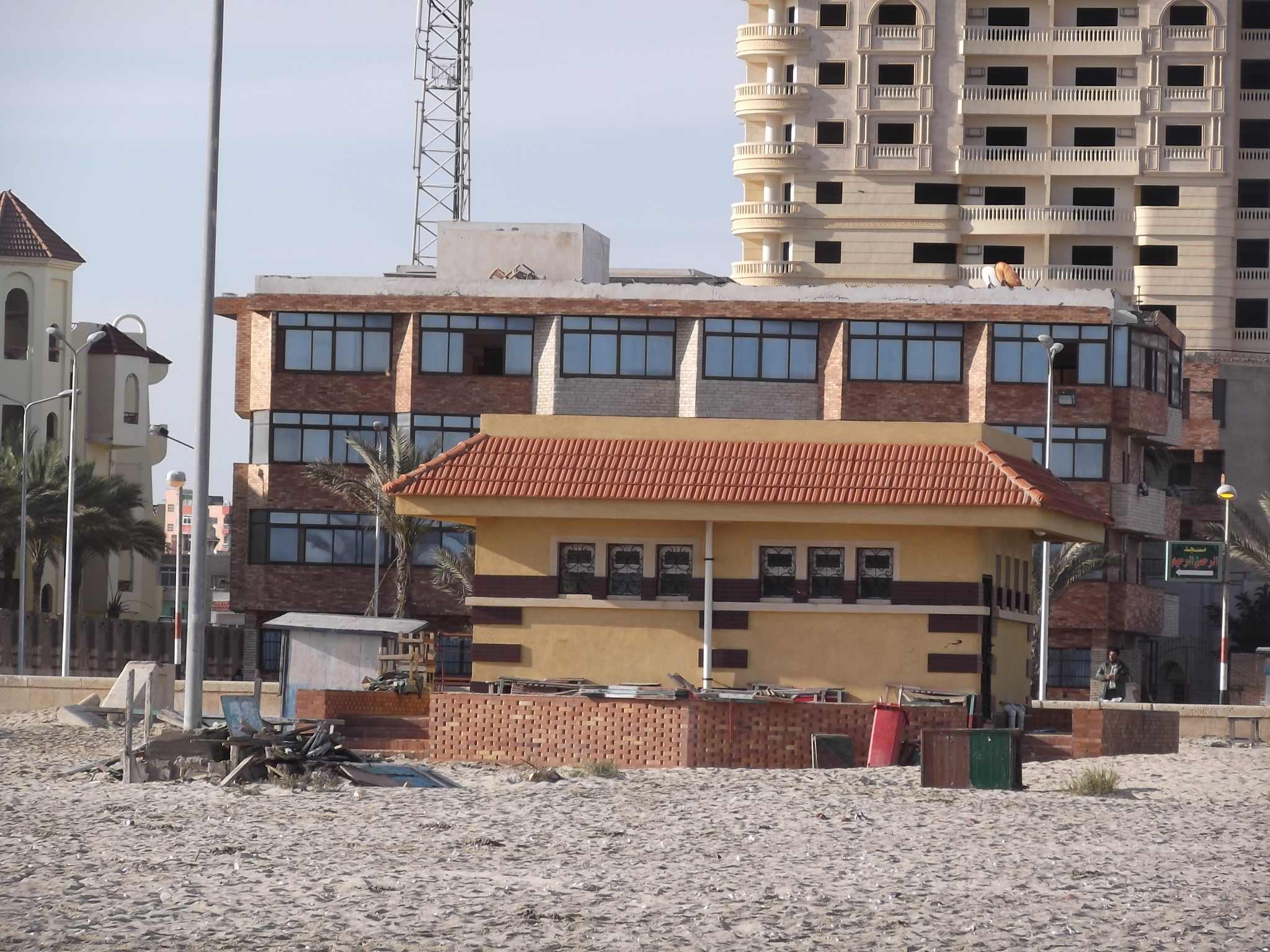
شاطئ بورسعيد
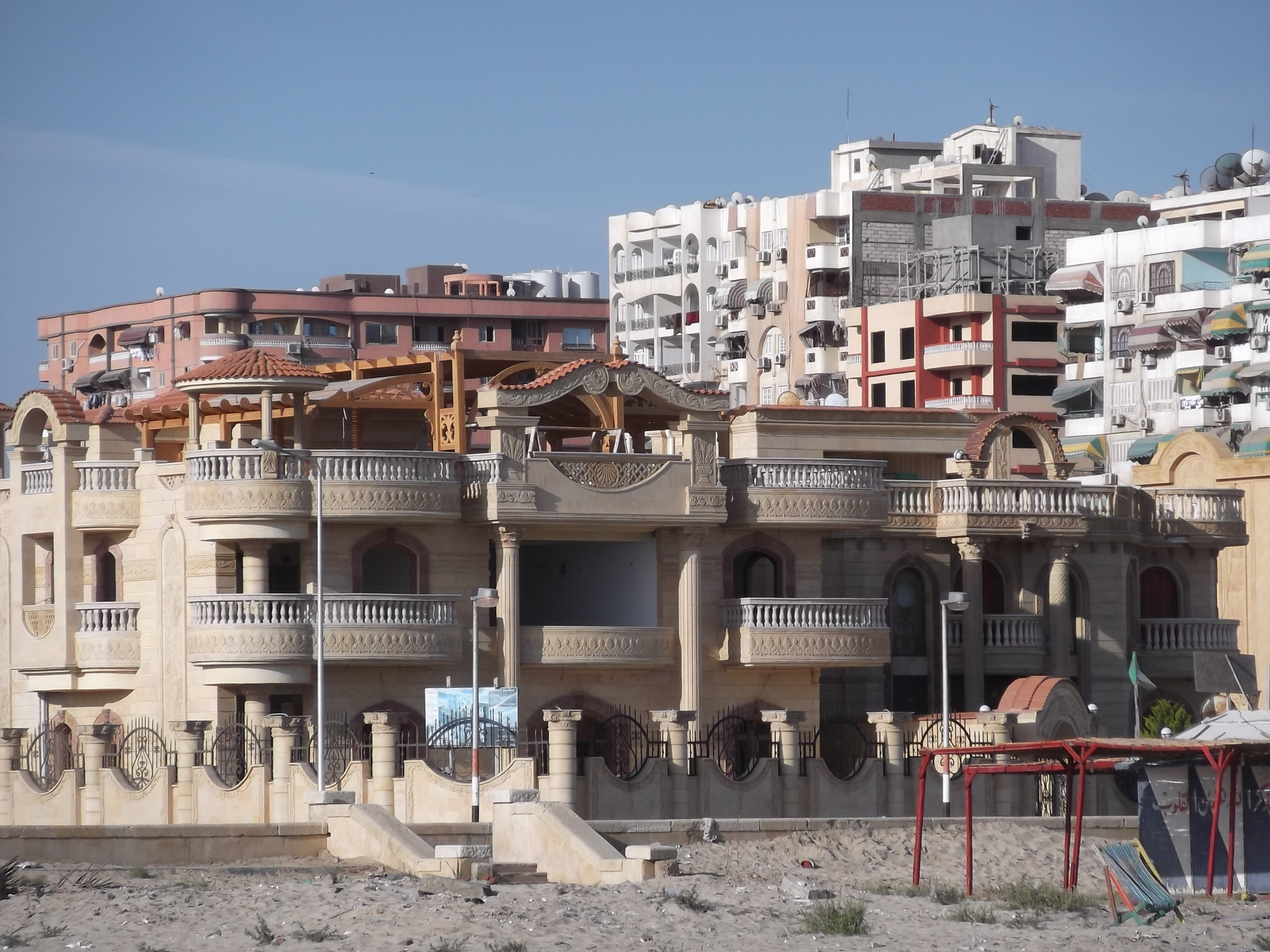
شاطئ بورسعيد
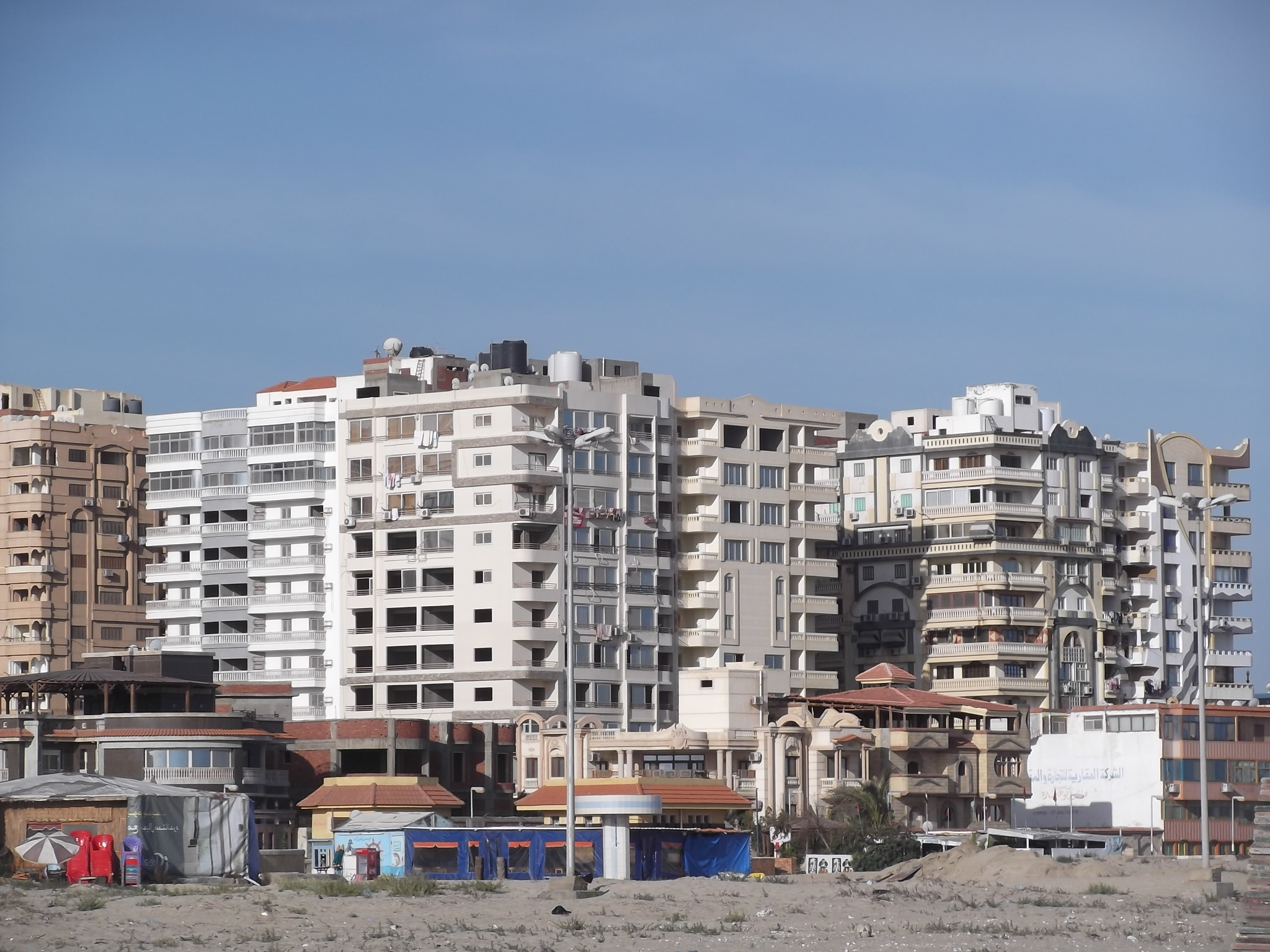
شاطئ بورسعيد
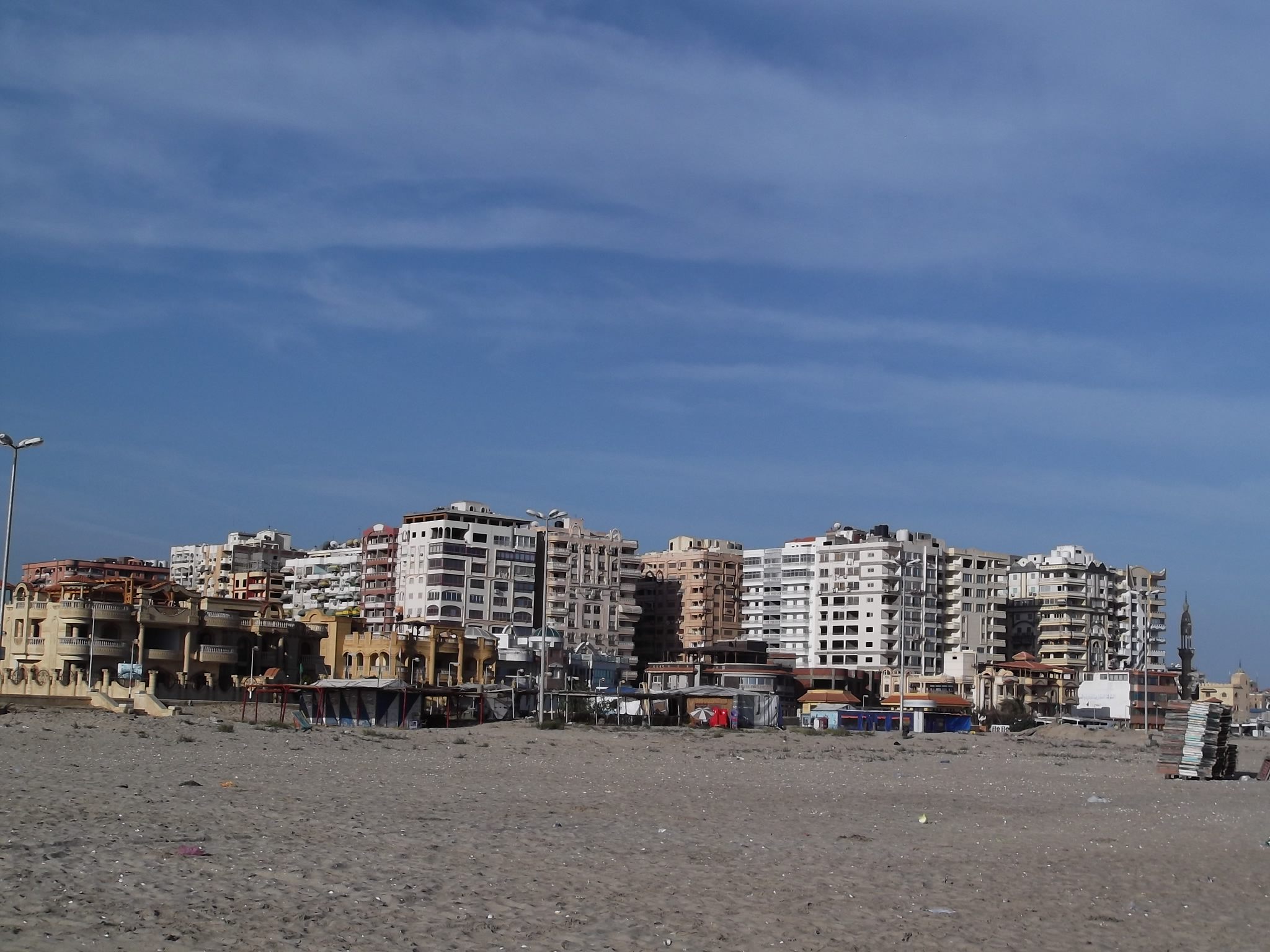
شاطئ بورسعيد
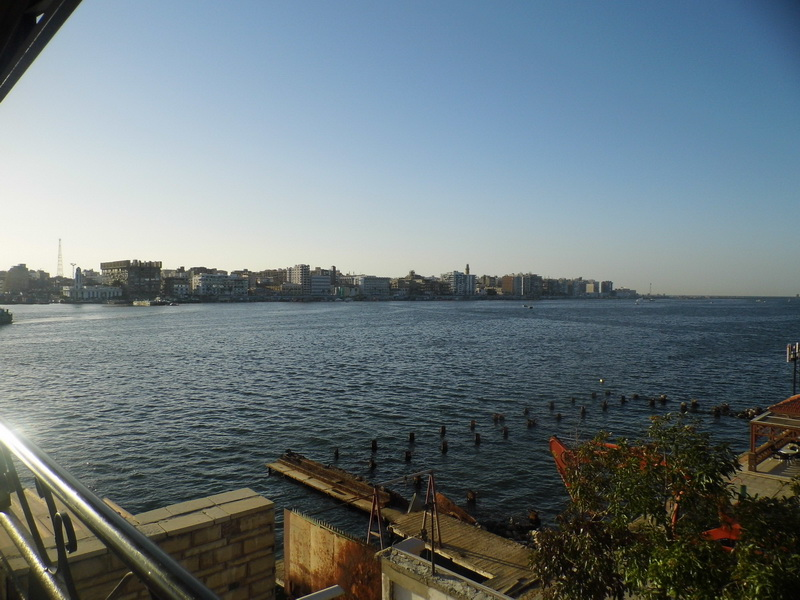
منظر لساحل بورسعيد من بورفؤاد
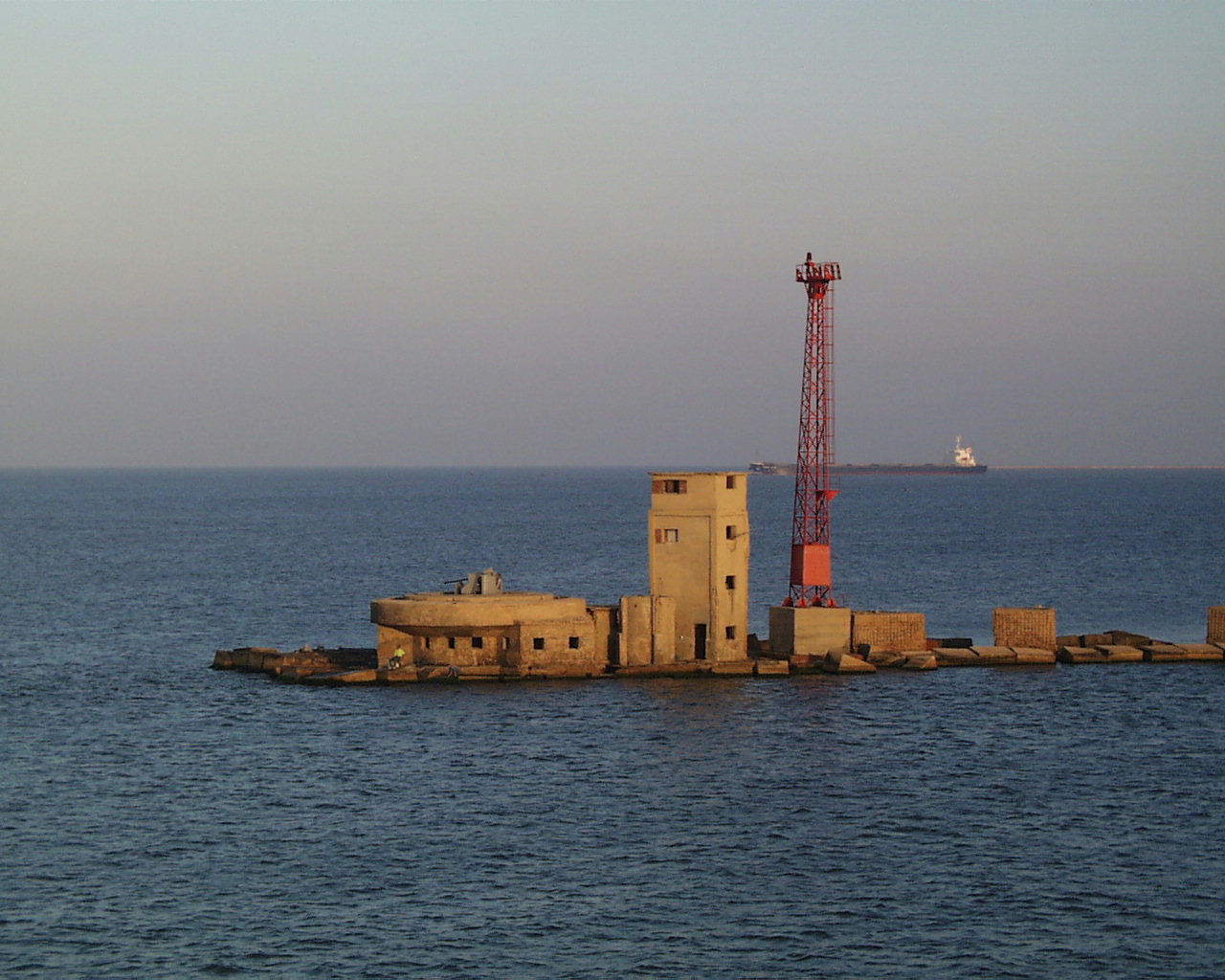
مدخل بورسعيد
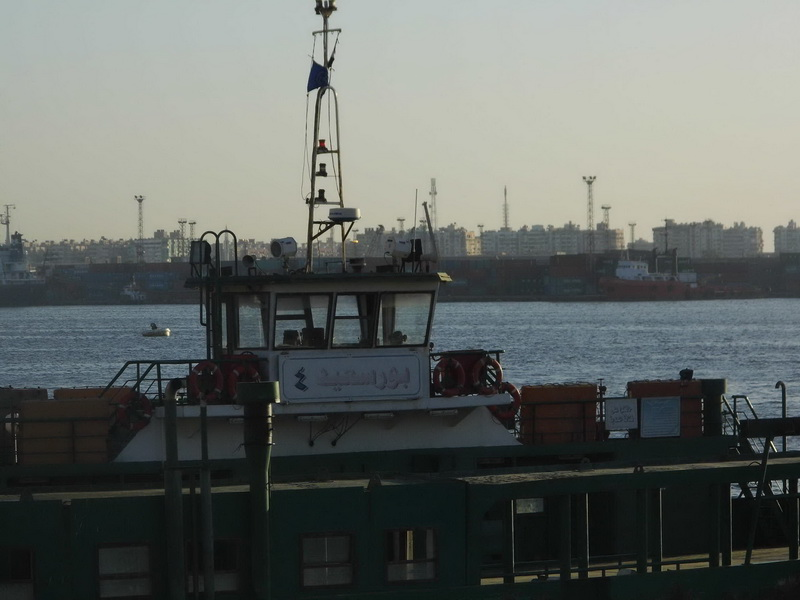
معدية بورسعيد 4
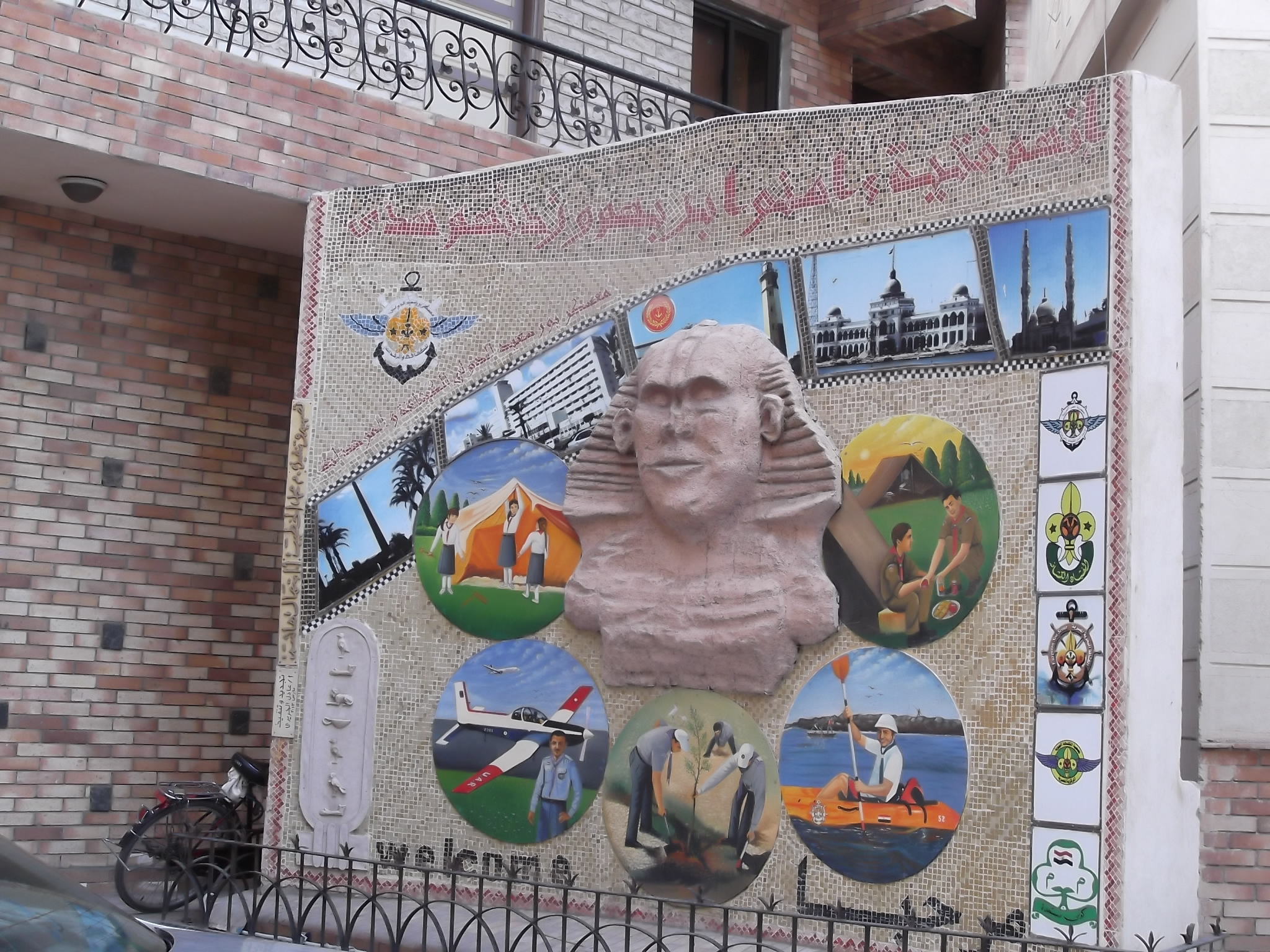
من داخل معسكر الكشافة بورسعيد
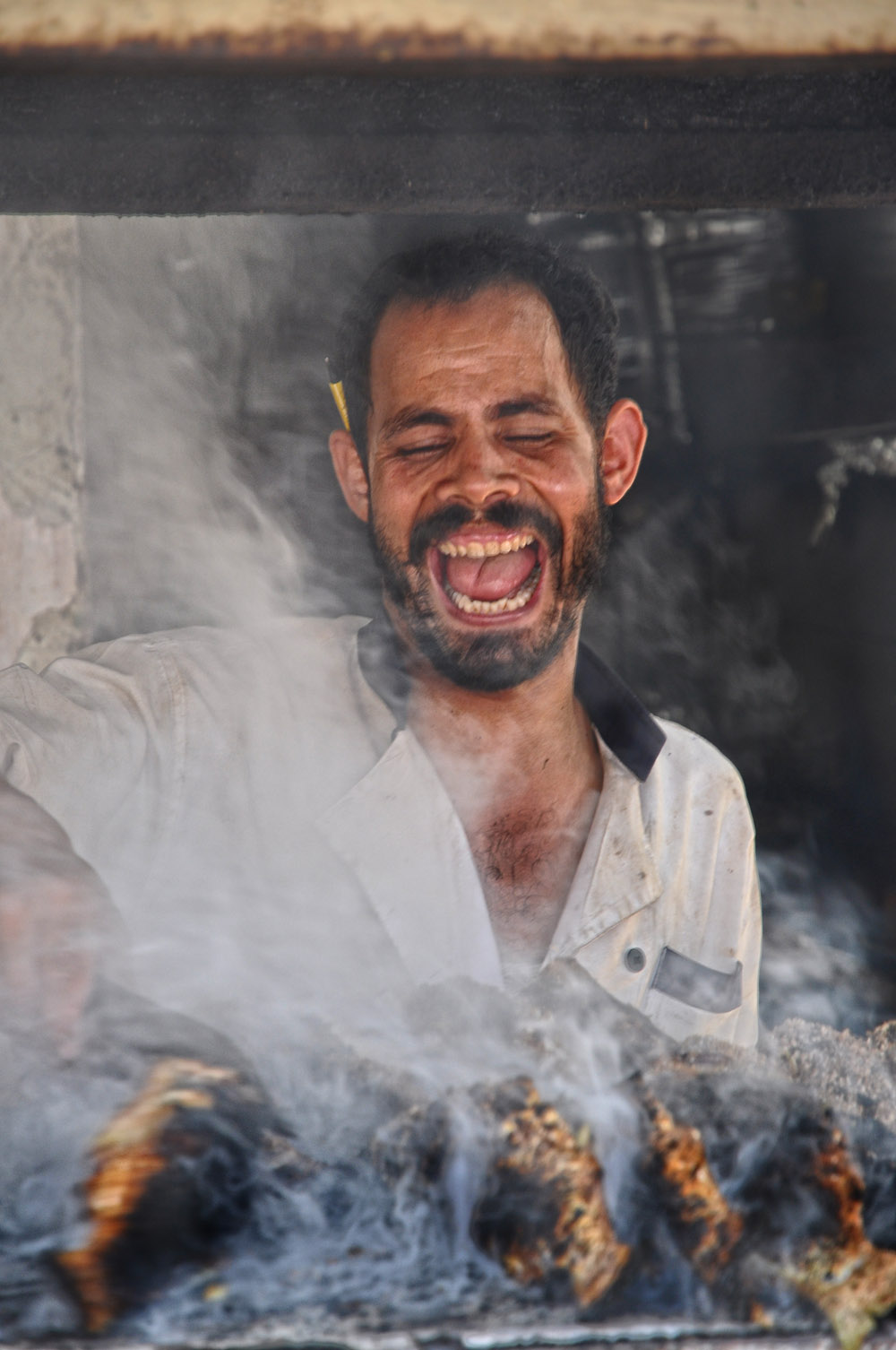
سمك بورسعيد المشوي
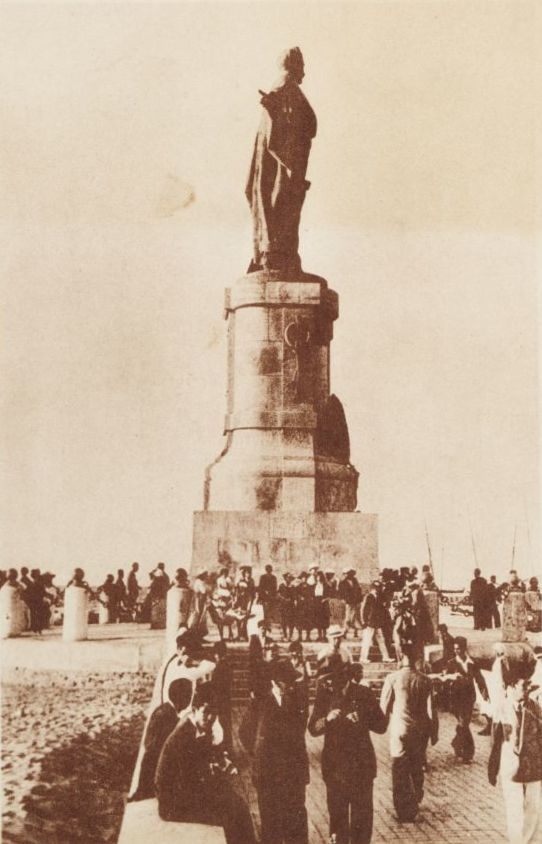
تمثال دي لسبس
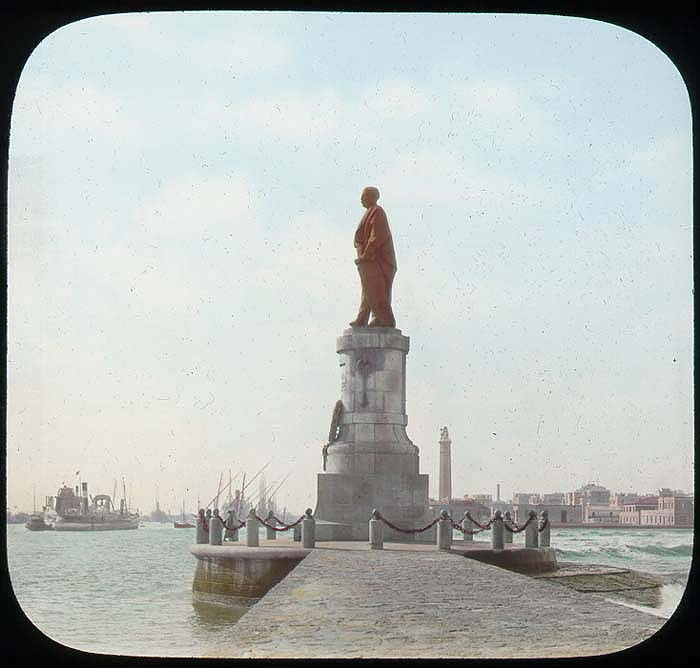
تمثال دي لسبس
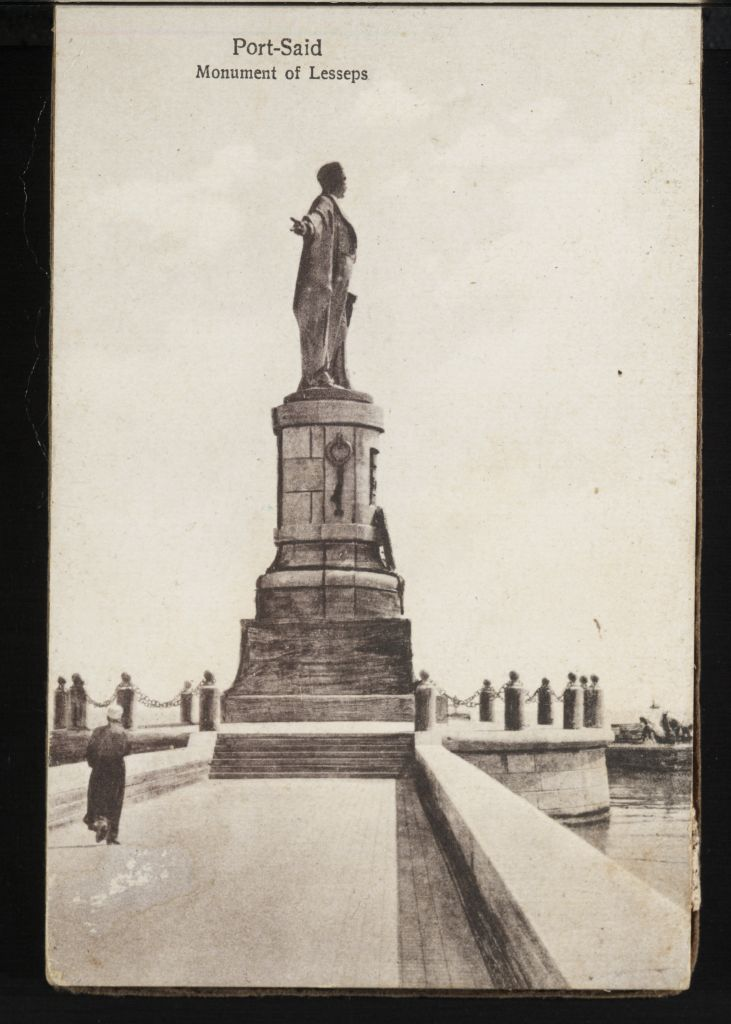
تمثال دي لسبس
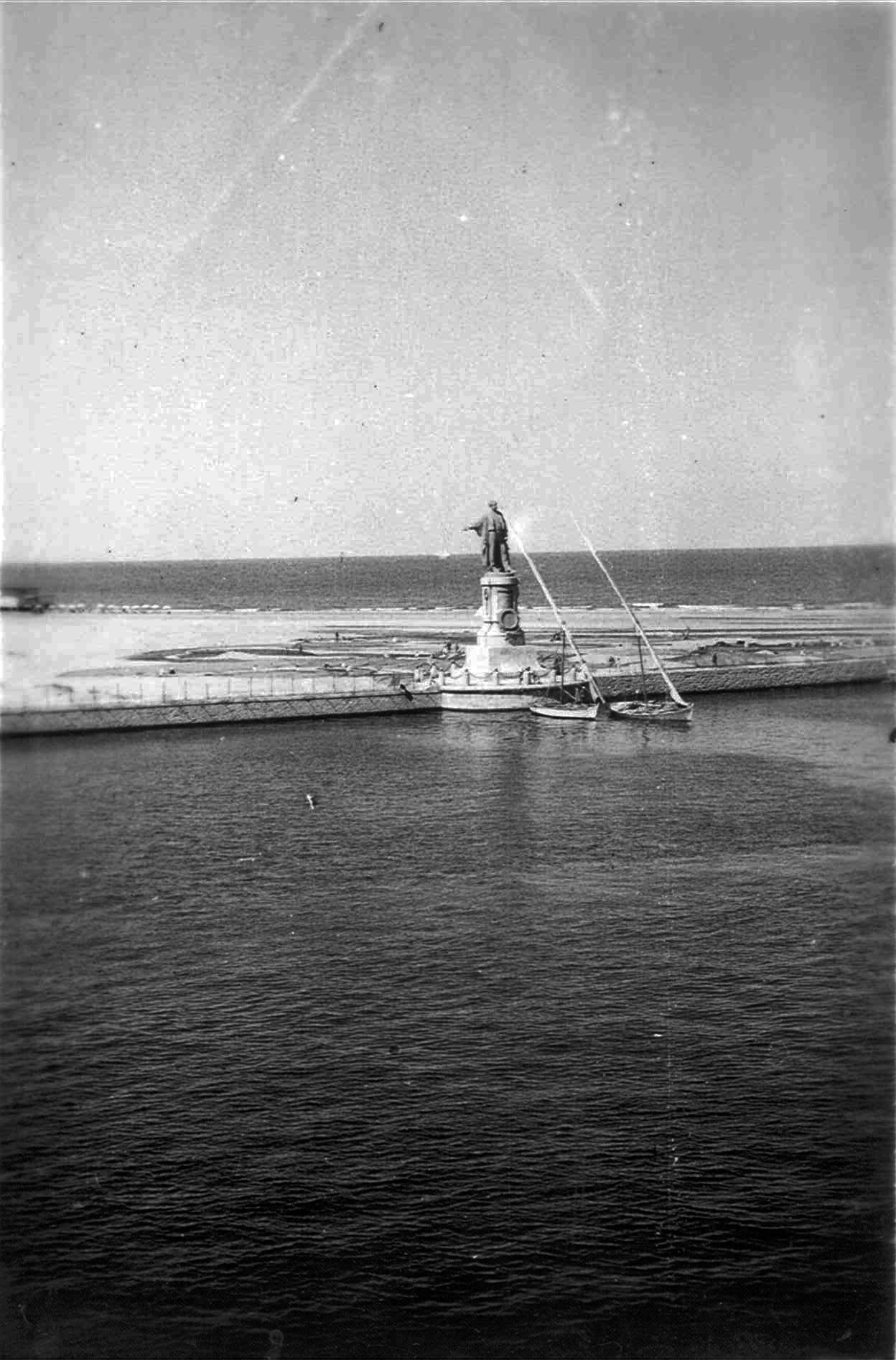
تمثال دي لسبس
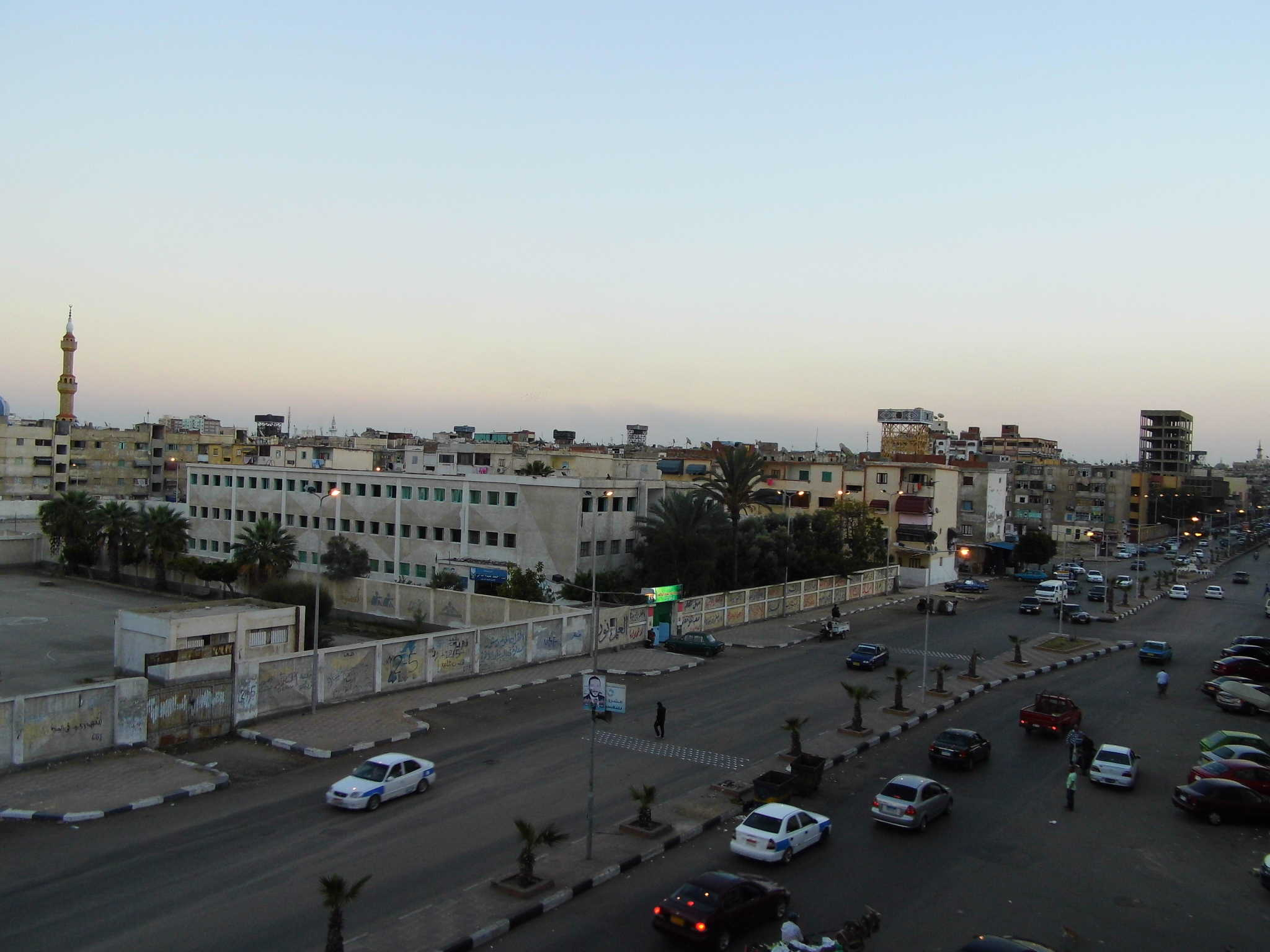
حي المناخ
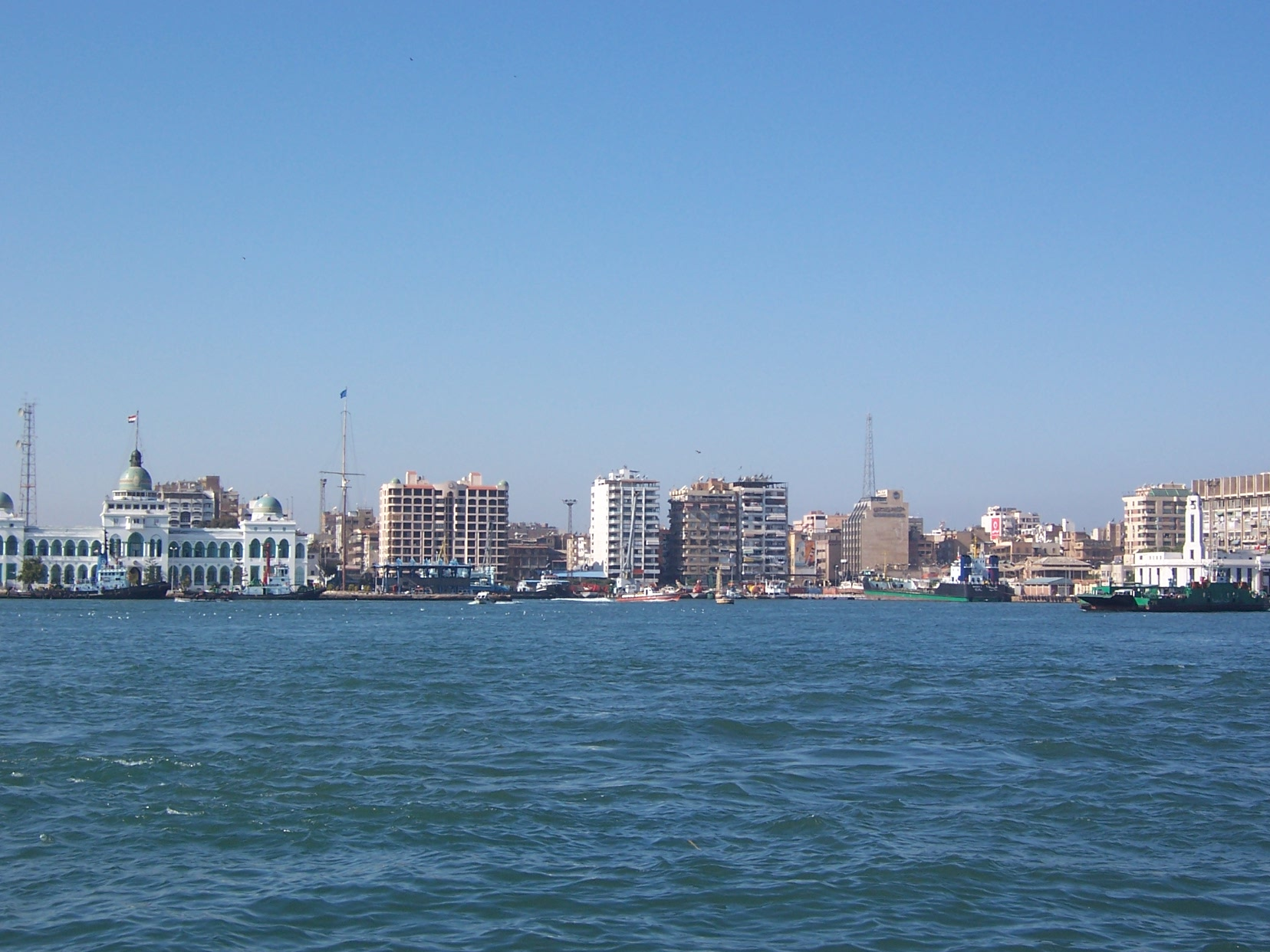
مبنى هيئة قناة السويس
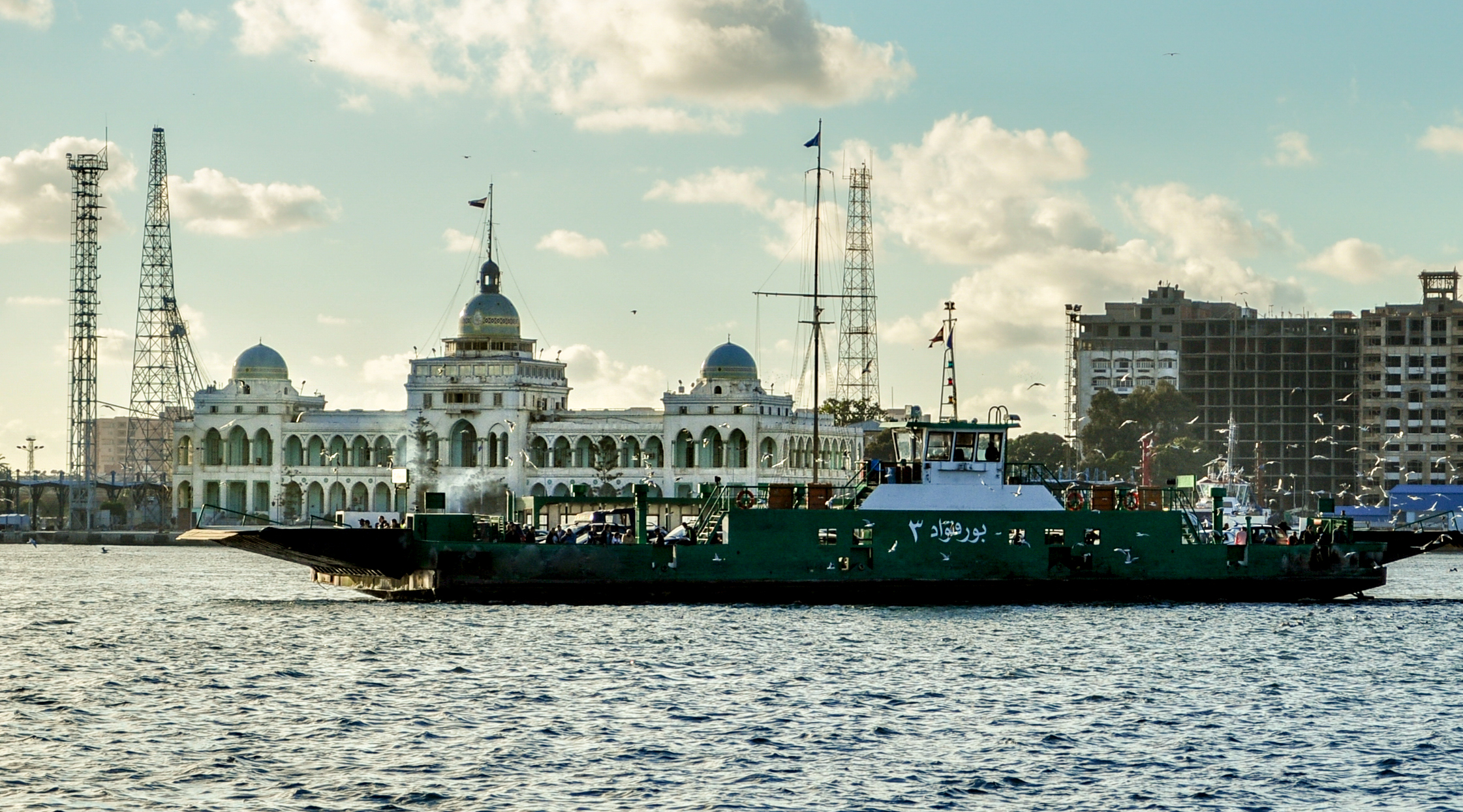
مبنى هيئة قناة السويس
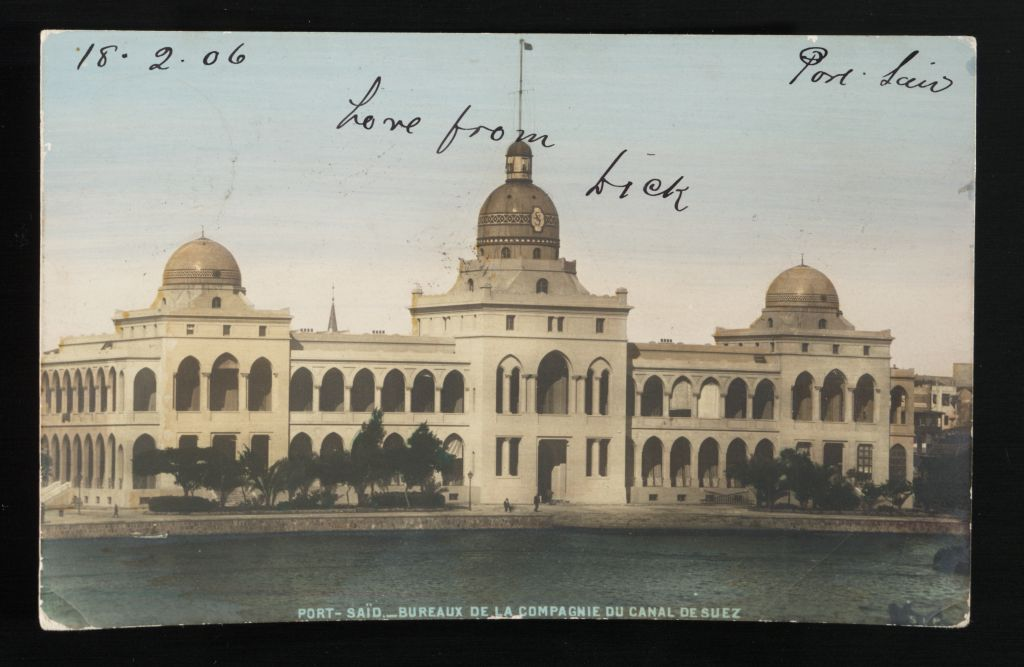
مبنى هيئة قناة السويس
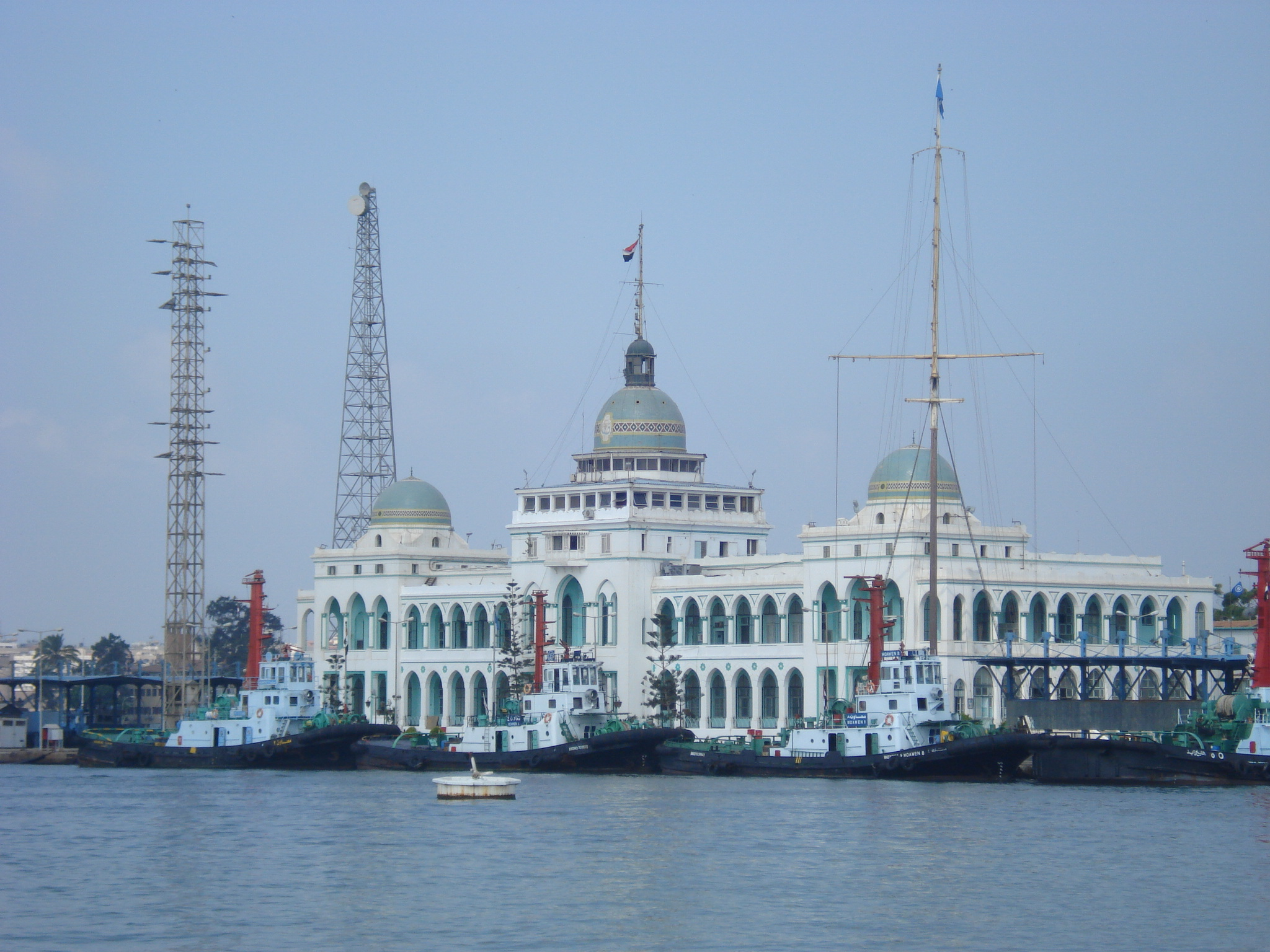
مبنى هيئة قناة السويس
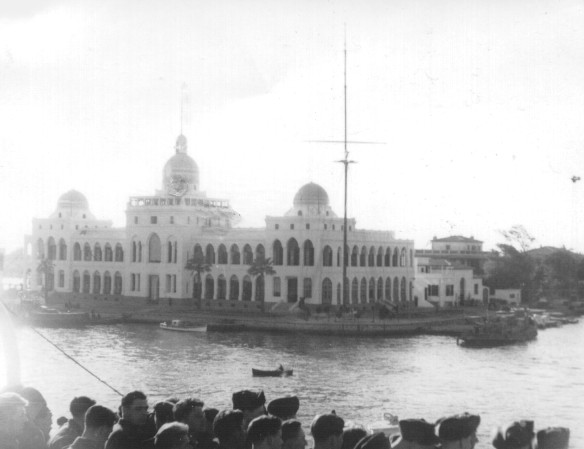
مبنى هيئة قناة السويس
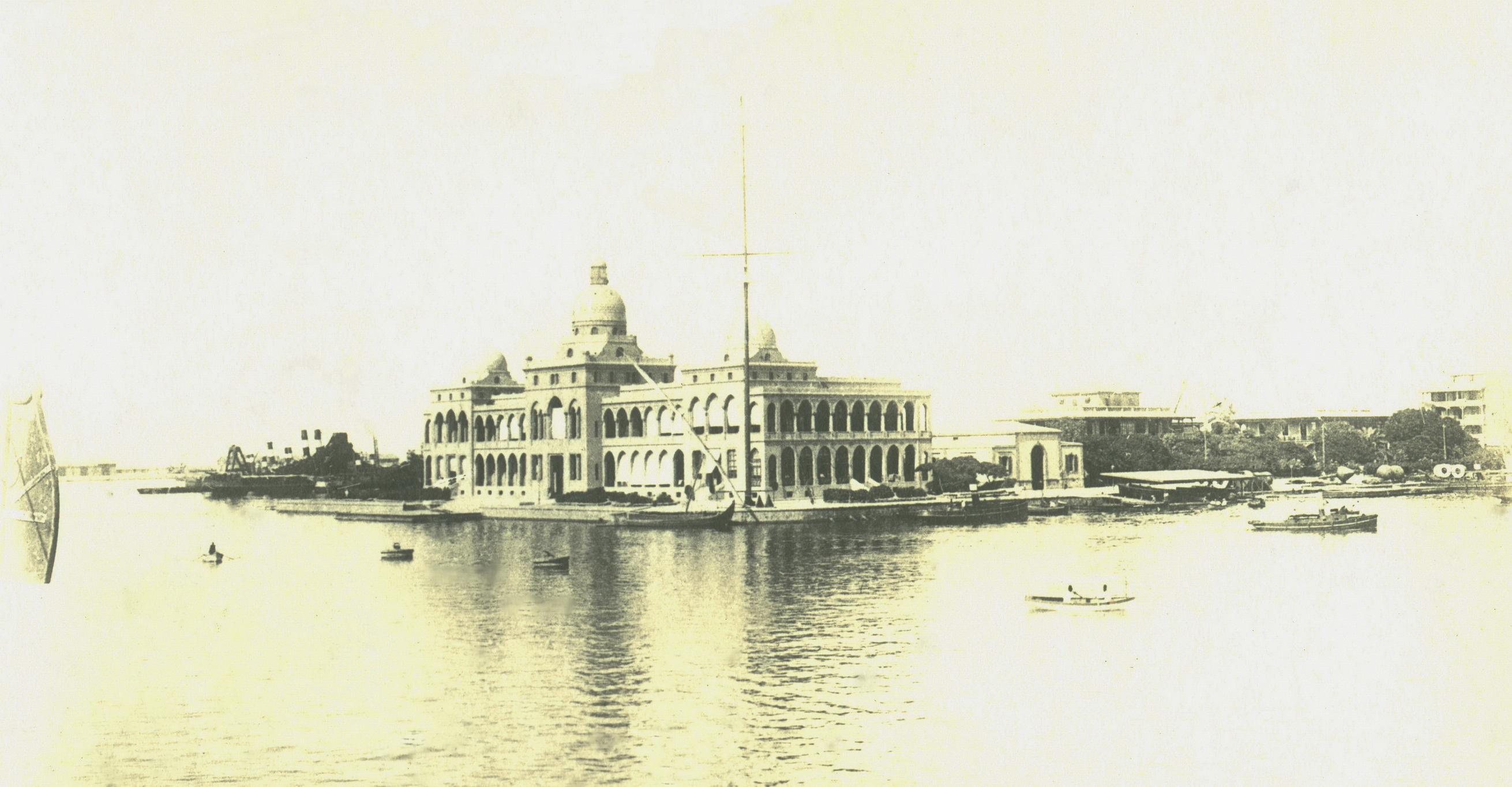
مبنى هيئة قناة السويس
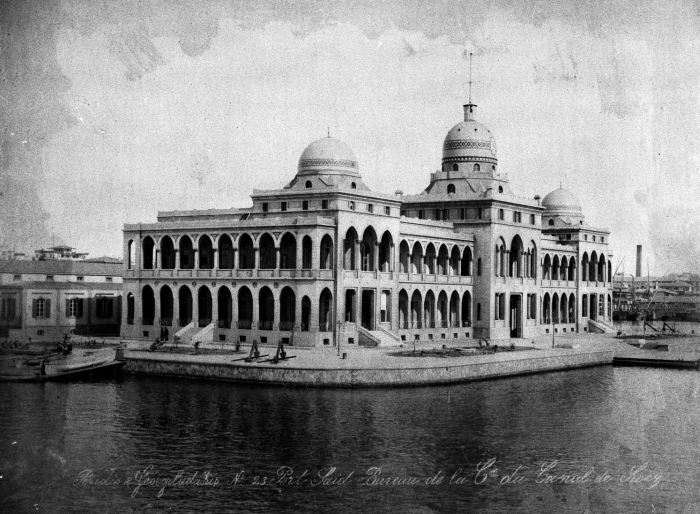
مبنى هيئة قناة السويس
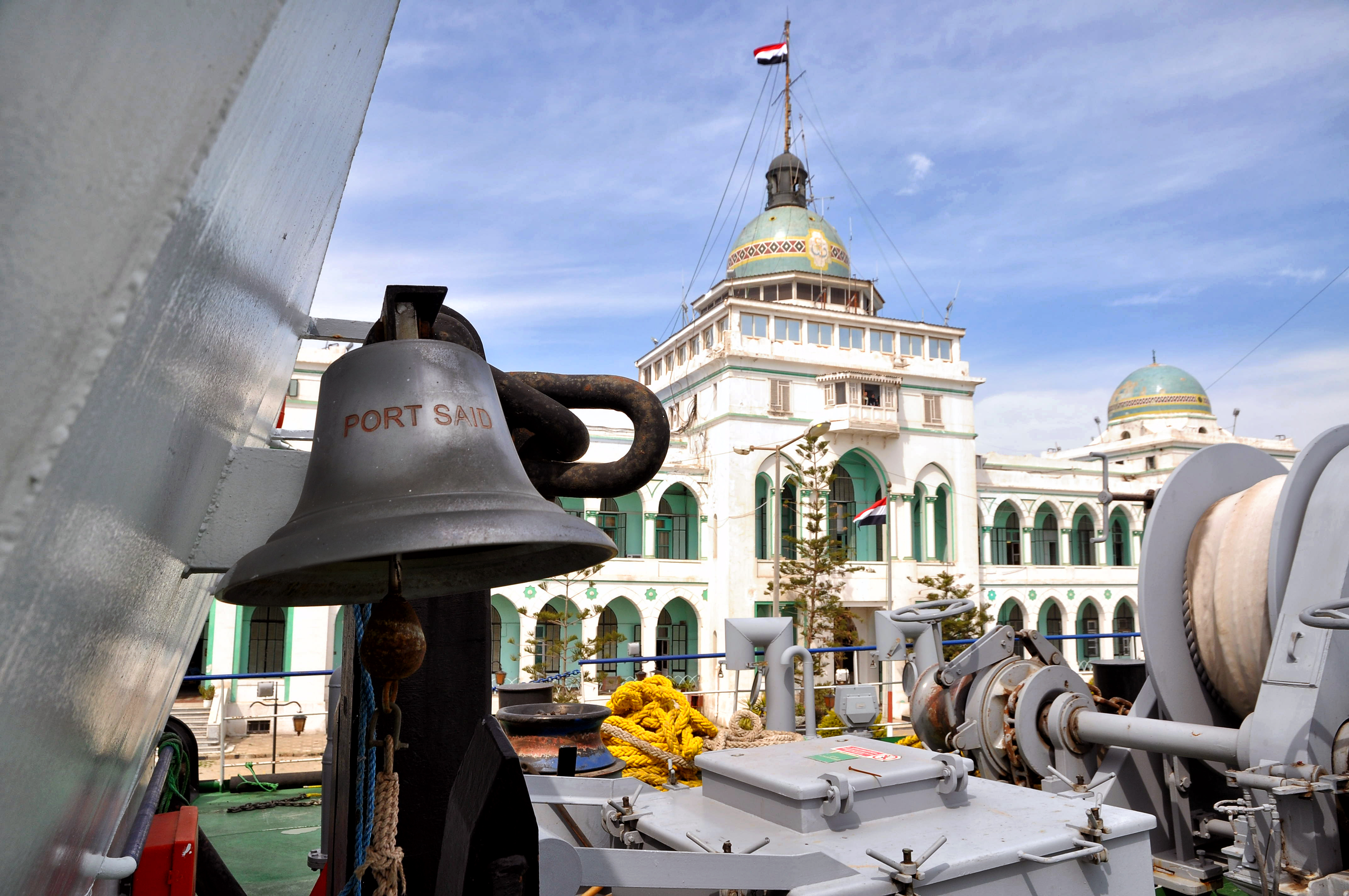
مبنى هيئة قناة السويس
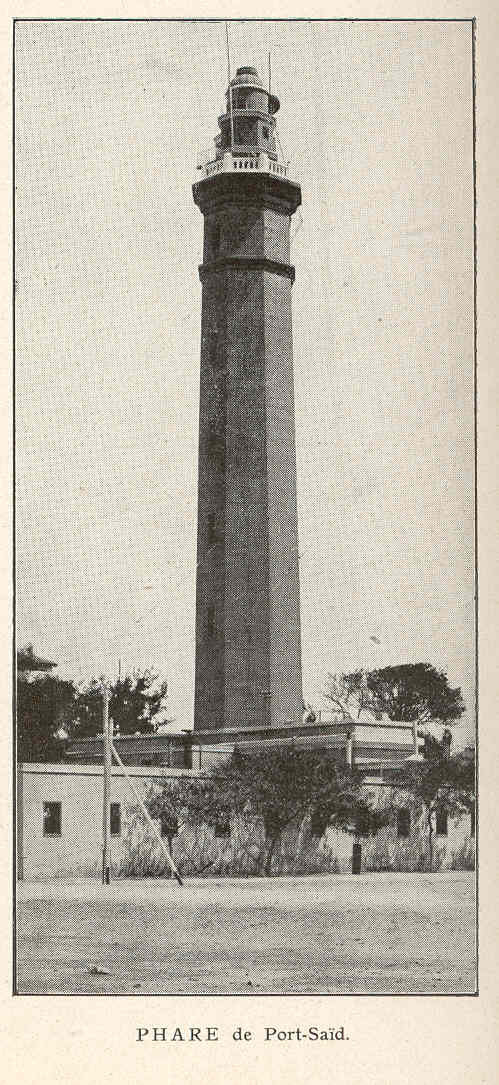
فنار بورسعيد
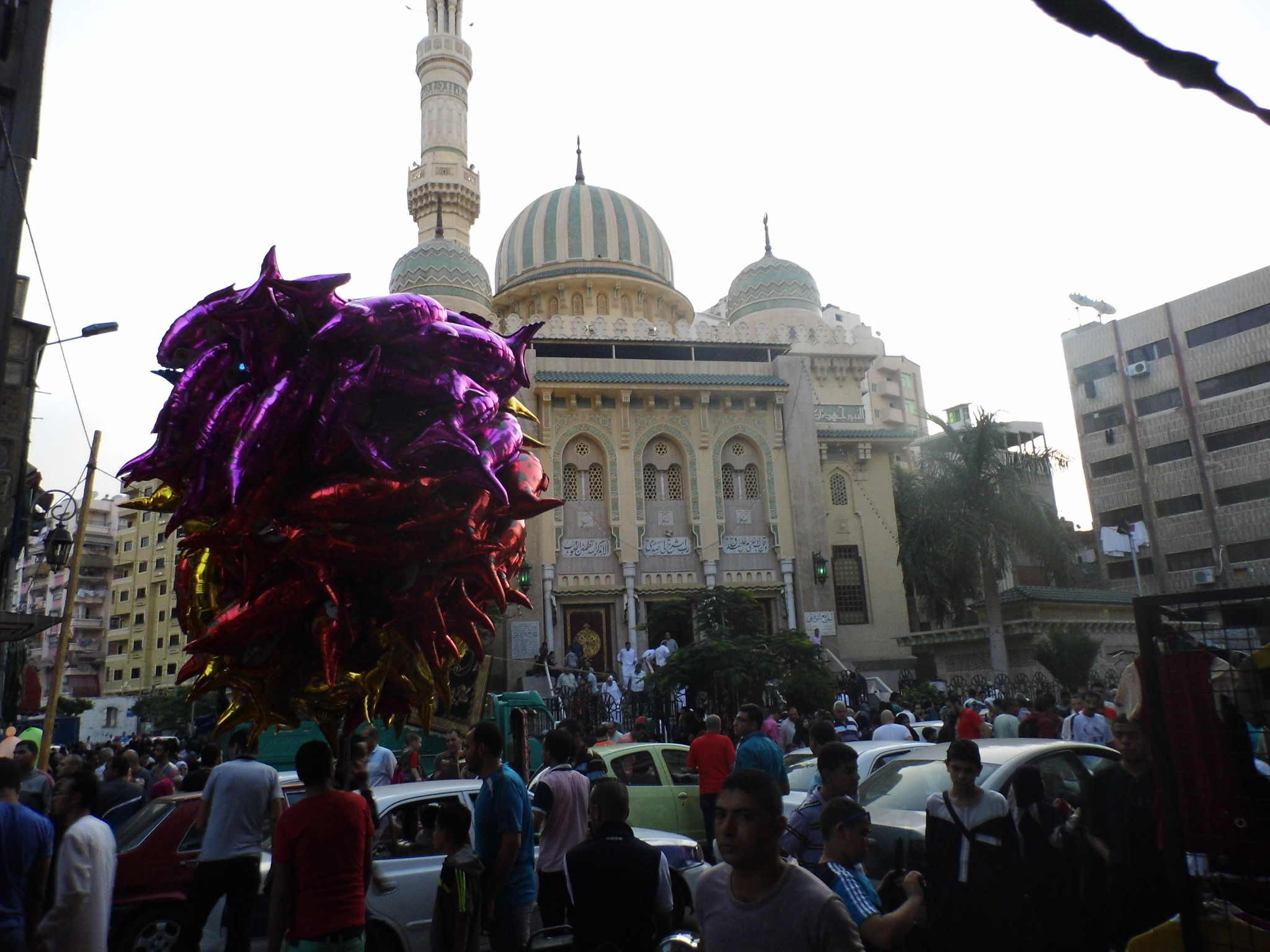
المسجد التوفيقي
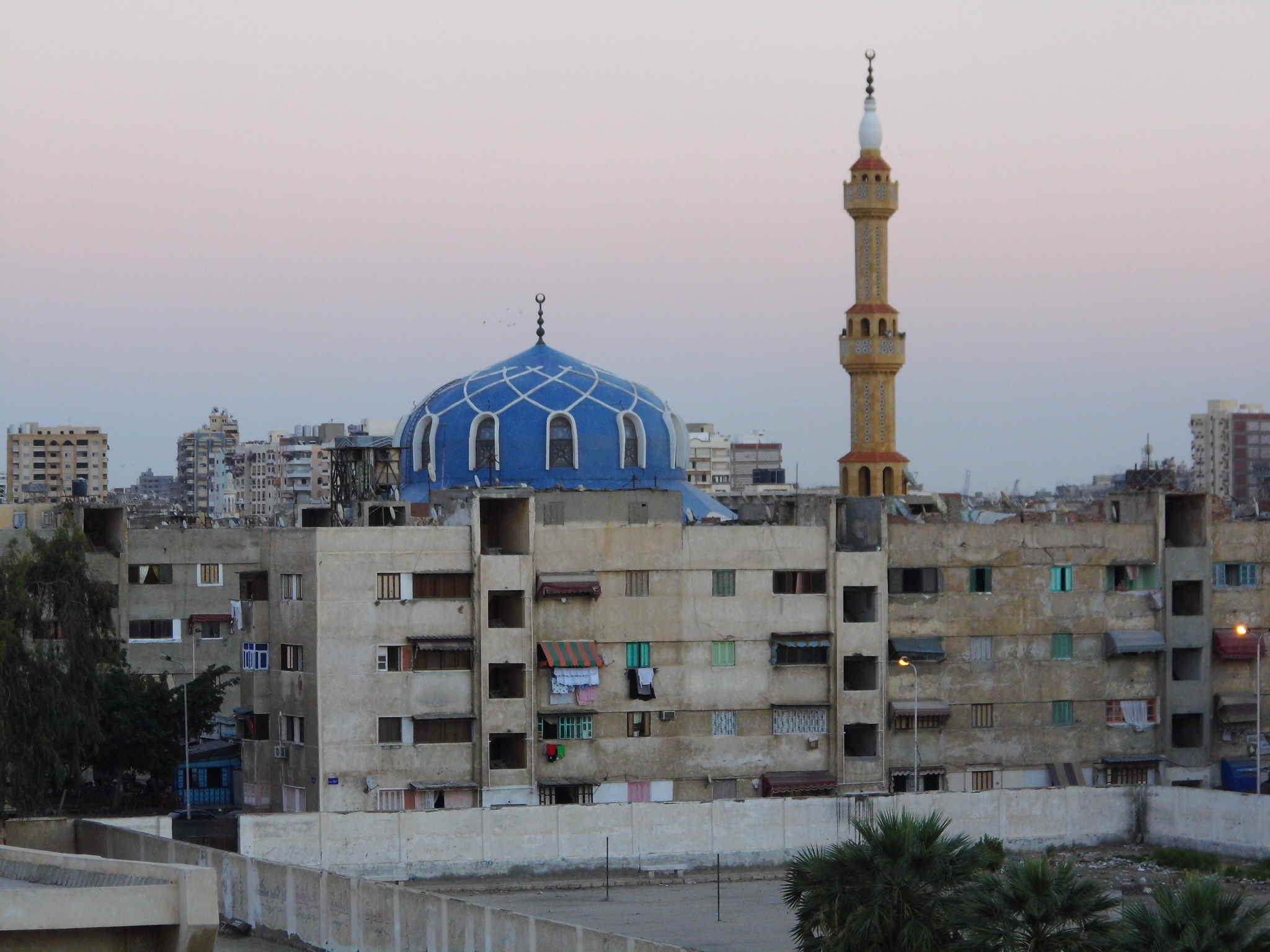
مسجد الحسين
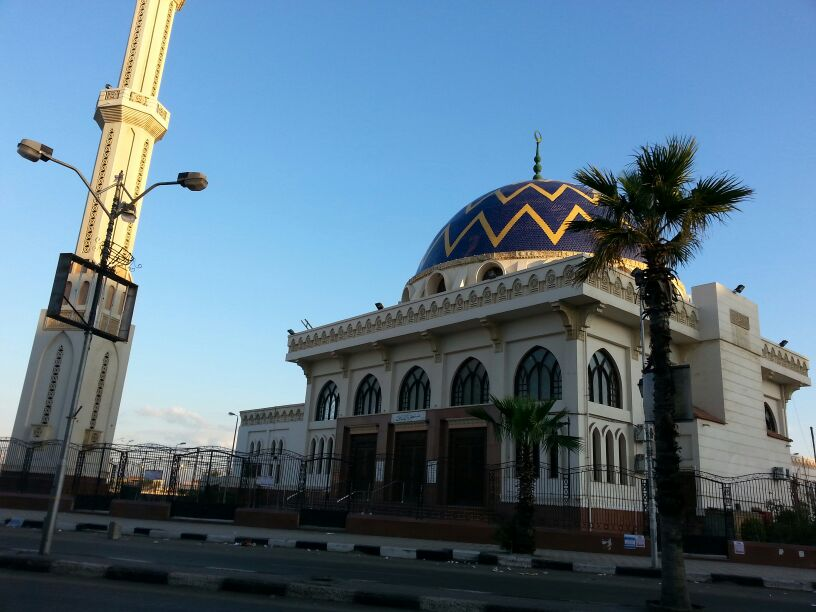
مسجد الشاطئ
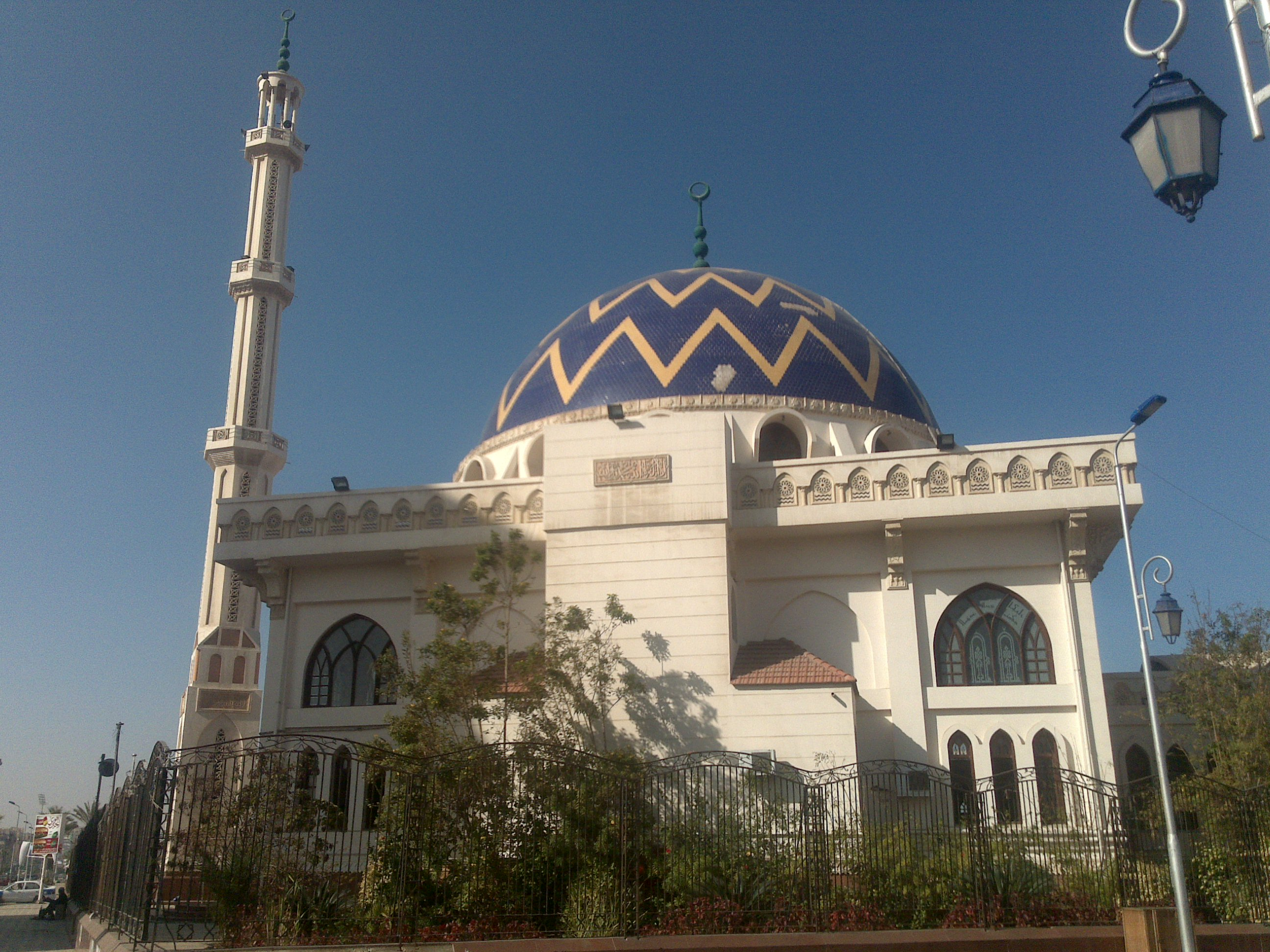
مسجد الشاطئ
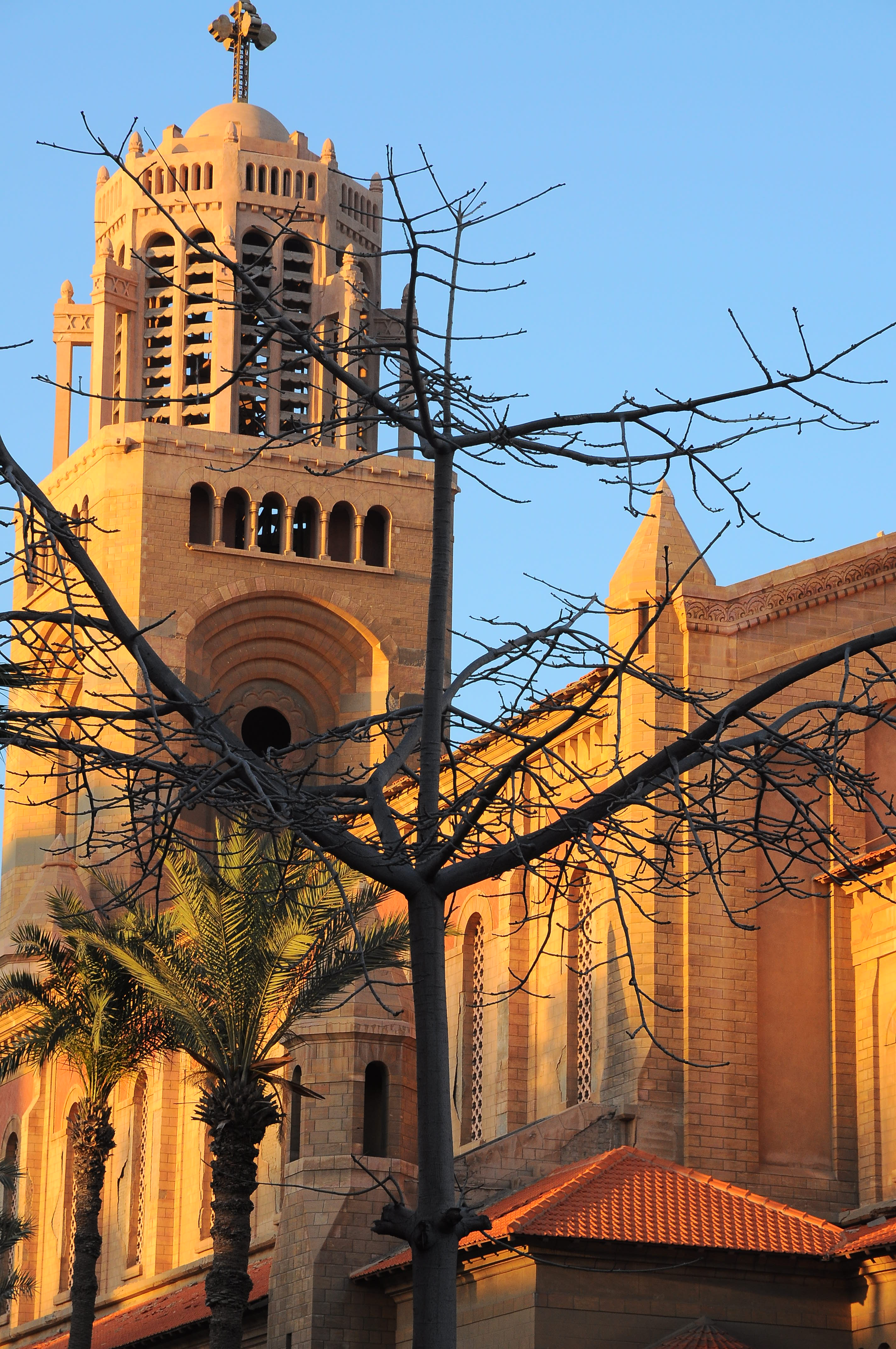
الكاتدرائية اللاتينية
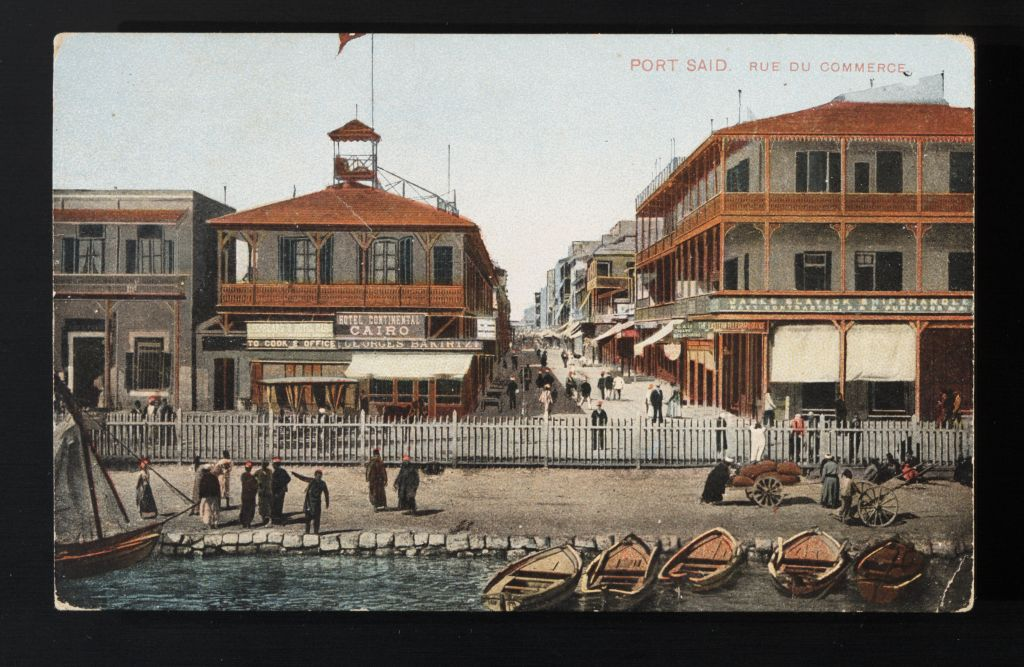
شارع تجاري
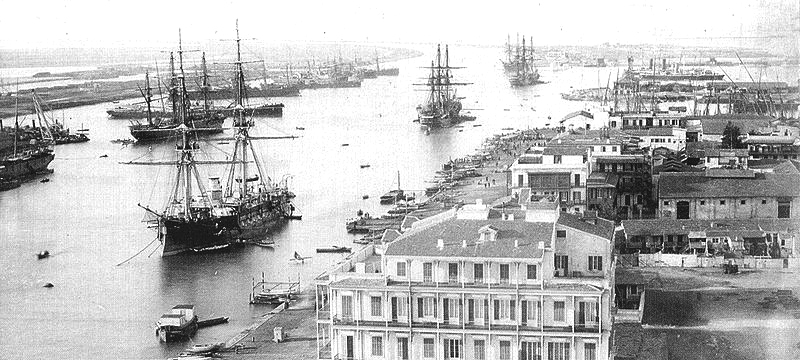
بورسعيد عام 1880
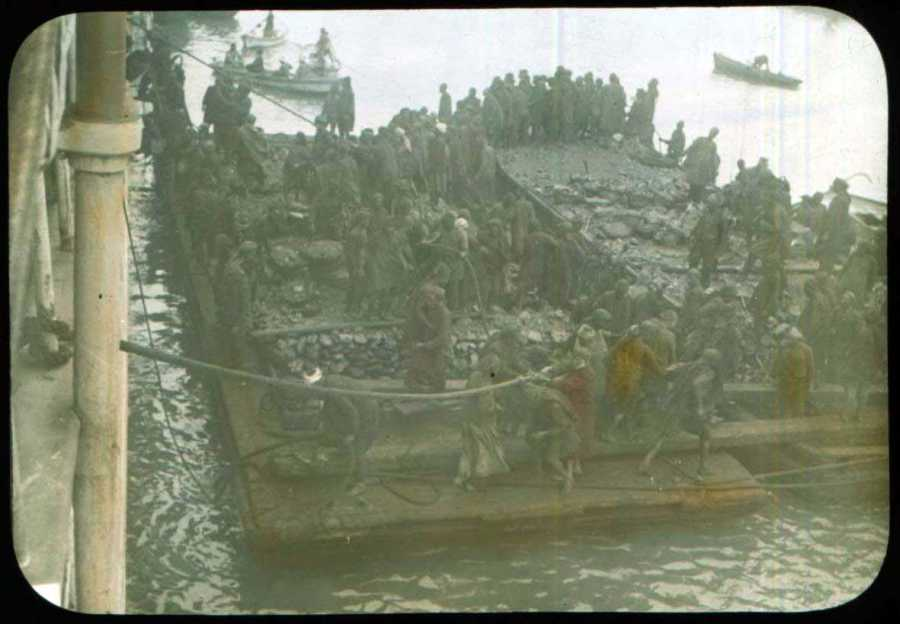
رسو السفن في بورسعيد عام 1896
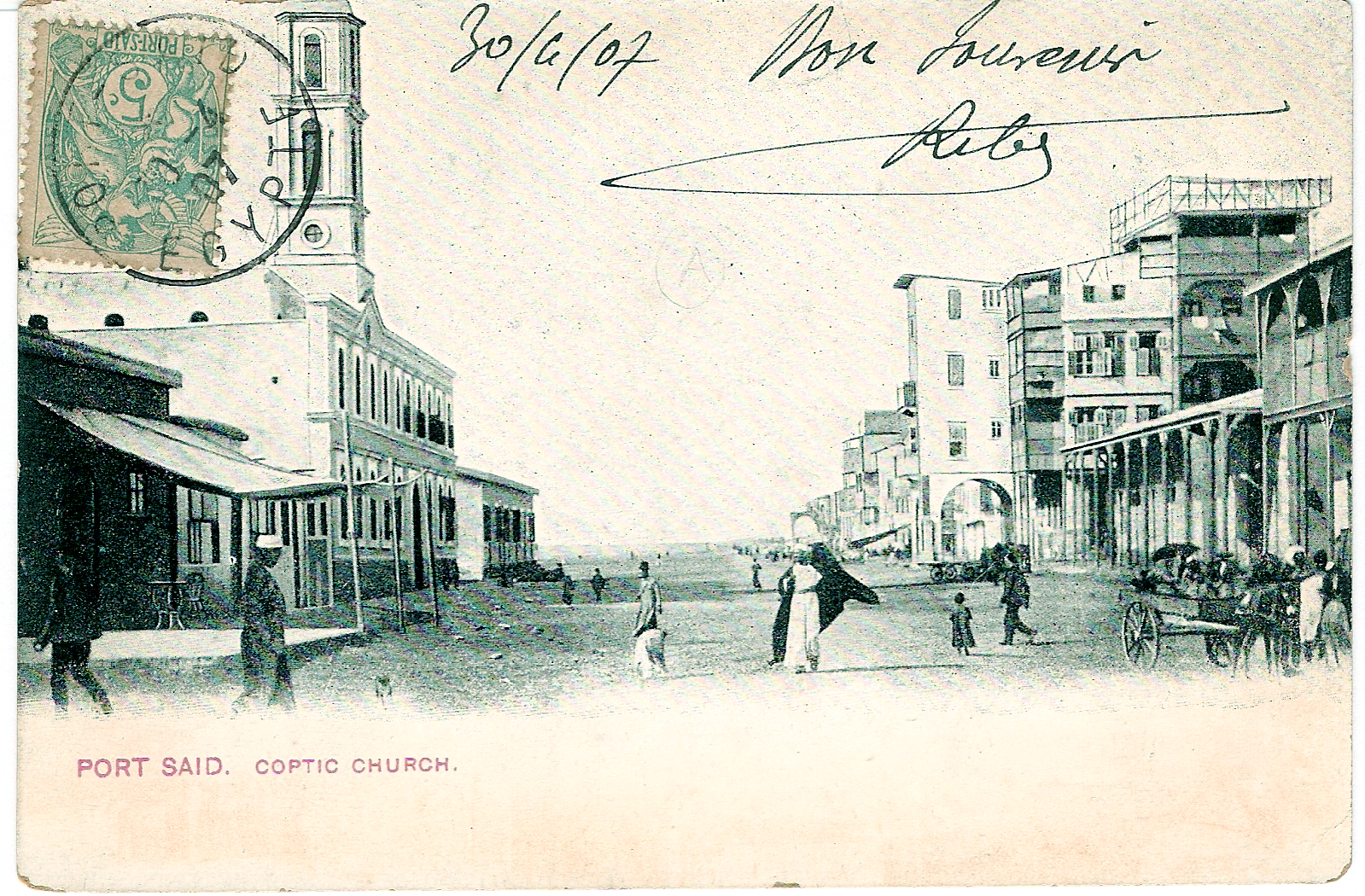
بطاقة بريدية تظهر معالم بورسعيد عام 1907
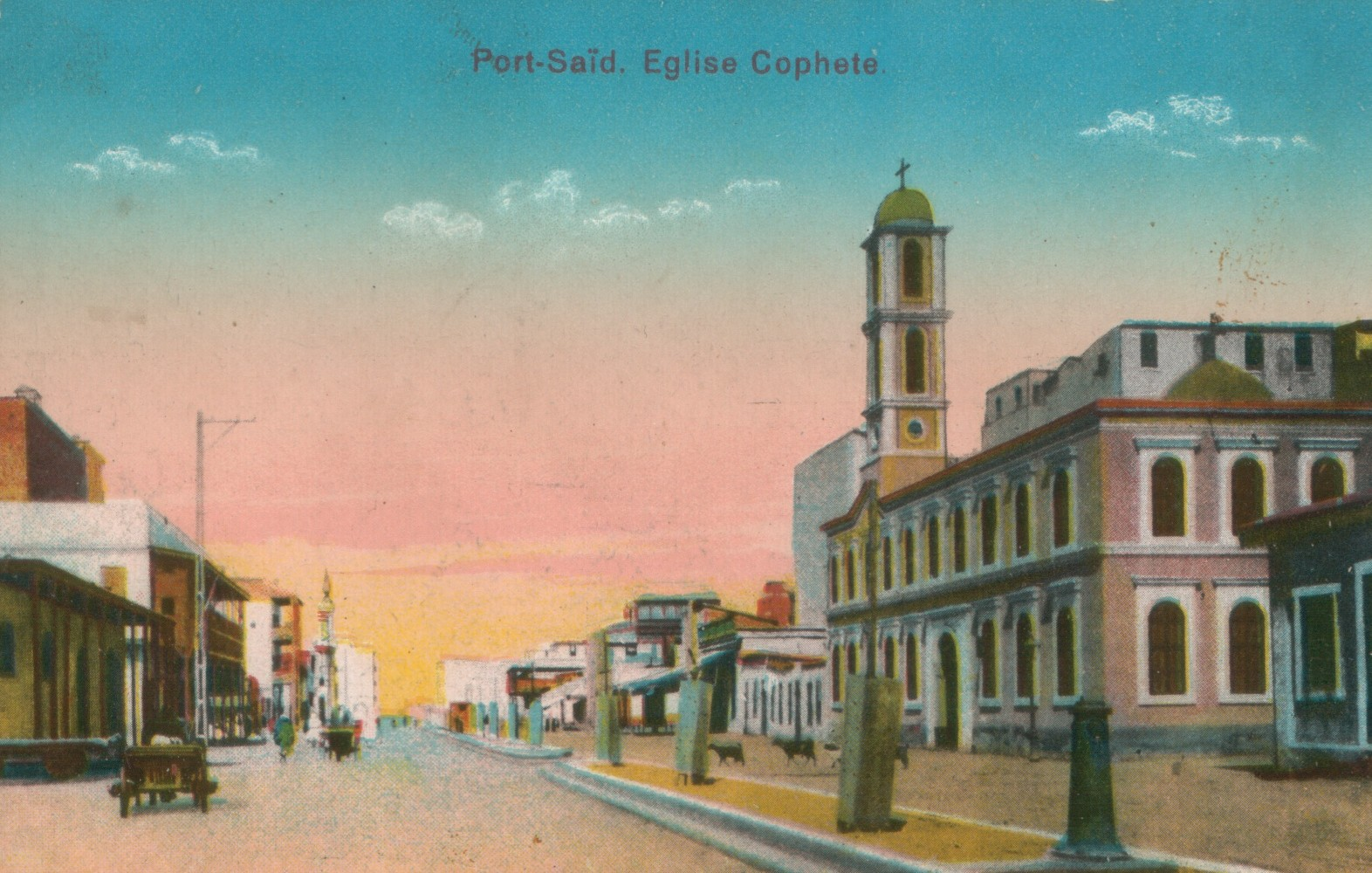
بطاقة بريدية تظهر معالم بورسعيد عام 1915
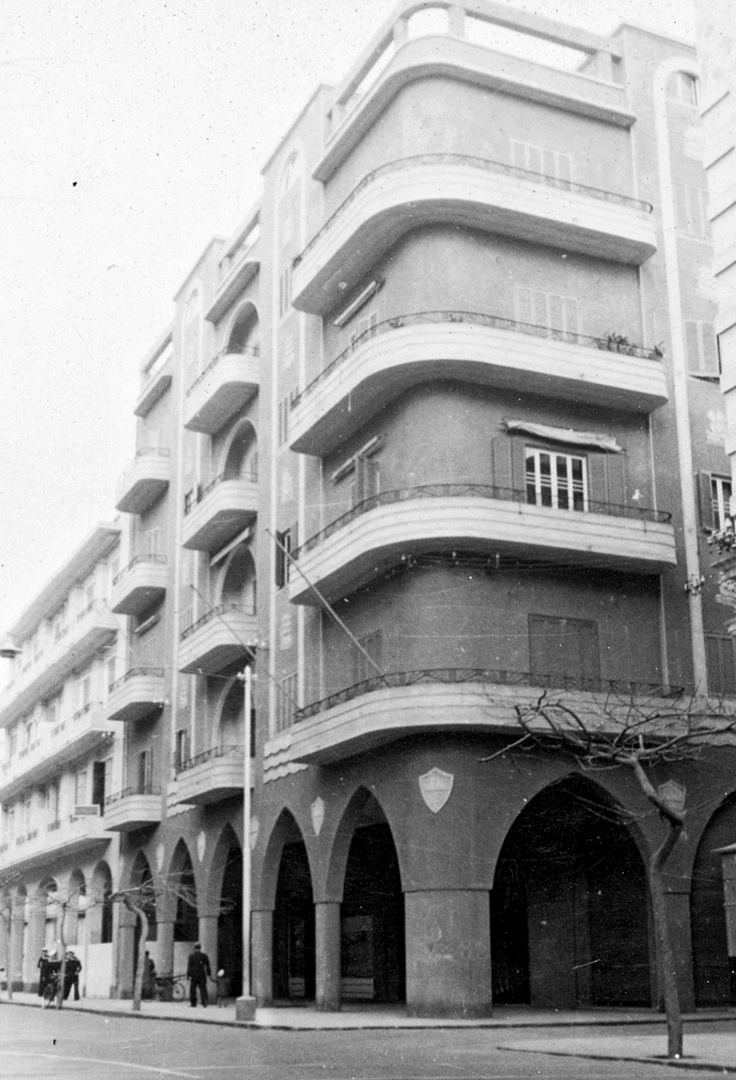
أحد شوارع بورسعيد عام 1941
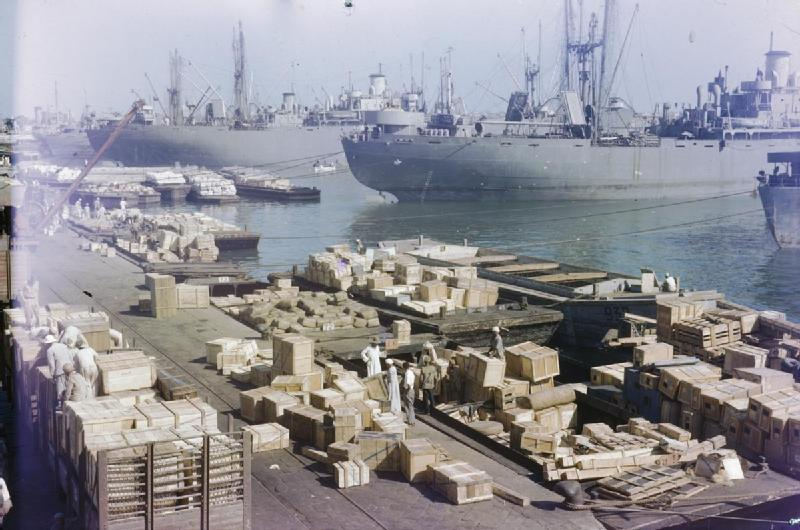
ميناء بورسعيد عام 1944
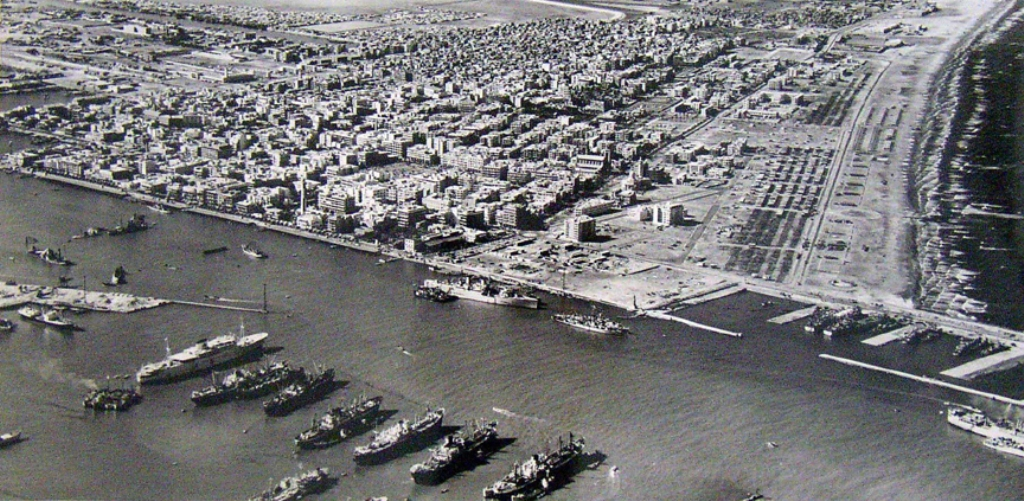
صورة جوية لبورسعيد عام 1956
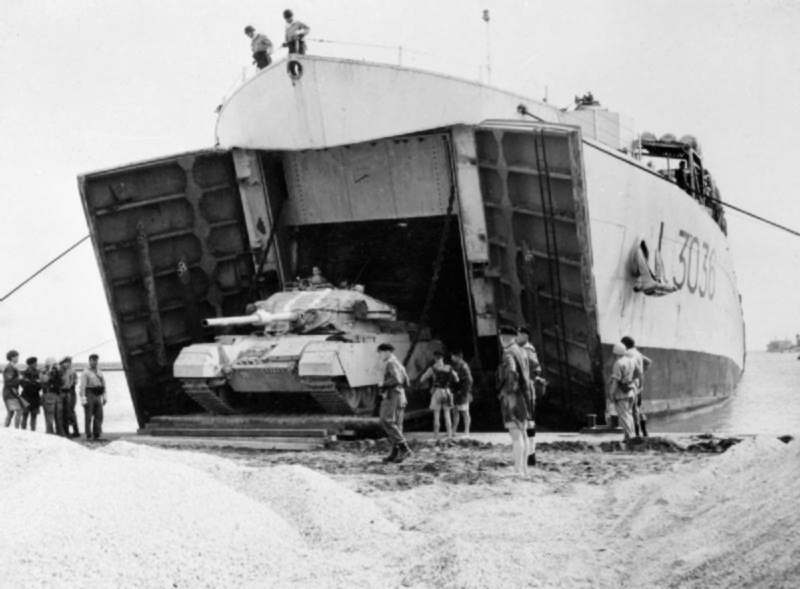
عملية إنزال لدبابات بريطانية على شاطئ بورسعيد عام 1956
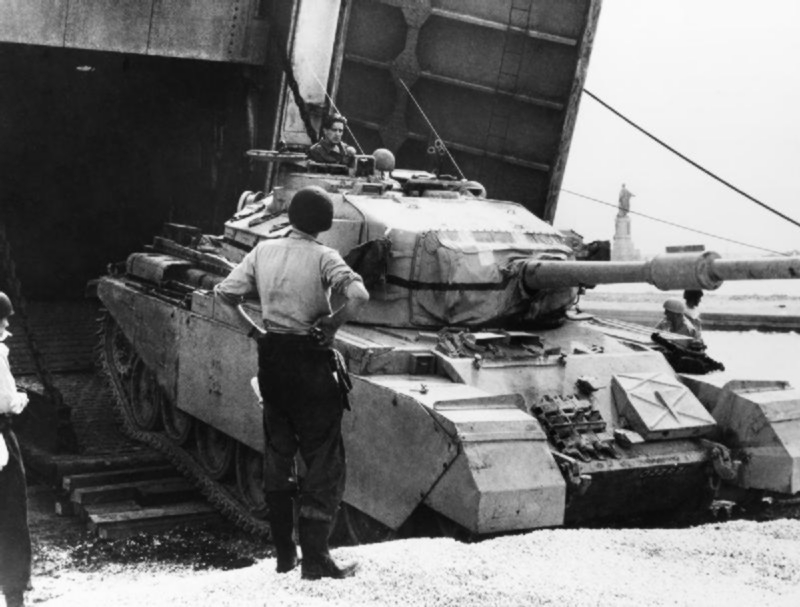
عملية إنزال لدبابات بريطانية على شاطئ بورسعيد عام 1956
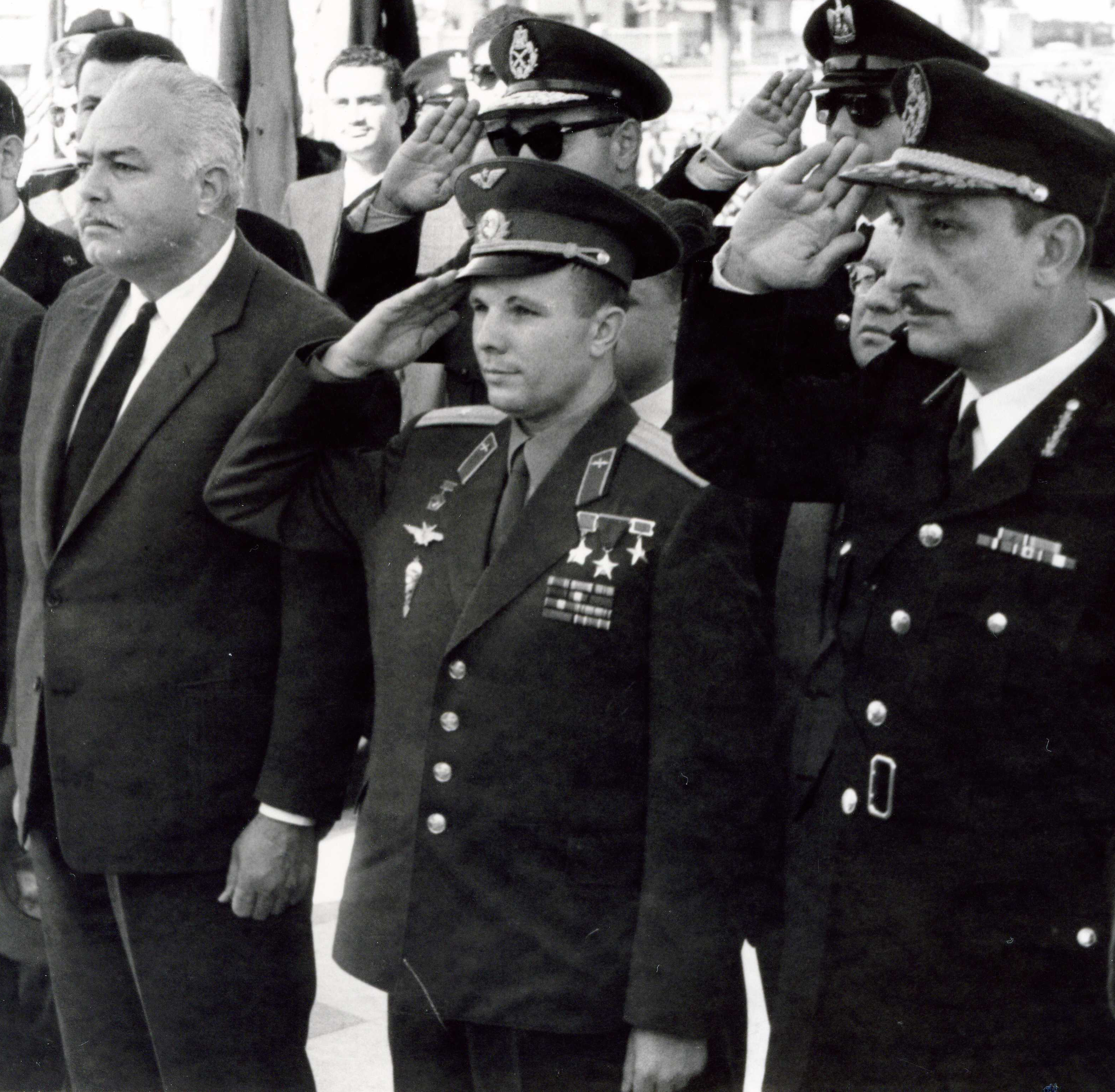
يوري جاجارين في بورسعيد عام 1962
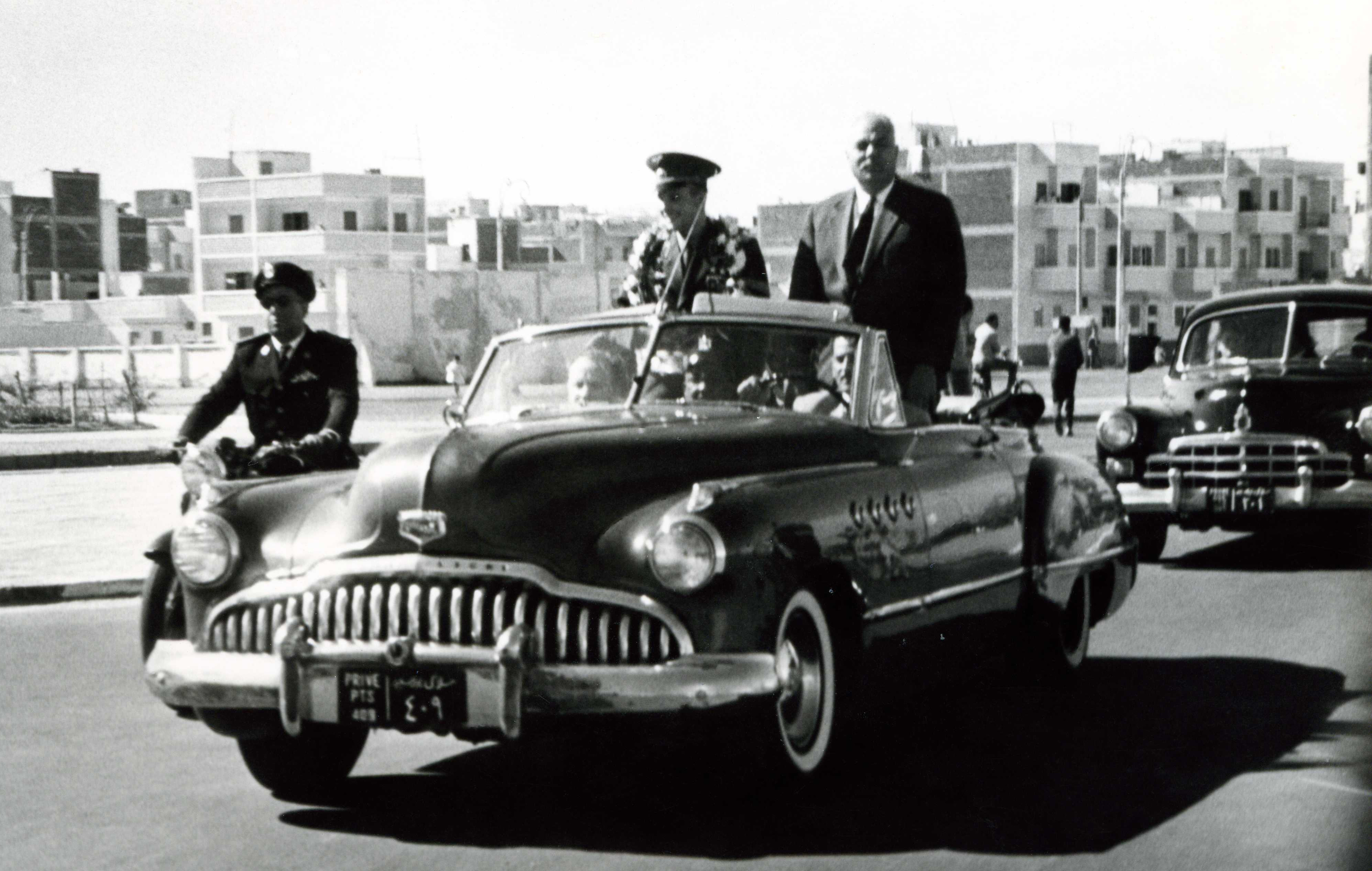
يوري جاجارين في بورسعيد عام 1962
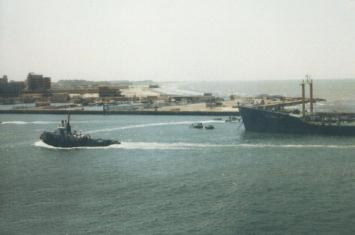
بورسعيد عام 1982